# Mesoamérica

Ubicación de Mesoamérica en el continente.

Mesoamérica (del griego: μέσος [mesos] ‘intermedio’) es el área cultural del continente americano que comprende la mitad meridional de México, los territorios de Guatemala, El Salvador, Belice, Honduras, el occidente de Nicaragua y Costa Rica. En el periodo precolombino fue conocido por formar parte de las grandes civilizaciones. No debe confundirse con la región mesoamericana, concepto acuñado para denominar una región geoeconómica por organizaciones internacionales tales como la OCDE.  Mesoamérica, como se expone en este artículo, es un área definida por la cultura. Esta región vio el desarrollo de una civilización indígena en el marco de un mosaico de gran diversidad étnica y lingüística. La unidad cultural de los pueblos mesoamericanos se refleja en varios rasgos que Paul Kirchhoff definió en 1943 como el complejo mesoamericano.
La definición de lo que se acepta como mesoamericano es objeto de discusión entre los estudiosos de esta civilización; sin embargo, con frecuencia se menciona en el inventario la base agrícola de la economía, como la domesticación de cacao, maíz, frijoles, aguacate, vainilla, calabaza y chile, así como el pavo y el perro, el uso de dos calendarios (ritual de 260 días y civil de 365), los sacrificios humanos como parte de las expresiones religiosas, la tecnología lítica y la ausencia de metalurgia, entre otros. En su momento, la definición del complejo mesoamericano sirvió para distinguir a los pueblos mesoamericanos de sus vecinos del norte y el sur.
El desarrollo de Mesoamérica se extendió por varios milenios. Los especialistas discuten sobre la época que puede considerarse el «inicio» de la civilización mesoamericana. De acuerdo con algunas posturas, el hito inicial consiste en el desarrollo de la alfarería. Otros consideran que el primer complejo mesoamericano se desarrolla entre los siglos XV y XII a. C., período contemporáneo a la cultura olmeca. No obstante, ya hay una transformación importante del ambiente natural a través de la agricultura desde la época geológica del Holoceno, hace más de 7000 años.
A lo largo de su historia, los pueblos mesoamericanos construyeron una cultura cuyas expresiones hablan de elementos compartidos por varios pueblos y rasgos que los distingan entre sí. A medida que avanzó el proceso civilizatorio, algunos rasgos se homogeneizaron por el contacto interétnico y otros adquirieron especificidad en ciertos contextos. Este proceso fue continuo y perduró hasta la colonización española. 
Algunos autores emplean indistintamente los nombres nahuas para describir objetos y conceptos originales de Mesoamérica, y otros destacan las diferencias entre los pueblos de la región.
La mayor parte de los pueblos mesoamericanos hablaron lenguas pertenecientes a las siguientes familias lingüísticas: otomangueana, mayense, mixezoqueana, totonacana y utoazteca. 
Otras lenguas están aisladas o no pudieron ser clasificadas porque desaparecieron en el proceso de castellanización que comenzó con la colonización española y continúa hasta la fecha. 
Este mosaico de lenguas y etnias estuvo presente durante la época prehispánica y tiene su correlato en las numerosas culturas indígenas que se desarrollaron en diversas zonas y tiempos de Mesoamérica, entre las cuales las más estudiadas han sido: 
La mexica, la maya, la teotihuacana, la tolteca, la zapoteca, la mixteca, la olmeca y la purépecha. 
A pesar de la concentración de estudios que se han dado en el caso de esas importantes culturas, Mesoamérica fue escenario de muchos pueblos, algunos de los cuales han apenas comenzado a ser investigados a partir de excavaciones recientes. Inventaron un sistema de escritura pero no tan avanzado como los mayas.

## Origen de la palabra "Mesoamérica"
Mesoamérica significa "América media". Este término se propuso para referirse a un espacio cultural que abarca desde la parte meridional de México hasta la Provincia de Guanacaste en Costa Rica, el cual se diferencia de otras regiones por la forma de vida de sus pobladores, su clima y su geografía. Mesoamérica es un espacio de climas y paisajes variados, como valles, bosques, costas, pantanos y selvas. 
Sus tierras son húmedas y fértiles, adecuadas para la agricultura, además hay numerosos lagos y ríos. Aún con esa diversidad, los habitantes de la región tenían ciertas características en común, por ejemplo, sus sociedades se organizaban en grupos con diferentes funciones e importancia. Por una parte los gobernantes, divididos en jefes religiosos y militares, y, por otra, artesanos y campesinos. 
Esta división social se manifestó en los palacios, templos, habitaciones y espacios urbanos en los que los gobernantes vivían. Su canasta básica incluía maíz, frijol, chile, calabaza o güicoy, aguacate y cacao, entre otros.Hicieron importantes obras para controlar y aprovechar el agua de lluvia, ríos y lagos. Su religión era politeísta. Tenían creencias religiosas que combinaban con conocimientos de astronomía, matemáticas, ingeniería, arte, escritura y medicina. Arquitectónicamente, destacan elementos como los basamentos escalonados y edificaciones que construyeron en las ciudades para el ritual de juego de pelota. Inventaron un sistema de numeración con base vigesimal y entre sus sistemas de escrituradestaca la ideográfica, basada en dibujar símbolos que representaban ideas. Se regían por dos calendarios diferentes: el de 365 días para las actividades agrícolas y el de 260 para sus creencias religiosas. Con sus mitos intentaron explicar la complejidad del mundo natural y el humano, tratando de preservar la armonía entre ambos.

## Definición de Mesoamérica

Mapa de Mesoamérica.

Desde que creció el interés por las culturas indígenas de América Central y México, los especialistas se enfrentaron al problema de interpretar los datos disponibles sobre los pueblos indígenas. Los importantes avances en las investigaciones arqueológicas en el centro de México —particularmente en Oaxaca, donde Alfonso Caso encabezaba las excavaciones en Monte Albán— y en el área maya —con el equipo de Ricketson investigando Uaxactún (Guatemala)— mostraban que entre esas regiones, consideradas ajenas entre sí hasta la década de 1940, había grandes coincidencias culturales que requerían una explicación.
Alfred Kroeber introdujo en 1939 el concepto de áreas culturales para abordar la presencia de rasgos culturales parecidos en pueblos diversos étnicamente y separados relativamente en la geografía de una misma región. En la obra Cultural and natural areas of native North America, Kroeber propuso que el norte de América Central y los territorios de los pueblos agrícolas de México constituyeran una área cultural, pero su propuesta no pareció tener eco en los círculos arqueológicos. En 1943 Paul Kirchhoff dio a conocer su artículo Mesoamérica, en el que problematizó la unidad cultural de la zona maya y el centro de México. En su texto, Kirchhoff delineó un conjunto de rasgos cuya presencia era significativa en los pueblos del norte de América Central y el centro y sur de México, mismos que los distinguieran de otras culturas americanas. Kirchhoff decía que el límite norte de Mesoamérica era la región comprendida entre el río Sinaloa, la sierra Madre Occidental, las cuencas de los ríos Lerma y Panuco y el límite sur sería la línea entre la desembocadura del río Motagua y el golfo de Nicoya, en Costa Rica.
Los límites geográficos no son estáticos, sino que varían según el aumento o disminución de recursos dependiendo de la temporada. Mesoamérica tiene una superficie de 1 000 218 km². Entre los rasgos culturales se encuentran el sedentarismo, el uso del bastón plantador/cortador, el cultivo del maíz (la milpa) y su nixtamalización, la práctica del juego de pelota, el sistema de numeración con base vigesimal, el uso del calendario ritual de 260 días, la práctica de varios tipos de sacrificios humanos y el sistema de escritura pictográfica. En posteriores trabajos, Kirchhoff se mostró «decepcionado» del recibimiento poco crítico que tuvo el término Mesoamérica en los círculos arqueológicos y lamentaba que no hubiera tenido lugar un provechoso dentro del debate sobre la pertinencia del concepto.
A pesar de este recibimiento de su propuesta, los avances de la arqueología de los pueblos mesoamericanos han puesto en relieve algunas debilidades de la definición de Mesoamérica presentada originalmente por Kirchhoff. Uno de los primeros señalamientos es su énfasis historicista y culturalista, que pretende definir la civilización mesoamericana como un conjunto de elementos desarticulados que tienden a la identificación de la cultura con el grupo étnico y la comunidad lingüística. En las décadas siguientes se han desarrollado nuevos enfoques para abordar la civilización de los pueblos precolombinos de la América media. 
Entre otras cosas, esto incluye la revisión de la cronología indígena.

## Geografía

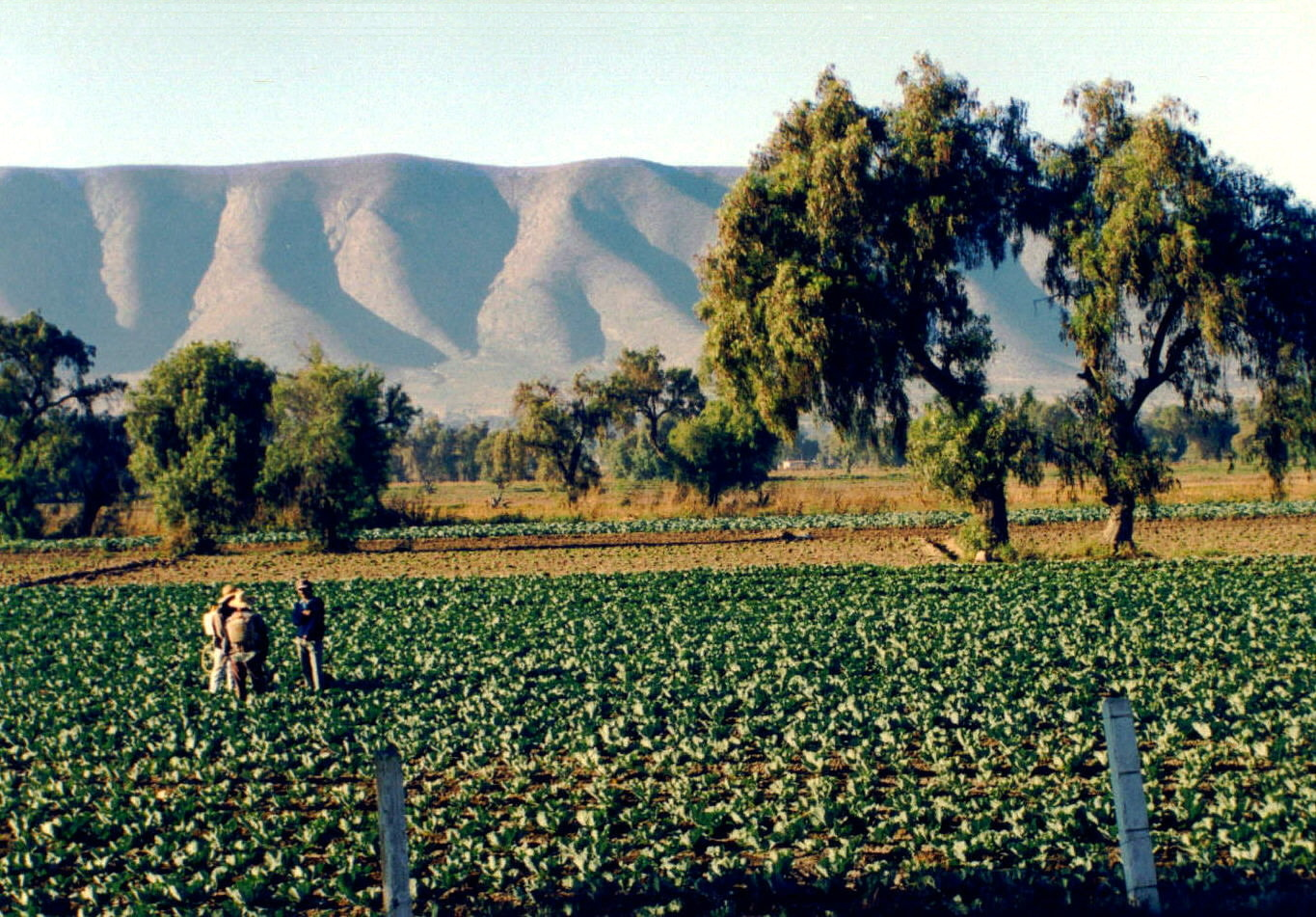
Paisaje de Puebla, en las tierras altas mesoamericanas.

### La dimensión histórica de la geografía mesoamericana
Para comprender la geografía de Mesoamérica hay que situarla en una dimensión diacrónica, es decir, como una realidad dinámica. Hay que enfatizar que Mesoamérica es una civilización compartida por pueblos de diverso origen étnico y que, a diferencia de otras civilizaciones como el Antiguo Egipto o Mesopotamia, los pueblos que compartieron la civilización mesoamericana no constituyeron nunca una unidad política. Las fronteras de Mesoamérica corresponden a los territorios de aquellos pueblos que formaron parte de la esfera de la civilización mesoamericana, que comparte una cultura cuyas características se abordan más abajo. Los confines de Mesoamérica tampoco corresponden con los límites de ningún país moderno. Después de la conquista española, los pueblos mesoamericanos quedaron incorporados al virreinato de la Nueva España, pero este dominio de la Corona española incluyó también a otros grupos de culturas diferentes tales como los oasisamericanos, los nómadas de Aridoamérica y los pueblos de la baja América Central.
Mesoamérica ocupa una porción del continente americano entre el océano Pacífico al oeste; y el mar Caribe y el golfo de México al norte y al oriente. Sus límites septentrionales son menos claros, con excepción de aquellos dados por la península de Yucatán. En su época de mayor avance dentro del continente, hacia el norte, los territorios de la mesoamericanidad incluyeron la sierra Madre Occidental de Durango y Zacatecas, la sierra Gorda, el Tunal Grande y la sierra de Tamaulipas. Esto ocurrió durante el período Clásico. Ese avance hacia el norte fue favorecido por condiciones climatológicas que permitieron la agricultura y la concentración urbana; el contexto climático actuó en conjunto con la creciente importancia de las rutas de intercambio entre Oasisamérica y Mesoamérica que atravesaban las zonas del centro de México señaladas antes. Prolongadas sequías y crisis políticas arrastraron a las sociedades del norte de Mesoamérica y la región fue abandonada y ocupada nuevamente por nómadas aridoamericanos alrededor del siglo VIII d. C.
Por otro lado, el límite sur y oriental de Mesoamérica fue más o menos estable. Sin embargo, algunas manifestaciones de los pueblos de la zona se alejaron de las pautas mesoamericanas durante el Preclásico Tardío y el Clásico Temprano (ss. IV a. C.-VII a. C.), de modo que durante esta época la región de Centroamérica se alejó de la esfera cultural de la América Media. Al terminar esta etapa, los lazos con las culturas mesoamericanas se restablecieron y fueron reforzados por las migraciones de grupos otomangueanos (chorotegas y mangues) y uto-aztecas (pipiles y nicaraos).

### Rasgos geográficos de Mesoamérica
Mesoamérica se encuentra aproximadamente entre los paralelos 10° N y 22° N. Es un territorio de gran diversidad topográfica y ecológica. Su topografía es diversa porque la conforman varias cadenas montañosas y nudos que forman parte del Cinturón de Fuego del Pacífico. Por otro lado cuando se adentra hacia el norte de las tierras altas, en la península yucateca, desaparecen las serranías y decrece la altitud hasta convertirse el territorio en una planicie calcárea que en su extremo más septentrional se caracteriza por sus selvas bajas y clima caluroso. Todo esto es un factor elemental para comprender la geografía de Mesoamérica, porque introduce un factor de diversidad notable. Por eso, aunque Mesoamérica en lo general se encuentra en la zona tropical y subtropical, alberga grandes contrastes climáticos.

#### Las tierras bajas

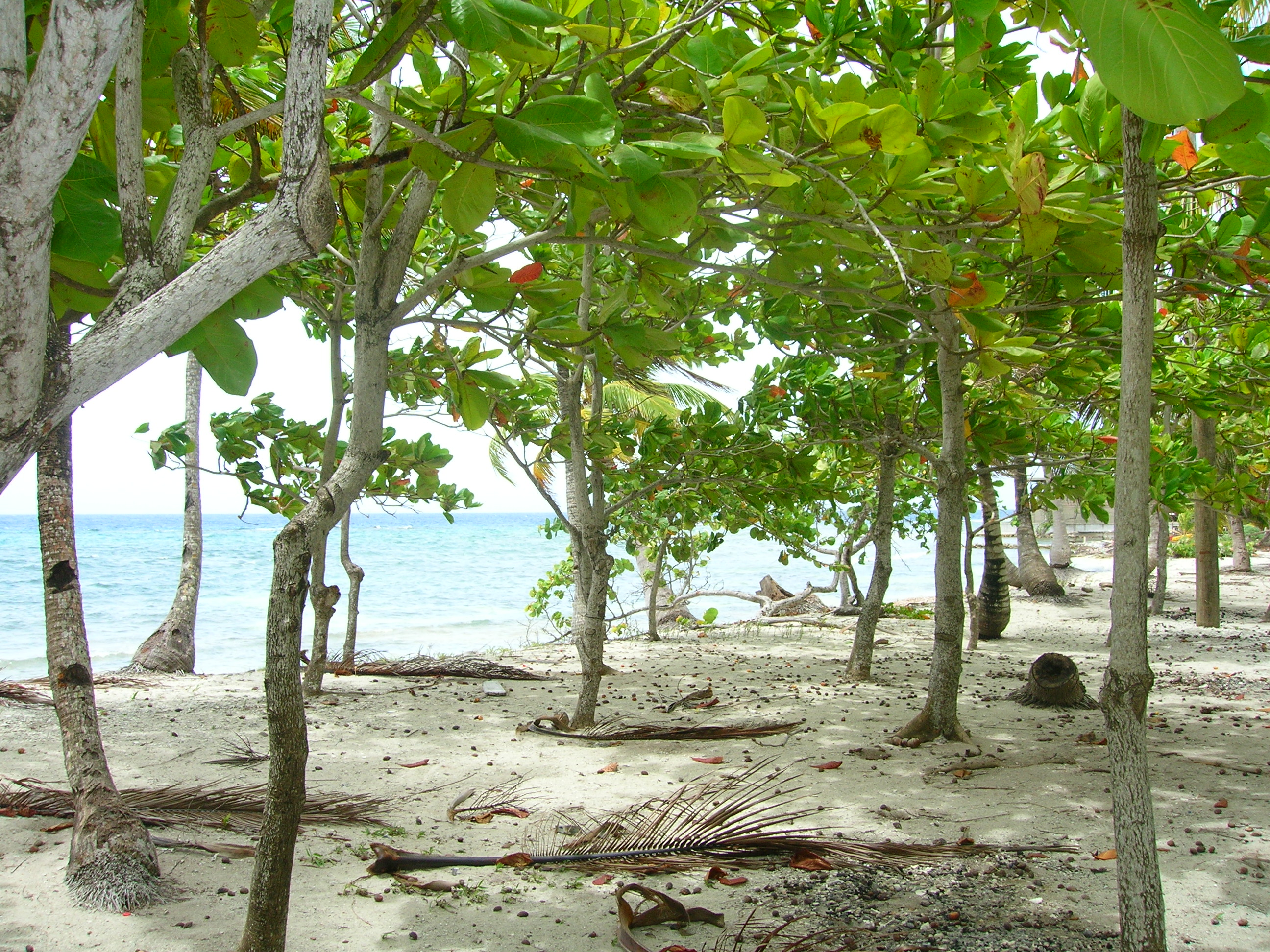
Playa en la isla de Utila, en la costa atlántica de Honduras, la cual forma parte del Sistema Arrecifal Mesoamericano.

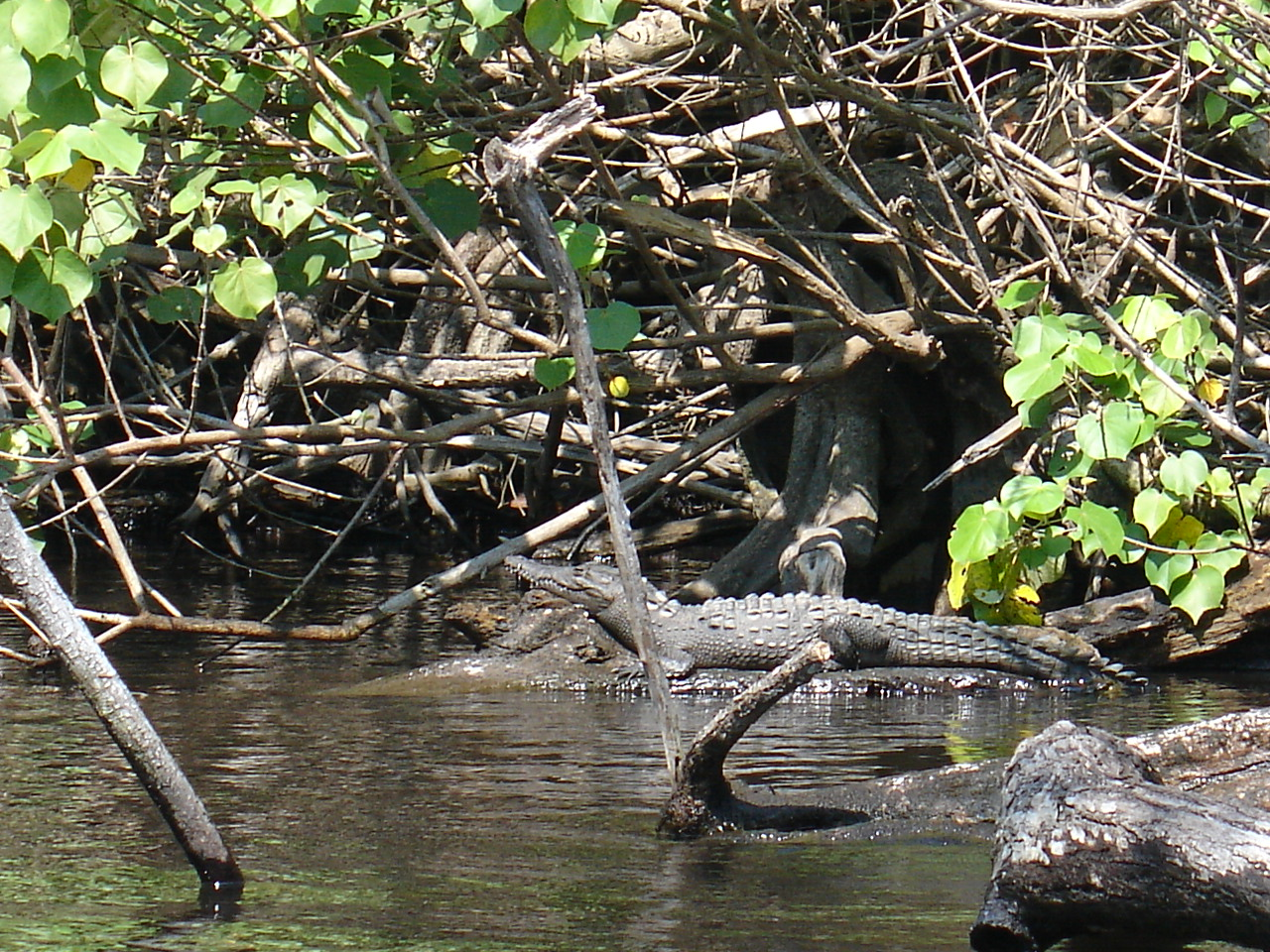
Humedal de La Tovara (Nayarit), en el Pacífico mexicano.

Las tierras bajas mesoamericanas comprenden aquellas regiones por debajo de 1000 m s. n. m. Se trata en general de las llanuras costeras y los piedemontes de las montañas que bajan al litoral. Se caracterizan por su temperatura cálida, aunque otras condiciones geográficas puedan variar. En lo general la fachada atlántica posee una humedad mayor y una vegetación más exuberante que la costa del Pacífico. En las estribaciones de la Sierra Madre Oriental los regímenes de lluvia son elevados y los ríos que bajan al golfo de México en vertientes pronunciadas denominadas aluviones se desbordan con frecuencia, como la llanura tabasqueña, una extensa planicie de aluvión en donde se localiza la cuenca hidrológica más importante de México formada por los ríos Grijalva y Usumacinta. En la misma situación se encuentra la sierra de los Tuxtlas, en el centro del actual estado de Veracruz (México). La península de Yucatán — que es una gran planicie calcárea a poca altitud sobre el nivel del mar — comparte con Honduras una temporada de lluvias con mayores precipitaciones entre mayo y diciembre. El agua es tan abundante en la vertiente atlántica mesoamericana que los humedales fueron una parte importante del paisaje hasta que comenzaron a ser devastados por la acción humana. Los pantanos de Centla en Tabasco, son una muestra, aunque no única, de los ecosistemas nativos de las costas atlánticas de la región.
Los huracanes golpean las costas de Mesoamérica cada año.  La temperatura no presenta contrastes considerables, es cálida durante todo el año y la diferencia entre temperaturas máximas y mínimas es relativamente pequeña.
El océano Pacífico baña las costas occidentales de Mesoamérica. A diferencia de la vertiente atlántica, en el Pacífico las cadenas montañosas condicionan una llanura costera sumamente angosta. Algunas regiones de Nayarit y Sinaloa poseen muestras de humedales que como en el Atlántico han sido depredadas por los seres humanos.
Las regiones tropicales de Mesoamérica han sido modificadas intensamente desde la llegada de los españoles. El fenómeno, sin embargo, tiene inicio en la época prehispánica. Los mayas talaron enormes extensiones de selva para construir sus ciudades en el departamento de Petén en Guatemala, así como en la región que actualmente corresponde a los estados mexicanos de Chiapas y Campeche, mismas que la propia selva volvió a cubrir años después de ser abandonadas por sus habitantes. En las costas de Tabasco los indígenas olmecas se vieron precisados a desarrollar técnicas de cultivo que consistieron en drenar el agua y llevar tierra a donde solo había lodo. Aunque parezca inverosímil, cultivos que hoy son tan típicos y característicos en esta zona como el plátano y la caña de azúcar, no existían en Mesoamérica antes de la llegada de los españoles. Entre otras especies vegetales comunes de estos ecosistemas se encuentra el cacao, de vital importancia para la economía, la gastronomía y aún la subsistencia indígena y actual; el mangle y la ceiba, árbol sagrado en la cosmogonía mesoamericana pero particularmente en la maya. Varios de los animales de mayor significado para los mesoamericanos eran comunes en las zonas tropicales, por ejemplo, el jaguar, la guacamaya, el lagarto, los monos, el quetzal y el faisán.

#### Las tierras altas

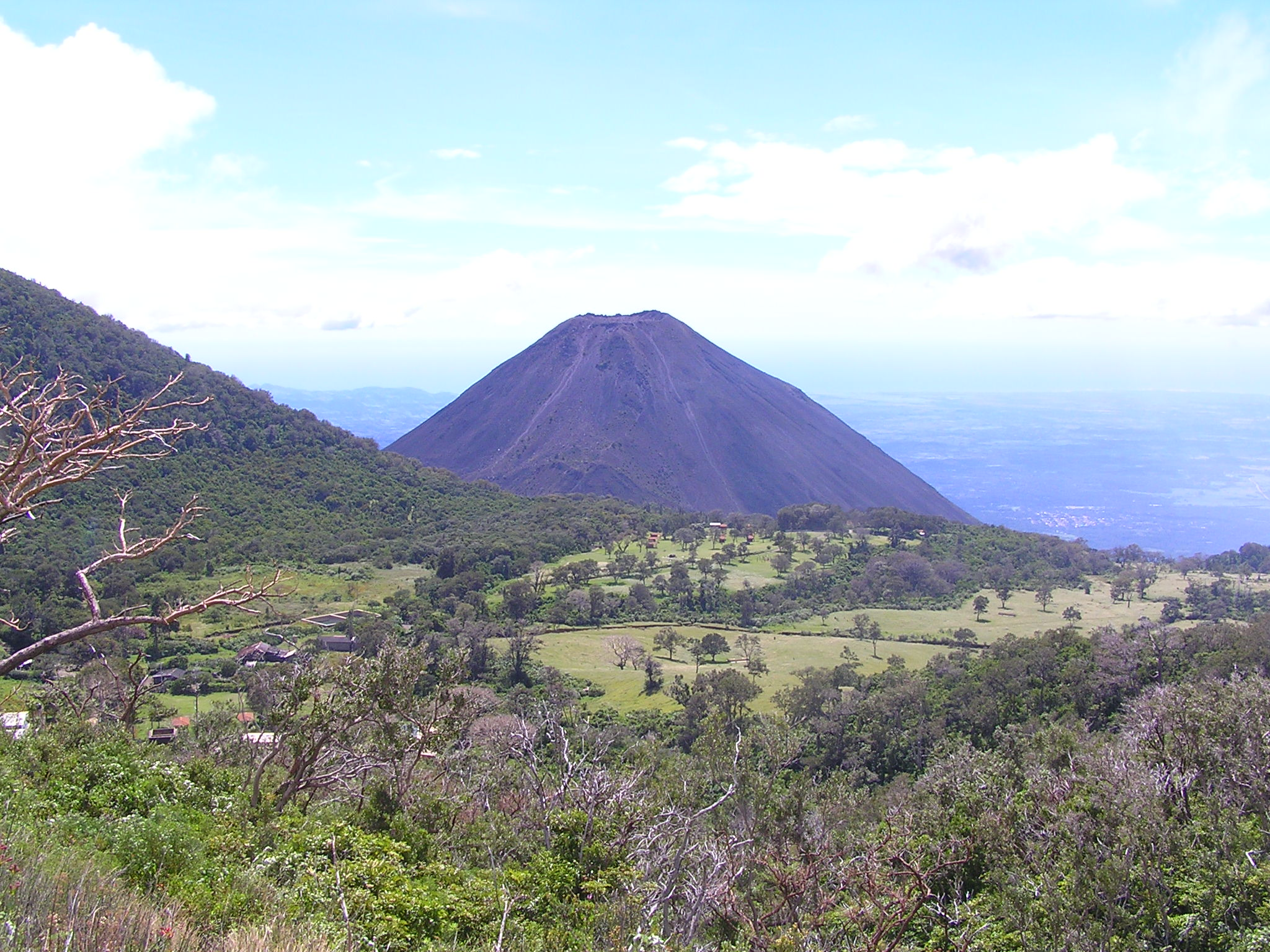
El volcán Izalco se encuentra en El Salvador. Como el Paricutín en México, es un volcán nacido recientemente.

Las tierras altas jugaron un papel muy importante a lo largo de la historia de Mesoamérica. En esta categoría se encuentran las zonas con altitudes mayores a 1000 m s. n. m. Las montañas son una marca del paisaje de las tierras altas mesoamericanas. Varias cadenas montañosas enmarcan y surcan Mesoamérica. En territorio mexicano, corre paralela al Pacífico la Sierra Madre Occidental desde Sonora hasta Jalisco. En Colima comienza el Eje Neovolcánico, que atraviesa México hasta el golfo, donde se encuentra con la Sierra Madre Oriental y forma en Oaxaca el llamado escudo Mixteco. La costa del Pacífico entre Michoacán y Oaxaca es bordeada por los taludes de la Sierra Madre del Sur, tan cercana al litoral que la llanura costera es prácticamente inexistente. El istmo de Tehuantepec interrumpe la abrupta topografía de México y marca al mismo tiempo el principio de las regiones montañosas de América Central. Al oriente de esta región se levantan la Sierra Madre de Chiapas y la cordillera Centroamericana que ocupa la mitad sur de Guatemala, el territorio de El Salvador y llega a Honduras. Al oriente de las tierras bajas de El Petén se levantan los montes Maya, una pequeña serranía en el sur de Belice. El territorio de Nicaragua es menos abrupto que sus vecinos del norte, sin embargo allí comienza la cordillera volcánica que bordea la costa pacífica hasta Costa Rica. En ella se encuentran varios volcanes como el Cerro Negro y la isla Ometepe. En los confines sureños de Mesoamérica, se encuentra la cordillera de Guanacaste, ya en territorio de Costa Rica.
Entre estas cadenas montañosas se encuentran los valles altos, de elevaciones superiores a 1500 m s. n. m. A pesar de encontrarse cerca unos de otros, la diversidad ecológica en Mesoamérica es una de sus características definitorias. Para poner un ejemplo, el talud oriental del volcán Citlaltépetl tiene un clima favorecido por lluvia abundante y agradable temperatura; al otro lado del mismo volcán se encuentran los áridos llanos de San Juan y el valle de Tehuacán, donde las nubes descargan la poca agua que resta después de atravesar la Sierra Madre Oriental.
Las condiciones ecológicas de las tierras altas mesoamericanas dependen de su altitud, su latitud respecto al ecuador terrestre y la topografía. En lo general, el norte de Mesoamérica es más árido que el sur de la región. Mesoamérica abarcó alguna vez el semidesierto de Zacatecas y San Luis Potosí, de condiciones rigurosas. El Bajío también presenta un régimen de lluvia limitado, pero la presencia del río Lerma y sus afluentes suaviza las condiciones de vida en la región. En el centro de México, el valle de Toluca es el de mayor altitud del país, tiene un clima lluvioso y más frío que el valle de México que se encuentra al oriente. El tercero de los grandes valles del centro de México es el valle Poblano-Tlaxcalteca, de condiciones y altitud similares a las del valle de Anáhuac. Al sur del Ajusco se encuentra el valle de Morelos cuyo clima se asemeja al de las tierras tropicales.

## Áreas culturales

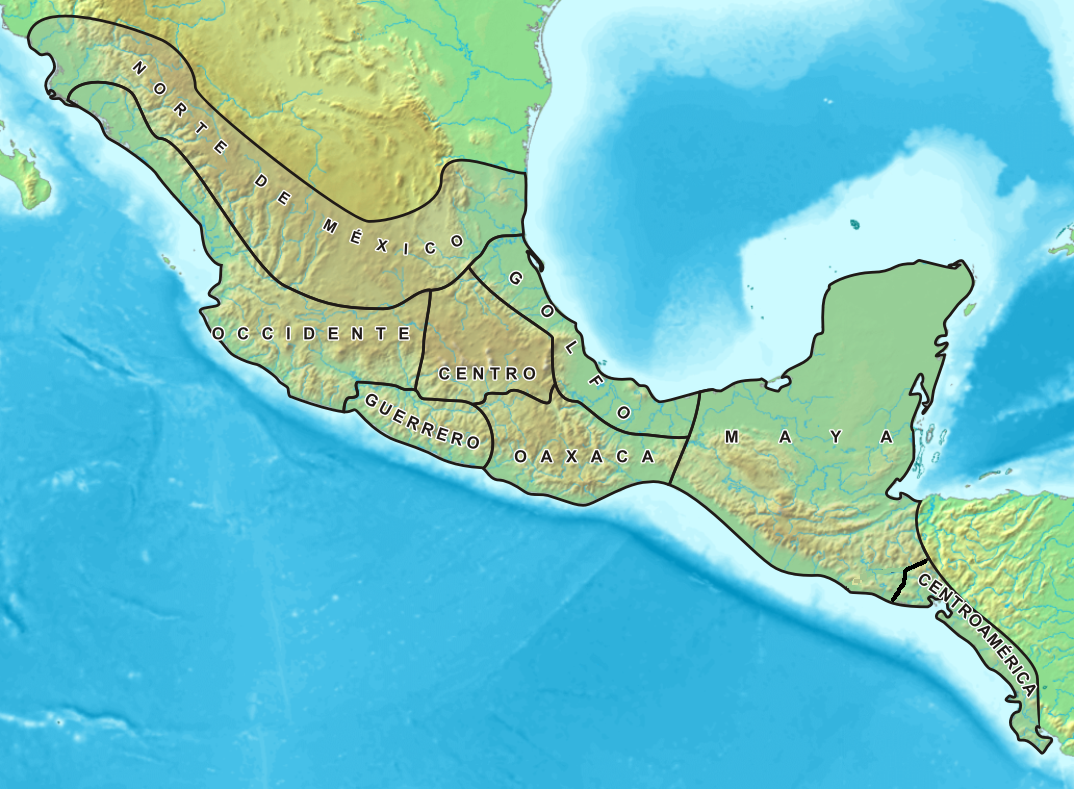
Mapa de las áreas culturales de Mesoamérica.

### Centro de México

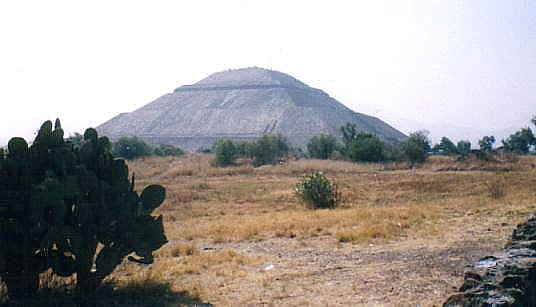
Panorámica del valle de Teotihuacán, en el Centro de México.

Conocido como «Eje Neovolcánico». Recibió influencia olmeca durante el milenio I a. C., y poco tiempo después florecieron culturas endógenas. La ciudad de Teotihuacán, llamada por los mexicas «ciudad donde se forman los dioses», fue quizás la cultura más importante de las que radicaron en Mesoamérica, pues su influencia incluso llegó a Aridoamérica y Oasisamérica. Tras la caída teotihuacana se asentaron en sus proximidades las culturas de Xochicalco, en los estados actuales de Morelos, Tlaxcala (Cacaxtla) y Puebla (Cholula). En el milenio II comenzaron las invasiones toltecas y en 1325 se fundó Tenochtitlan.
Una de las áreas más importantes durante la historia prehispánica de México fue la que se conoce como Centro de México. Está conformada por los valles de tierra templada a fría situados en el Eje Neovolcánico y en el norte de la cuenca del río Balsas. Es un nicho ecológico caracterizado por su clima templado y la ausencia de corrientes importantes de agua. Las lluvias, por otro lado, se presentan entre los meses de abril a septiembre, y no son demasiado abundantes. Este hecho fue el que motivó el desarrollo temprano de obras hidráulicas, entre las que se cuentan la canalización de los ríos y los sistemas de acequias en las laderas de los cerros para almacenar el agua.
El valle de Tehuacán, localizado al sureste de esta región es importante porque de él proceden los restos al parecer más antiguos de cultivo del maíz y algunas de las muestras de la cerámica más antigua de Mesoamérica. El Centro de México incluye además, la cuenca lacustre del valle de México, compuesta por varios lagos y lagunas. En torno al lago de Texcoco crecieron poblaciones tan importantes como Cuicuilco, en el período Preclásico; Teotihuacán en el Clásico y Tula y Tenochtitlan en el período Posclásico.
Las últimas culturas del Eje Neovolcánico fueron las de la Triple Alianza: Texcoco, Tlacopan y Tenochtitlan. Con un inicio difícil, los mexicas se asentaron en el valle de México en 1325 y un siglo después comenzó su hegemonía al liberar Izcóatl a su pueblo de manos de los señores de Azcapotzalco. En 1430 la Triple Alianza quedó formalmente constituida. Izcoátl, por consejo de Tlacalael, mandó quemar los códices de la historia azteca y reescribió totalmente la historia de su pueblo.
En menos de cien años la Triple Alianza conquistó gran parte de Mesoamérica, con la característica de que permitían a los pueblos sometidos conservar su cultura y religión.

### Área maya

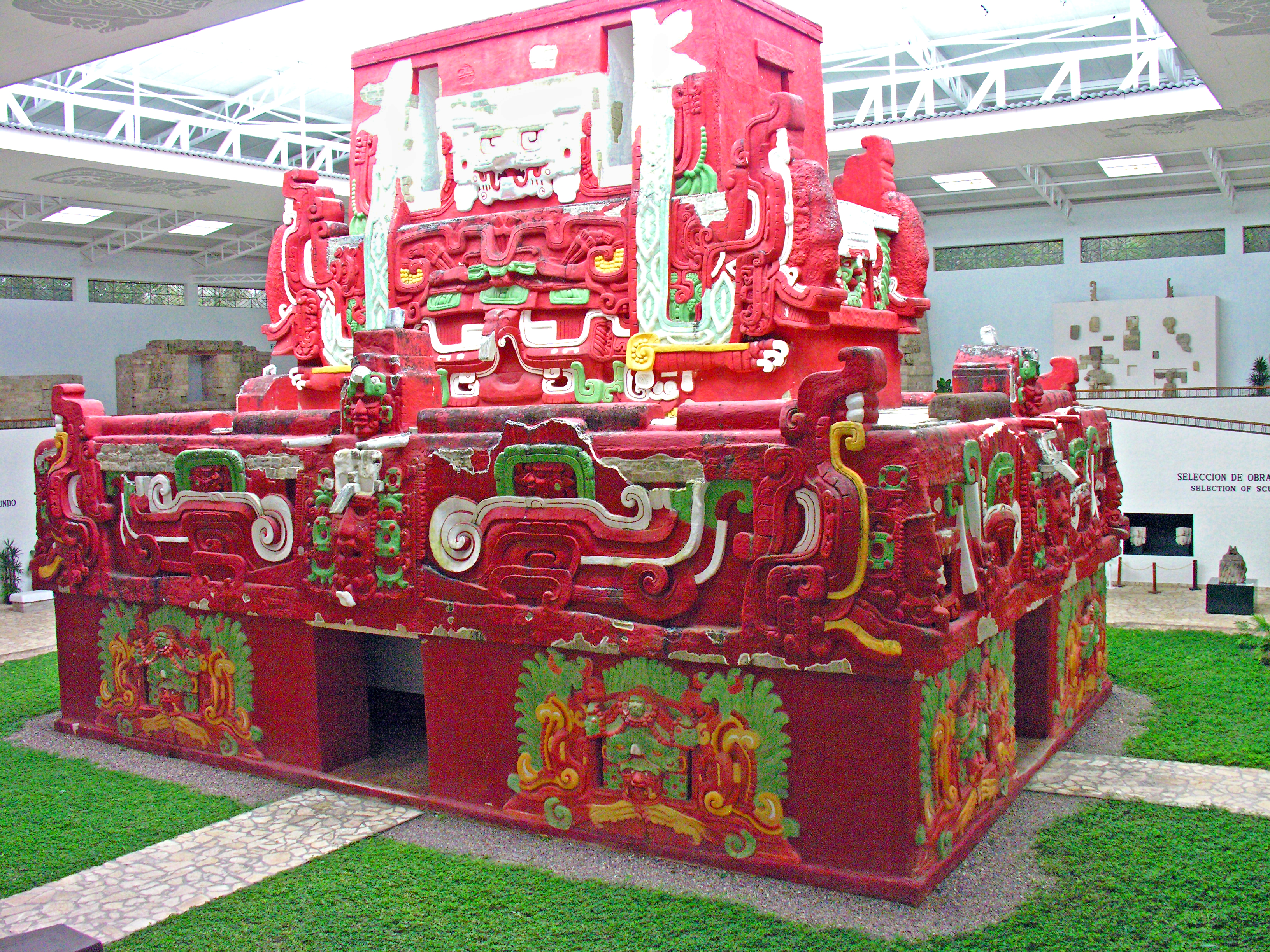
Recreación del Templo Rosalila de Copán.

El área maya es una de las más amplias de Mesoamérica. Algunos autores la dividen en dos sectores: la península de Yucatán, en el norte, y las Tierras Altas, en el sur. La primera comprende, además de la península de Yucatán, Tabasco, el Petén y Belice. Se trata de  una zona de tierras bajas y clima caliente, azotada por los huracanes y las tormentas tropicales del mar Caribe. Es una plataforma calcárea, apenas elevada hacia el sur, en donde la denominada Sierrita rompe la llanura del paisaje. Carece de corrientes de agua superficiales, pues el suelo es demasiado permeable; en cambio, son abundantes las corrientes subterráneas y los cenotes. Por otra parte, las Tierras Altas comprenden los altiplanos de Guatemala, Chiapas, el occidente de Honduras (Copán y El Puente) y el occidente y centro de El Salvador (la zona central de El Salvador tuvo contacto comercial con Centroamérica, pero fue más grandemente influido por el área maya, muestra de eso son los sitios famosos de San Andrés, Joya de Cerén y Cihuatán). Es una región de clima templado-frío, y con lluvias abundantes. Las laderas de las montañas están cubiertas de una espesa vegetación que amenaza el desarrollo de la agricultura. Las Tierras Altas mayas no están menos expuestas a la influencia de los ciclones caribeños que con frecuencia ocasionan destrozos en la zona.

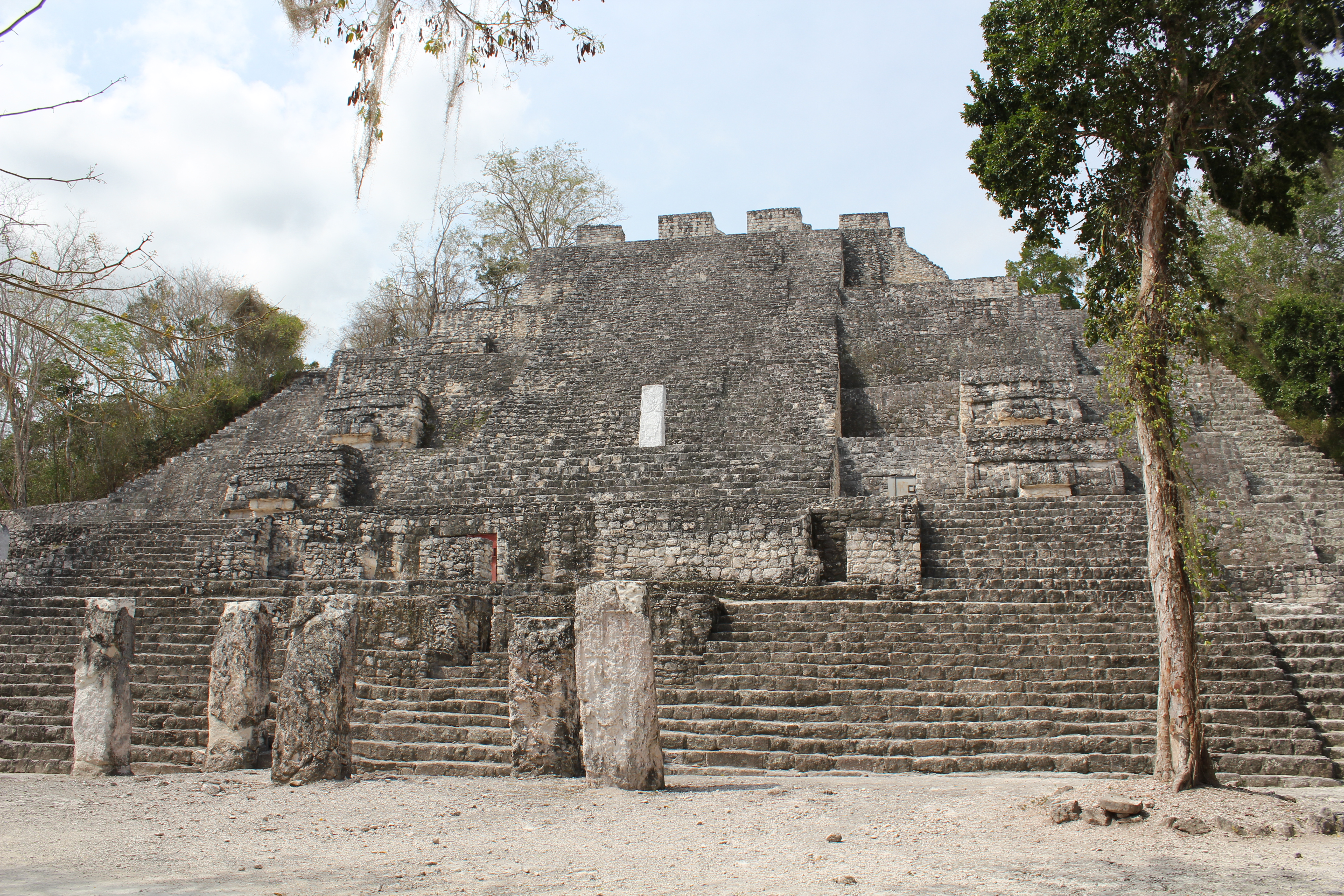
Templo de Calakmul en Campeche.

Los primeros desarrollos culturales importantes del área maya ocurrieron en la zona sur. La primera cerámica, producida en la localidad beliceña de Cuello parece indicar que el desarrollo de la alfarería en el área maya fue derivado de las tradiciones sudamericanas. La primera ciudad con arquitectura monumental fue Nakbé (ca 1000 a. C.), seguida por El Mirador (ca 600 a. C.), la ciudad más grande de todas y la mayor de la América precolombina, localizadas en la cuenca del Mirador, en Petén, Guatemala, en donde se inició la cultura del Preclásico con todos los atributos del Clásico. En las tierras bajas del Pacífico de Guatemala se desarrolla Takalik Abaj la única ciudad de Mesoamérica con ocupación olmeca y luego maya.

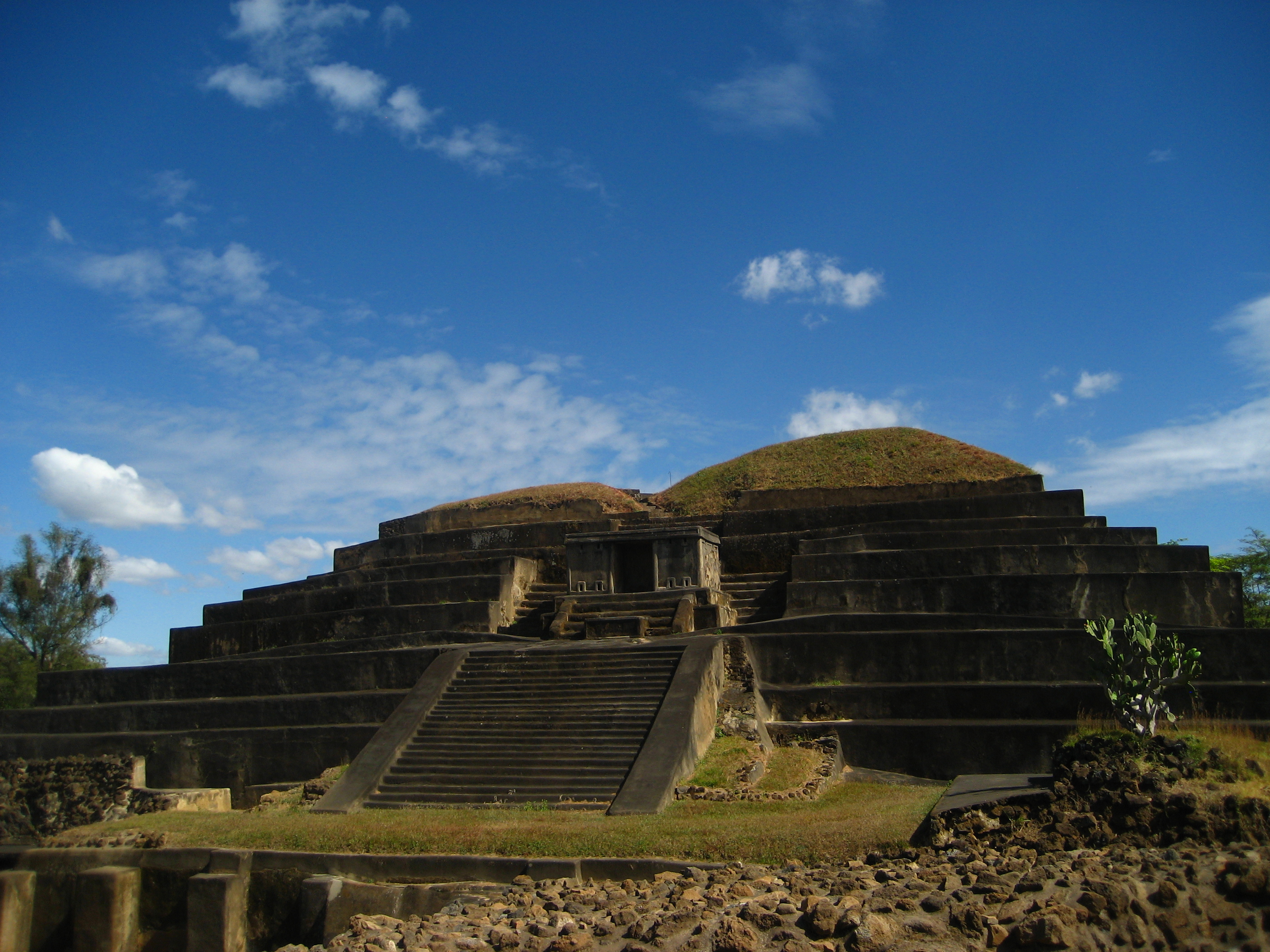
Templo principal de Tazumal en El Salvador.

Siglos más tarde, se desarrollaron los primeros centros de población que habrían de convertirse en ciudades en el período Clásico. Entre ellos hay que contar a Kaminaljuyú en las tierras altas de Guatemala, Quiriguá, Uaxactún y Tikal, esta última habría de ser la más grande de las ciudades mayas entre los siglos III y VIII d. C. La caída y abandono de las grandes ciudades mayas se debió a una combinación de factores: guerras internas, desastre ecológico, cambio climático, migraciones provenientes del norte de Mesoamérica. De esta manera, el corazón de la cultura maya se trasladó a las tierras de la actualmente denominada península de Yucatán. En esta región habrían de florecer las ciudades de Chichén Itzá, Uxmal, Tulum, Mayapán, Cobá e Izamal entre muchas otras, a partir de la migración maya hacia la península de Yucatán ocurrida desde las tierras altas de Guatemala a partir del siglo III d. C. y después, dentro de la propia Península, predominantemente de oriente a poniente, a partir del siglo V d. C. En la actualidad perviven 27 grupos mayas, 21 de ellos en Guatemala.

### Oaxaca

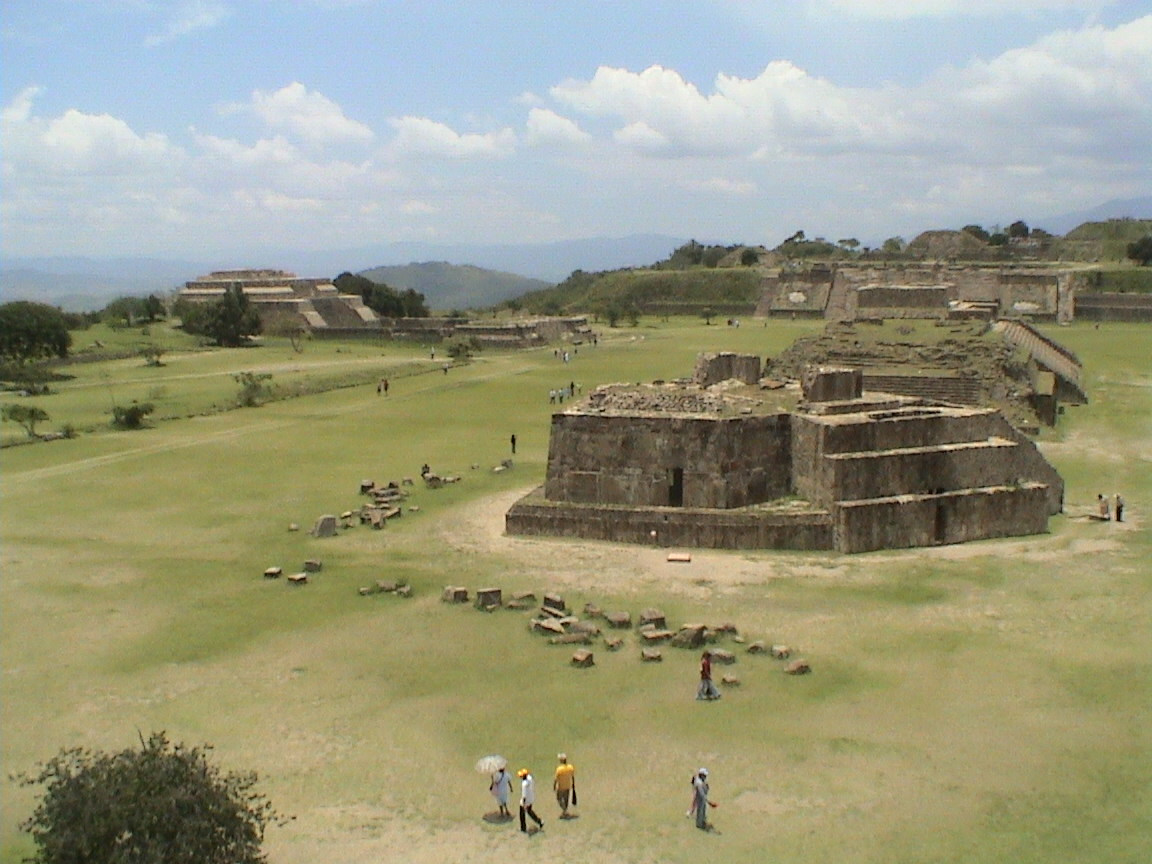
Plaza central de Monte Albán, ciudad construida en la cima de un cerro que domina los Valles Centrales de Oaxaca.

Sin duda alguna se trata de una de las más importantes zonas mesoamericanas. En los valles centrales de Oaxaca se originó la civilización zapoteca, quienes establecieron el calendario de 260 días, usado posteriormente por la mayoría de los pueblos mesoamericanos, y un sistema de escritura propio y diferente al olmeca y al maya. Monte Albán se convirtió en el paradigma de esta civilización, y a su caída la región fue ocupada por los mixtecos.
La región oaxaqueña fue desde la época mesoamericana una de las más diversas. Se trata de un territorio sumamente montañoso, enmarcado por la Sierra Madre del Sur y el Escudo o Nudo Mixteco. Incluye una porción de la cuenca del río Balsas, caracterizada por su sequedad y compleja topografía. Sus cauces de agua son cortos y de poca capacidad. En ese sentido, se parece bastante a la región del centro de México.
Dos fueron los escenarios principales de la historia cultural de los pueblos oaxaqueños. Por un lado, los valles centrales de Oaxaca vieron el desarrollo de la cultura zapoteca, una de las más antiguas y conocidas del ámbito mesoamericano. Esta cultura se desarrolló a partir de los cacicazgos regionales que controlaban la tierra de cultivo (muy fértil, aunque demasiado seca) de los pequeños valles de Etla, Tlacolula y Miahuatlán. Algunos de los primeros ejemplos de gran arquitectura en Mesoamérica pertenecen a esta región, como el centro ceremonial de San José Mogote. La hegemonía de este centro ceremonial en la región del Valle, pasó a manos de Monte Albán, la capital clásica de los zapotecos. La caída de Teotihuacán en el siglo VIII d. C. permitió el mayor apogeo de la cultura zapoteca. Sin embargo, la ciudad de Monte Albán fue abandonada en el siglo X d. C., y dio lugar a una serie de centros regionales que se disputaban la hegemonía política.
Al poniente de los valles centrales, se localiza la región mixteca. Se trata de un terreno sumamente montañoso de altitudes muy variables, que llegan a más de 3000 m s. n. m. Los climas varían del templado de montaña al tropical seco, y en general la lluvia es escasa. Existen pocas corrientes superficiales de agua, y en la actualidad, buena parte de la zona presenta un grado de deforestación alarmante. La Mixteca es también una zona ocupada desde tiempos inmemoriales. Ya desde el período Preclásico se habían formado en la región algunos núcleos de población importantes, como Yucuita y Cerro de las Minas. Sin embargo, las capitales mixtecas no alcanzaron nunca la magnitud de sus vecinas zapotecas. El mayor de los apogeos de la cultura mixteca fue alcanzado en el período posclásico, cuando el señor Ocho Venado de Tututepec y Tilantongo emprendió una campaña de unificación política de las ciudades-estado mixtecas y llegó a ocupar los valles centrales de Oaxaca.

### Guerrero
Tradicionalmente se considera a Guerrero como una región perteneciente al área occidental. Sin embargo, los descubrimientos más recientes, han reorientado la división de las áreas culturales mesoamericanas, y en los trabajos de reciente autoría, Guerrero aparece como un área cultural independiente. El Guerrero mesoamericano ocupa aproximadamente la superficie del estado del mismo nombre, localizado en el sur de México. Se puede dividir en tres regiones con características diferentes: al norte, la depresión del río Balsas, donde esta corriente de agua juega el papel más importante en la configuración de la geografía regional. La depresión del Balsas es una región baja, de clima cálido y escasas lluvias, cuya sequedad es aminorada por la presencia del cauce y sus numerosos afluentes. La parte central corresponde a la Sierra Madre del Sur, con un clima un poco más templado, región rica en yacimientos minerales y con escasas cualidades agrícolas. La parte sur del área guerrerense es constituida por la costa del océano Pacífico, una llanura costera muy angosta, cálida y húmeda, llena de manglares y palmeras, azotada por los huracanes provenientes del Pacífico.
Guerrero fue el escenario de las primeras tradiciones alfareras de Mesoamérica. Los restos más antiguos de ella han sido encontrados en Puerto Marqués, cerca de Acapulco, y tienen una edad aproximada de 3500 años, anteriores inclusive a los vestigios correspondientes a los olmecas en la opuesta costa del golfo de México. Durante el preclásico, la cuenca del Balsas se convirtió en una zona de vital importancia para el desarrollo de la cultura olmeca, que dejó huellas de su presencia en sitios como Teopantecuanitlán y las grutas de Juxtlahuaca. Más tardío fue el desarrollo de una tradición escultórica conocida como Mezcala, caracterizada por su tendencia a la geometrización del cuerpo humano. Durante el período Posclásico, la mayor parte de Guerrero quedó bajo dominio de los mexicas, e independiente al señorío tlapaneco de Yopitzinco.

### Occidente de México

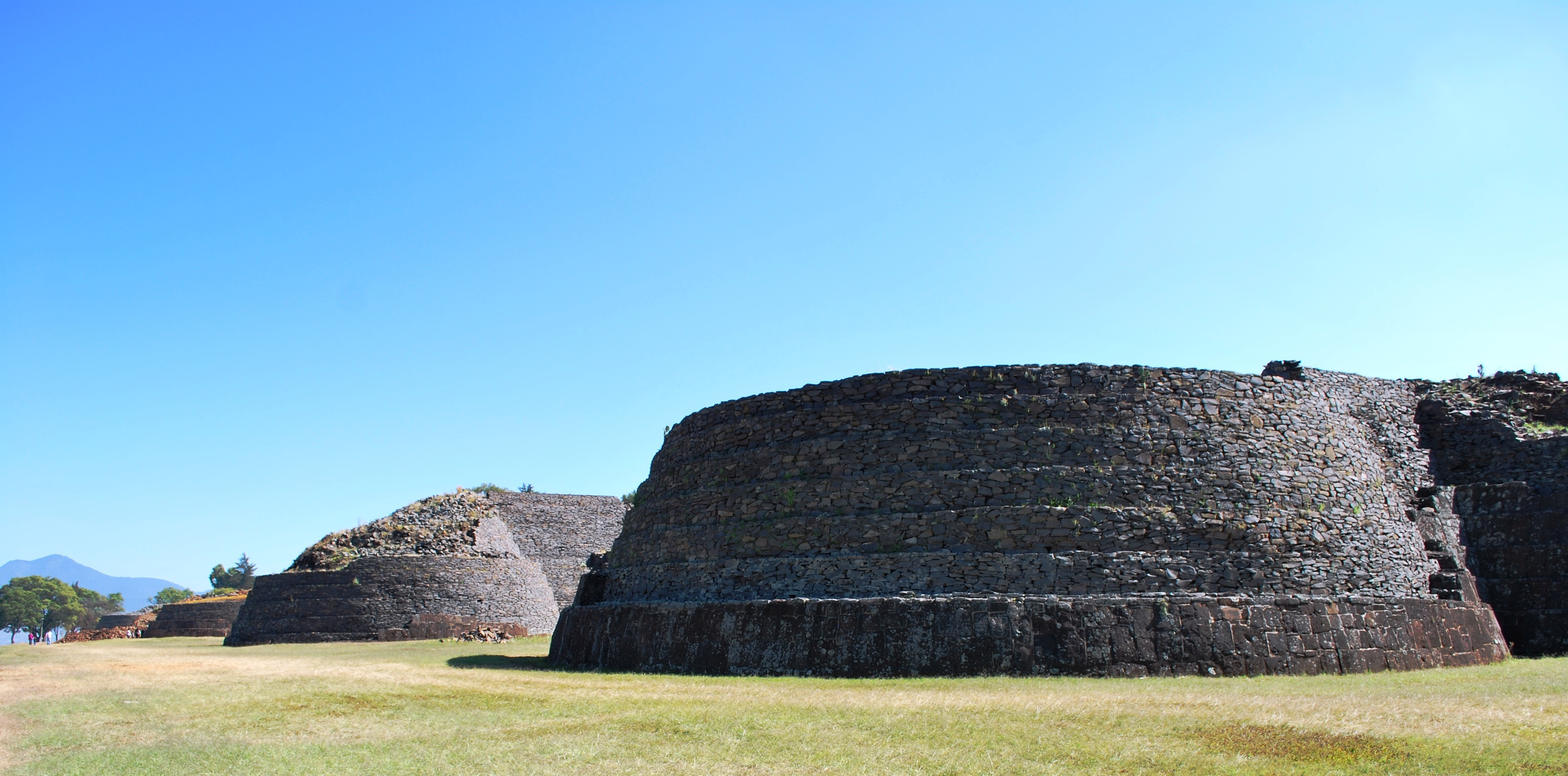
Tzintzuntzan, capital del imperio purépecha.

La zona de la que aquí se habla servía de «puente» entre Mesoamérica y Oasisamérica. Las culturas de esta zona, como los tarascos y caxcanes, desarrollaron formas de vida distintas a otros lugares de Mesoamérica. Un ejemplo de esto son las hermosas pirámides de Guachimontones, en Teuchitlán Jalisco.
El denominado Occidente es una de las zonas menos conocidas de Mesoamérica. Se trata, sin embargo, de una extensa región, que comprende las laderas de la Sierra Madre Occidental, una parte de la Sierra Madre del Sur y la cuenca media y baja del río Lerma. Las estribaciones de la montaña estaban cubiertas de bosques de pinos y encinos, pero la actividad silvícola ha reducido su tamaño. La tierra tiene vocación agrícola por su fertilidad y la disposición de recursos hidráulicos, especialmente en la llanura costera de Sinaloa, el Bajío y la Meseta Tarasca. Los climas varían del frío de montaña, en el oriente de Michoacán, hasta el clima tropical de las costas de Jalisco y Nayarit.
La región fue el hábitat de pueblos de habla uto-azteca, como los coras, huicholes y tepehuanos. La incorporación de estos pueblos a la esfera de la civilización mesoamericana fue muy gradual, y se presume que los primeros desarrollos cerámicos de la región estuvieron vinculados con las tradiciones de los pueblos andinos de Ecuador y Perú. Los cambios que afectaron al resto de las regiones de manera clara son menos observables en Occidente, por ello, las tradiciones culturales del preclásico, como la de Colima, Jalisco y Nayarit o la de Tumbas de Tiro sobrevivieron hasta bien entrado el período Clásico (150-750/900 d. C.). La más conocida de las sociedades de Occidente es la purépecha o tarasca, que rivalizó en el siglo XV d. C. con el poderío de los mexicas.

### Norte de México

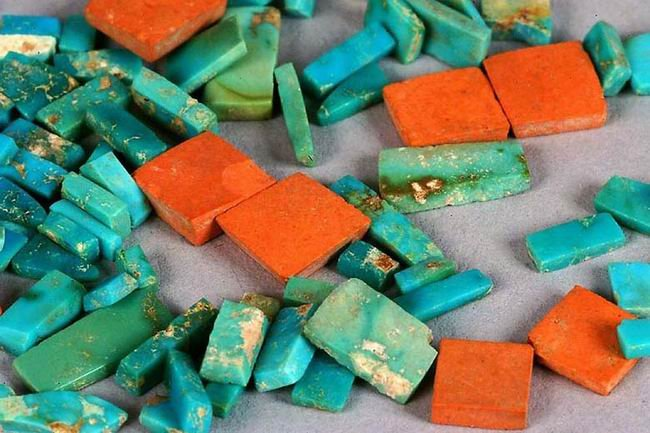
Turquesa, uno de los principales productos del Norte de Mesoamérica.

La zona Norte de Mesoamérica formó parte de esta gran área cultural solo durante el período clásico (150-750 d. C.), en que el apogeo de Teotihuacán y el crecimiento de la población favorecieron las migraciones hacia el norte y el comercio con las lejanas tierras oasisamericanas. Se trata de un territorio llano, comprendido entre las sierras Madre Oriental y Occidental. El clima es seco, casi desértico, y la vegetación es escasa, por lo que la agricultura en el Norte solo fue posible mediante la canalización de las corrientes de agua superficial (entre las que destacan el río Pánuco y los afluentes del Lerma) y el almacenamiento del agua de lluvia. La excesiva dependencia del buen clima llevó a los pueblos del Norte de Mesoamérica a abandonar la región a mediados del siglo VIII d. C., en que enfrentaron una prolongada sequía y las invasiones de pueblos aridoamericanos.
Los centros de población en el Norte eran dependientes de la red de comercio que se estableció entre Teotihuacán y las sociedades de Oasisamérica. Sitios como La Quemada en Zacatecas, o La Ferrería en Durango, sirvieron como fuertes para vigilar las rutas comerciales. Cuando la agricultura y el sistema social sufrieron un colapso en el Norte, los ocupantes de la región migraron hacia Occidente, el Golfo y el Centro de México.
El reciente descubrimiento del sitio arqueológico Tamtoc, en la Huasteca potosina, pone en entredicho lo establecido previamente, pues la ciudad de Tamtoc floreció cerca del año 600 a. C., muy anterior a lo que se tenía pensado hasta ahora.

### Centroamérica

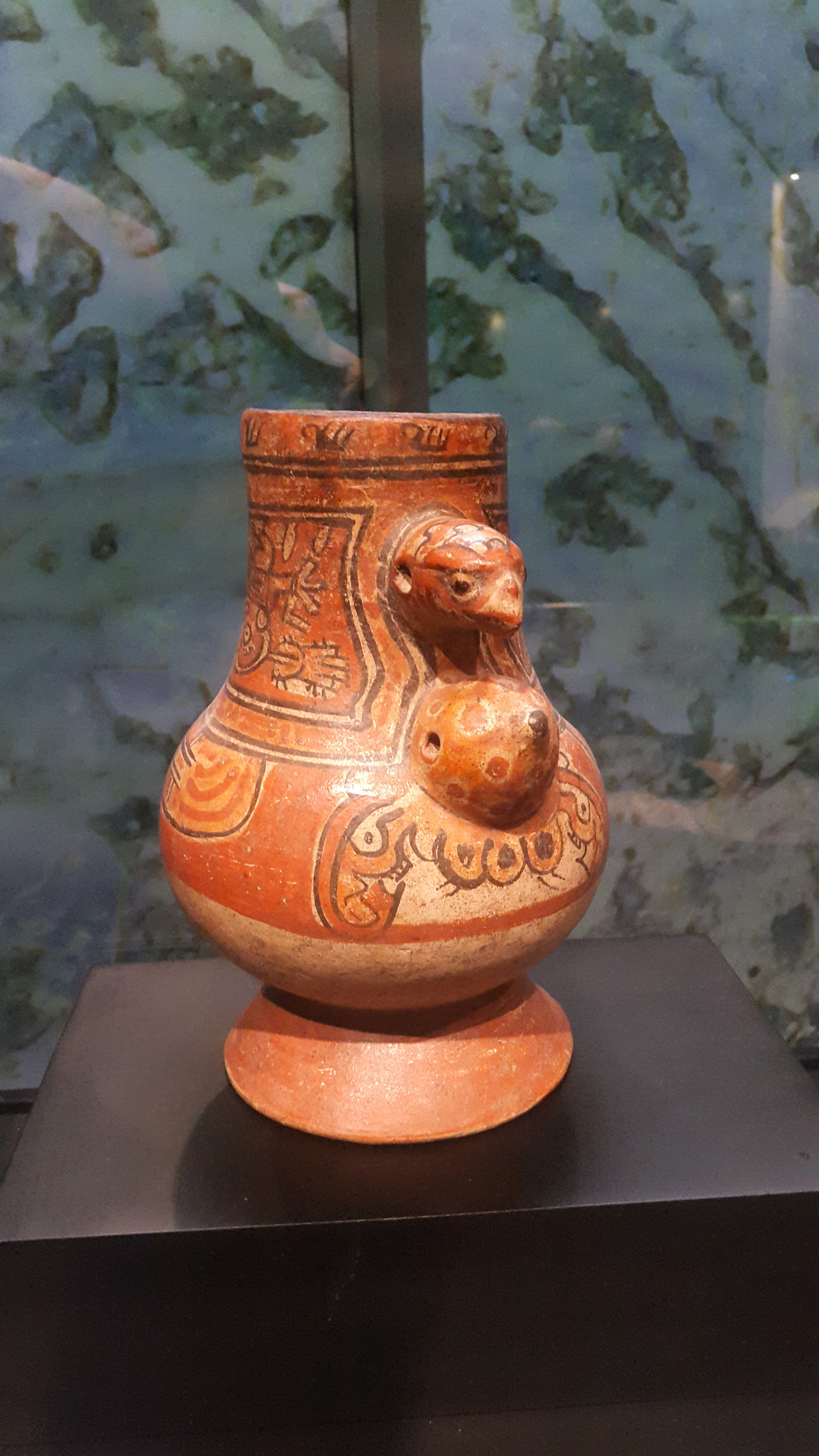
Vasija decorada nicoyana.

El área mesoamericana conocida como Centroamérica ocupa la zona occidental de Honduras y Nicaragua y las áreas circundantes del golfo de Nicoya en Costa Rica, donde existieron los reinos de Nicoya y Chorotega. Se trata de una región de clima tropical, con actividad telúrica importante, que incluye además los dos grandes lagos mediterráneos de América Central: el Nicaragua y el Managua. Como en el caso de la región Norte, Centroamérica formó parte del mundo mesoamericano solo temporalmente hasta finales del periodo clásico. Se suele considerar que los pueblos centroamericanos forman parte de la llamada zona de transición entre el Área Intermedia, el mundo andino y Mesoamérica.

Pirámide IV del sitio arqueológico Los Naranjos en Honduras, datan del periodo preclásico son tribuidas a la cultura Proto-Lenca.

Los primeros contactos entre el área nuclear mesoamericana ocurrieron en el preclásico, como indica la influencia olmeca en el área como se puede observar en sitios arqueológicos como Los Naranjos. Sin embargo, las relaciones se interrumpieron por un tiempo y Centroamérica recibió un mayor influjo de las culturas del altiplano colombiano. Ejemplo de ello es el desarrollo temprano de la metalurgia en Centroamérica con respecto al resto de los pueblos mesoamericanos en el contexto Mexicano, sin embargo en el sitio famoso de Quelepa en la zona oriental de El Salvador se ve el comercio y gran influencia de Teotihuacán y Copán primeramente y luego con los sitios de Veracruz.
Para el período Posclásico, toda el área quedó incluida más el occidente en la esfera mesoamericana, esta vez ampliada hasta el departamento de Escuintla en Guatemala, y fue invadida por pueblos nahuas como los pipiles y nicaraos, hablantes de náhuat, un dialecto del idioma de los mexicas y se percibe en la cultura y arquitectura la influencia de los Toltecas y Aztecas. También pueblos otomangues como los mangues (circa siglo VII d. C.) y los subtiaba (c. siglo XIII d. C.) migraron desde Chiapas a Nicaragua y Honduras, respectivamente. 
La región de Nicoya, en la actual provincia de Guanacaste en Costa Rica, se constituyó en la frontera sur de Mesoamérica cuando fue ocupada en el año 800 d. C. por los chorotegas, de lengua otomangue y procedentes del valle de México. En Nicoya existió un centro cultural constituido que se desarrolló por 2000 años, el cual logró alcanzar una compleja organización social y un elevado grado de desarrollo cultural, en el cual existieron ciudades y gobiernos complejos, agricultura especializada que incluía irrigación, manifestaciones artísticas como la cerámica policromada, que fue utilizada como preciado bien de intercambio comercial con otras civilizaciones del área, así como elaboración de objetos de jade y esculturas en piedra volcánica (se destaca el metate ceremonial nicoyano), manufacturados con un estilo propio que incluye tanto influencias mesoamericanas como del Área Intermedia, consecuencia de la función de puente cultural que tuvo Costa Rica durante la época prehispánica.

## Los mesoamericanos
Los pueblos mesoamericanos constituyen un mosaico étnico y lingüístico que perdura hasta la actualidad. La lengua constituye uno de los criterios para definir a una nación o pueblo. Siguiendo este criterio, los pueblos de Mesoamérica pueden agruparse en grandes contingentes, que comparten más elementos entre sí que con el resto de los pueblos de la región. Cabe aclarar que el criterio lingüístico es útil para abordar la clasificación, pero no constituye el único elemento. Algunos de los pueblos que aquí se presentan como parte de una gran familia podrían no ser tan afines entre sí, a pesar de hablar lenguas emparentadas.

### Pueblos de habla otomangueana
Los hablantes de proto-otomangueano debieron participar en la domesticación del maíz y participar en la construcción de florecimiento de grandes ciudades como Cuicuilco, Teotihuacán y Cholula. El análisis glotocronológico de las lenguas de la familia otomangueana sugiere una antigüedad que ronda los 8000 años aproximadamente.
Los pueblos de habla otomangueana se encuentran dispersos por buena parte de Mesoamérica, pero se concentran en lo que se llama «México central». Están divididos en dos grandes ramas, una oriental y otra occidental. La mayor parte de la rama occidental vive en el Eje Neovolcánico. Los valles de México, Toluca y la cuenca del río Moctezuma constituyen el hogar histórico de los otomíes, mazahuas, matlatzincas, tlahuicas. Otros pueblos de habla otopame —jonaces y pames— se establecieron más al norte, en el Tunal Grande y la sierra Gorda.
La presencia de los otomangueanos en sus territorios fue anterior a la llegada de los nahuas al centro de México, se remonta a varios milenios antes de la era cristiana. Por eso es probable que se encontraran entre los habitantes de sitios como Tlapacoya, Cuicuilco, Tlatilco, Teotihuacán, Cholula y otros cuya filiación étnica es motivo de debate. Alrededor del año 3500 a. C. se separaron las dos vertientes de la familia, pero el contacto entre los pueblos otomangueanos se mantuvo en la época prehispánica.

### Pueblos de habla maya
El grupo de pueblos de habla maya, se concentra básicamente en la península de Yucatán, las tierras altas de Guatemala y Chiapas, occidente de Honduras, norte de El Salvador. Solo el pueblo huasteco se encuentra fuera de esta región. Los lingüistas señalan que la migración huasteca ocurrió alrededor del año 2200 a. C., cuando estos abandonaron el territorio étnico (situado aproximadamente en la zona donde actualmente se habla kanjobal). Los demás grupos mayas se expandieron por la zona descrita y mantuvieron contacto con los pueblos lenca y xinca en el límite sur de Mesoamérica, así como con sus vecinos occidentales, los pueblos de habla mixe-zoqueana. La gran relación entre estas familias llevó a algunos especialistas a plantear que los olmecas eran antepasados étnicos y lingüísticos de los mayas, hipótesis que se ha descartado recientemente.

## Agricultura

### El maíz

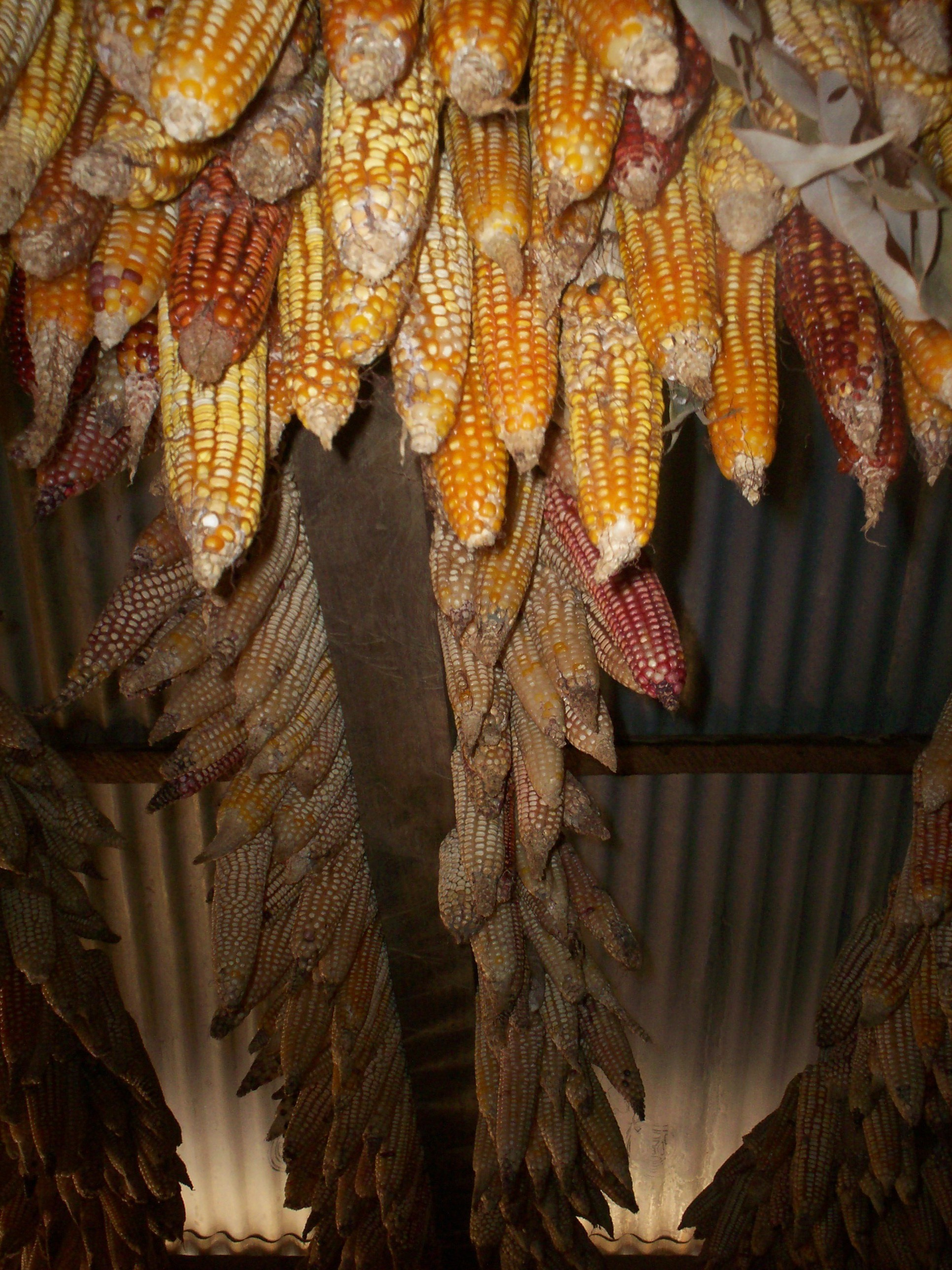
Mazorcas de maíz criollo de la Sierra Mazateca.

Fue el maíz la base de la alimentación de los mesoamericanos durante la época prehispánica y sigue jugando ese papel en las naciones modernas que actualmente ocupan el área. La milpa, por su lado, el sistema que se ha utilizado tradicionalmente para el cultivo de la gramínea en la región.
El cultivo de Zea mays fue uno de los elementos originales incluidos por Kirchhoff en el complejo mesoamericano. Buscando los orígenes de la agricultura, Richard MacNeish se internó en las secas tierras de la sierra de Tamaulipas y descubrió en la cueva de La Perra los restos de un maíz primitivo que fue datado en 2500 a. C. Siguiendo sus investigaciones hacia el sur, llegó al valle de Tehuacán donde consideró que podrían existir las condiciones para albergar testimonios que dieran luz a los procesos que llevaron a la domesticación de vegetales y al desarrollo de la agricultura en Mesoamérica. Los descubrimientos de MacNeish en las cuevas de Tehuacán aportaron evidencias que apoyaron la hipótesis del origen mesoamericano del maíz.
El maíz fue domesticado alrededor del año 5000 a. C., probablemente a partir del teocintle, y llegó a ocupar un papel esencial en Mesoamérica. En esta región se conocen varias decenas de variedades adaptadas a las condiciones climáticas de las diversas regiones mesoamericanas. Estas especies pueden agruparse en dos grandes grupos, llamados alianzas. La alianza ístmica agrupa las variedades originarias de Oaxaca, la Mixteca y la península de Yucatán; la alianza del Balsas-Occidente de México comprende razas propias de la depresión del Balsas, Chiapas, la Tierra Caliente y Jalisco. Los dominios de estas alianzas se sobreponen casi siempre con los territorios étnicos de las naciones de habla otomangueana. Este hecho, sumado al dato glotocronológico que indica que la protolengua con el léxico relativo al maíz con mayor antigüedad es el proto-otomangue, apoyan la hipótesis que los ancestros de estos pueblos estuvieron relacionados con la domesticación del maíz.
En torno al aprovechamiento de este cereal surgió en Mesoamérica todo un complejo tecnológico que también perdura hasta nuestros días. Este grupo de tecnologías incluyen las técnicas de siembra y la invención del proceso de nixtamalización; el desarrollo de instrumentos de molienda (metates) y la diversificación de su aprovechamiento (que va desde la harina a los tamales, pasando por el pinole y las tortillas). En la mitología y la religión también fue relevante el papel de este cereal: la masa de maíz es la materia de que están hechos los seres humanos en el mito de la Leyenda de los Soles y el Popol vuh.
Todos los pueblos mesoamericanos tuvieron una divinidad del maíz, y estuvo presente desde tiempos de los olmecas. Entre los mexicas había tres dioses del maíz: Xilonen era la divinidad de la mazorca tierna, Cintéotl fue dios del maíz maduro e Ilamatecuhtli fue patrona de las mazorcas secas.
Si bien la base de la agricultura y de la alimentación de los pueblos de la región fue el maíz, recientes investigaciones tienden a demostrar que el complemento alimentario de los mesoamericanos, particularmente de los grupos mayas, el que les permitió sostener poblaciones muy numerosas, sobre todo durante el período clásico, y muy particularmente en la región sur de Mesoamérica en donde se concentraron importantes multitudes (Tikal, Copán, Calakmul), fue la Mandioca, también llamada Yuca, un tubérculo con alto contenido calorìfico del que se prepara una harina muy nutritiva, que hasta la fecha es parte integrante de la dieta de las diversas poblaciones que viven en la región maya y también en la cuenca del mar Caribe. La siguiente referencia establece el cultivo de yuca en la cultura maya, hace 1400 años en Joya de Cerén (El Salvador).
Otro cultivo y alimento importante fue el cacao: de su semilla se obtiene una pasta para elaborar una bebida (chocolate o xocolatl en náhuatl) preparada con agua.

## Características de la civilización mesoamericana
Paul Kirchoff, al mismo tiempo que delimitó el área mesoamericana en términos geográficos, propuso una serie de características que definían a las culturas de la región y que eran comunes a todas ellas. Entre esos rasgos culturales, notó el uso de dos calendarios, uno ritual de 260 días, y otro de 365 días. La numeración con base veinte y la escritura pictográfica-jeroglífica, el sacrificio humano, el culto a ciertas divinidades (entre las que sobresalen los cultos a las divinidades del agua, el fuego y la Serpiente Emplumada), y varios elementos más. Los anteriores son rasgos culturales más o menos compartidos por todos los pueblos de la Mesoamérica precolombina.
Si bien Paul Kirchhoff dio una definición general de Mesoamérica, actualmente la noción va más allá de simplemente criterios materiales (cultivo de maíz, empleo de algodón, politeísmo, etc.), e incluye aspectos culturales que se originaron a partir de las primeras sociedades sedentarias. Christian Duverger argumenta que la máxima expresión de la civilización mesoamericana fue la cultura mexica. Sin embargo, esta perspectiva ha sido combatida por otros autores (como López Austin, López Luján y Florescano), quienes sostienen que la civilización mesoamericana es el resultado de la participación de múltiples pueblos con diferentes creencias. A pesar de la diversidad étnica, Mesoamérica alcanzó un grado de relativa homogeneidad gracias a los contactos existentes entre las diferentes regiones por virtud de los intercambios comerciales o las campañas militares.

### Calendario de 260 días
El calendario de 260 días el cual era llamado Xihuitl o civil, agrupado en 13 meses de 20 días, al cual se le daba el nombre de Tonalpohualli entre los pueblos centrales, Tzolkin entre los mayas y Pije entre los zapotecas, cuyo inicio fue a partir del 1200 a. C., refleja la evolución del uso de la medición del tiempo, no solo para saber qué días hay que cultivar, qué celebraciones religiosas se debían de realizar, cuál era el movimiento de los astros; sino que también era usado con fines adivinatorios y de establecimiento de los diversos destinos de los hombres.
Los nombres usados para identificar tanto los días como los meses y los años en el mundo mesoamericano proviene en gran parte de la visión mágico-religiosa que tuvieron los habitantes de Mesoamérica del medio natural con el cual convivían a principios del período Preclásico Temprano: animales, flores, los astros y la muerte. La presencia de este calendario está en todas las zonas culturales mesoamericanas: desde los olmecas, la región de Oaxaca, la zona Maya y el Eje Neovolcánico.

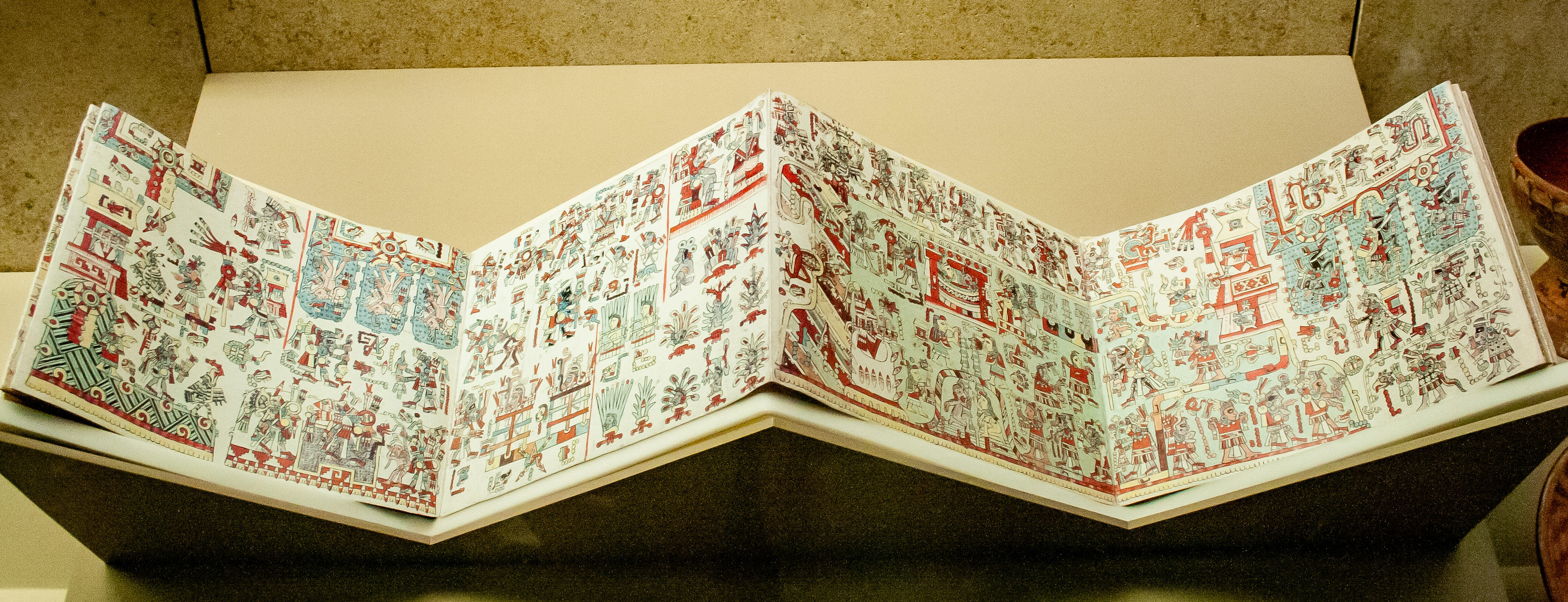
Códice Nuttal. Todos los pueblos de la antigua Mesoamérica desarrollaron sistemas de escritura. Sin embargo, dado que su naturaleza es completamente diferente de la escritura fonética occidental, muchos lingüistas no la consideran como una verdadera escritura.

### Escritura glífica
La escritura glífica y su estudio han pasado por diversas etapas. Desde un principio se discutió si el sistema glífico mesoamericano (excluyendo el sistema maya) era una muestra de un sistema de signos que expresaban ideas, principalmente religiosas. Un sistema que no utiliza la fonética.[cita requerida] En relación con el uso de elementos pictográficos y su relación con los iconos, la escritura mesoamericana siempre manejó una gran variedad de significados, no solo una visión artística, sino también religiosa y cultural. Los glifos comprenden personajes, animales, elementos calendáricos, topónimos de lugares, entre otros, que están presentes en todas las culturas mesoamericanas, incluso en Teotihuacán, donde las imágenes son bellas y elaboradas artísticamente. Los glifos que predominan son los pictográficos e ideográficos.
La utilidad de la escritura entre los mesoamericanos fue variada: sirvió para permitir la interpretación de las señales enviadas por los astros en relación con el nombre y destino de las personas. Otro uso fue para la explicación tanto de los mitos e historias de los pueblos, que eran plasmados en los glifos, tanto en piedras o en papel. Este trabajo era realizado por los sacerdotes, quienes eran los únicos que podían comprender las imágenes.
Pero un aspecto muy importante de la escritura fue que era usada por los gobernantes para legitimar su poder. La mesoamericana fue una escritura plasmada en monumentos públicos, pinturas murales, estelas y estructuras piramidales, que dan a toda persona común una simple explicación del poder de sus señores, una especie de propaganda.
Los mesoamericanos también usaban el sistema de numeración vigesimal.

### Ofrendas a la Tierra
El enterrar ricas ofrendas en los centros ceremoniales, proviene desde los tiempos del inicio del sedentarismo de los grupos otrora nómadas. Delimitar el espacio ceremonial y territorial para establecer un orden cósmico en la tierra, para justificar el dominio de las clases gobernantes hacia el resto de la sociedad.
Una alabanza a los dioses primigenios: el viejo fuego proveniente de los volcanes, y la Madre-Tierra. Ofrendas que son demostradas a todo individuo perteneciente a una sociedad mesoamericana a través de un túmulo de tierra, que con el tiempo se transforma en las construcciones monumentales de tipo piramidal.
Las ofrendas son importantes para el centro ceremonial: dan el poder ideológico y religioso. De ahí que los saqueos de ofrendas, signifique algo más que la búsqueda de riquezas: el debilitar y erradicar ese poderío religioso y político al centro ceremonial.

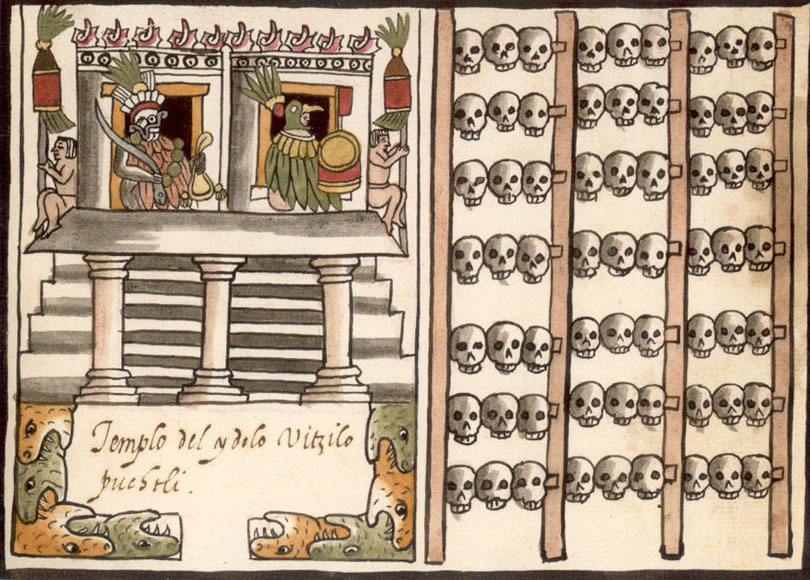
Tzompantli o Muro de calaveras. Estos monumentos rememoran a las personas que fueron sacrificadas para mantener el movimiento (y la vida) de las dos fuerzas cósmicas principales: la luz y la oscuridad.

### Sacrificios humanos
El acto del sacrificar tiene un gran significado religioso-político. El sacrificio significa la renovación de la energía cósmica divina. Los dioses dieron la vida al hombre, sacrificando la suya. El hombre deberá de entregar su vida para mantener el orden divino establecido.
La sangre significa la vida en la creencia mesoamericana: la sangre humana es el líquido que satisface la sed de los dioses (en este caso el Dios Sol), la sangre tiene parte de la sangre de los dioses. Con la sangre se revitaliza no solo a las divinidades, sino también a la tierra, las plantas y los animales (por ejemplo, al águila y al jaguar). La sangre es como el agua, necesaria para la vida terrenal y la vida celestial.[cita requerida]
Y esta obligación de revitalizar el orden cósmico se ve reflejada en las sociedades mesoamericanas a través de las imágenes que evocan el sacrificio: águilas y jaguares devorando corazones humanos; la presencia de círculos de jade o chalchihuites que representan corazones; imágenes que a la vez reflejan petición de lluvia y a la vez petición de sangre, con un mismo propósito: reponer la energía divina; la presencia de plantas y flores que simbolizan a la vez a la naturaleza y a la sangre brotando vida.[cita requerida]
¿Qué importancia tiene el sacrificio en los aspectos sociales y religiosas de las culturas mesoamericanas? Primero, la presencia de la muerte convertida en dios. La muerte es la consecuencia del sacrificio del hombre, pero no es el fin: es la continuación del ciclo cósmico. La muerte genera vida, la energía divina es liberada tras la muerte y regresada a los dioses, para que estos generen nueva vida. Segundo, justifica la guerra, ya que en esta actividad se obtienen los sacrificios más valiosos: los guerreros que poseen la energía necesaria para fortalecer a los dioses en sus constantes actividades divinas. La captura de prisioneros y la guerra se convierten a la vez en un medio de ascensión en la escala social, y se convierte en un juego divino. Tercero, justificar el control del poder real, de dos sectores de las sociedades mesoamericanas: los sacerdotes, que controlan la ideología religiosa; y los guerreros, que suministran los sacrificios a las ceremonias a través de la guerra y la conquista de territorios (con sus tributos correspondientes).[cita requerida]

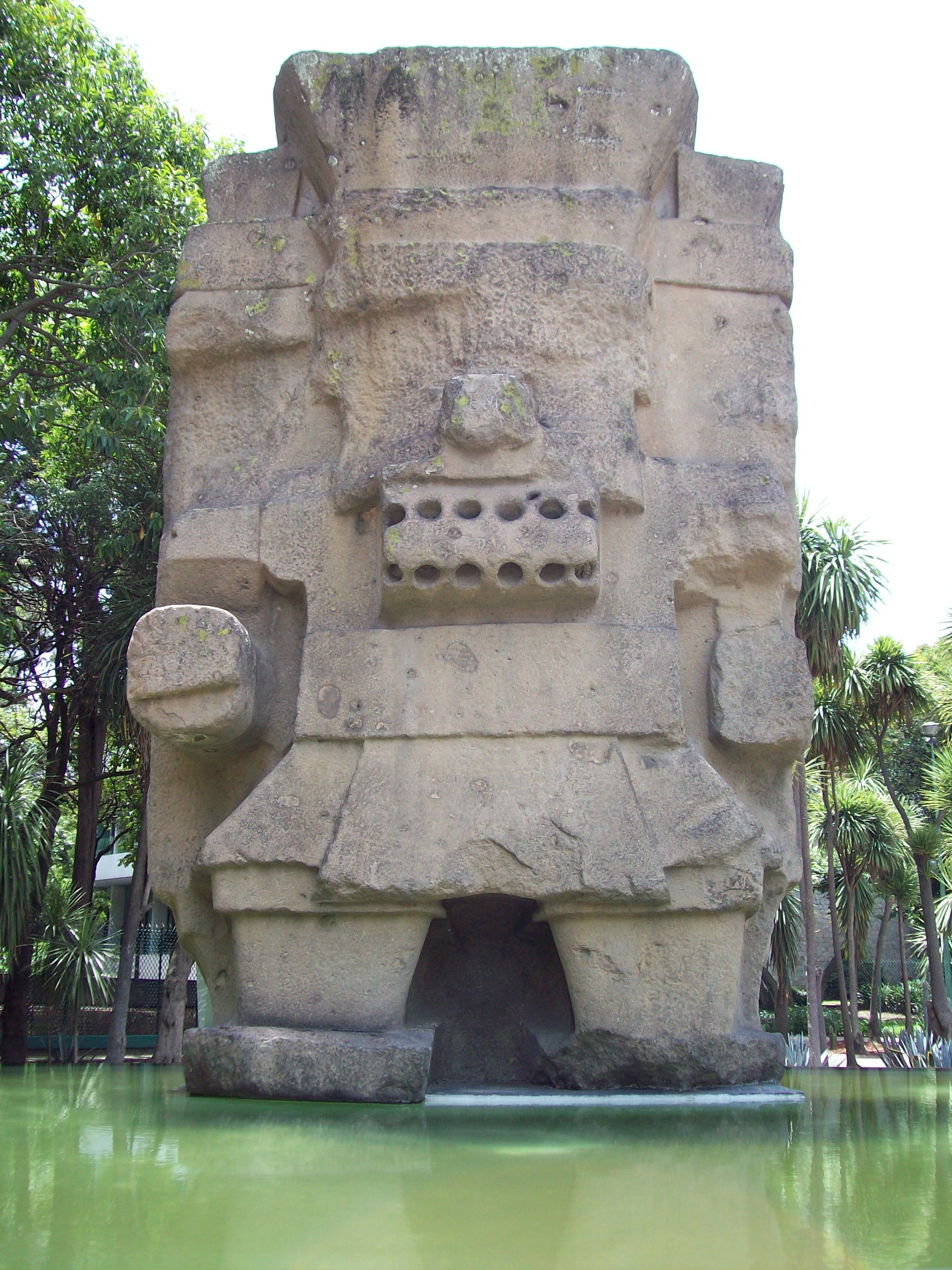
Estatua de Tláloc, divinidad mesoamericana de la lluvia. Fue encontrada en Coatlinchan, Estado de México, y llevada al Museo Nacional de Antropología de México. Cuando era transportada, por la ciudad, comenzó un aguacero de proporciones memorables.

### Politeísmo
La gran extensión del panteón mesoamericano se dio gracias a la incorporación de elementos ideológicos-religiosos nuevos a la primigenia religión: Fuego-Tierra-Agua-Naturaleza. La importante incorporación de las divinidades astrales (sol, estrellas, constelaciones, Venus) y su representación en esculturas antropomorfas, zoomorfas, también antropozoomorfas y formas de objetos cotidianos.
Las cualidades de los dioses y sus atributos fueron cambiando a través del tiempo y de la influencia cultural de otros grupos mesoamericanos. Dioses que a la vez son tres entes cósmicos diferentes y a la vez son solo uno. La religión mesoamericana tiene una característica importante: la existencia del dualismo entre las divinidades. El enfrentamiento entre polos opuestos: positivo, ejemplificado con la luz, lo masculino, la fuerza, la guerra, el sol, etc.; y lo negativo, la oscuridad, lo femenino, el sedentarismo, la paz, la luna, etc.[cita requerida]

### Sistema dualista de pensamiento
Hay que entender por pensamiento dualista la capacidad que tienen los indígenas de pensar los contrarios bajo una modalidad única, y el espíritu mesoamericano está marcado por este, tanto en la religión y la política como en las creencias populares y los comportamientos cotidianos. Este pensamiento nace de la superposición de los nahuas y los autóctonos, es decir, de una fusión cultural entre ambos; existen un sinnúmero de manifestaciones en torno a este tipo de pensamiento, pero solamente se tomarán los ejemplos más representativos: el nagualismo y el juego de pelota mesoamericano.

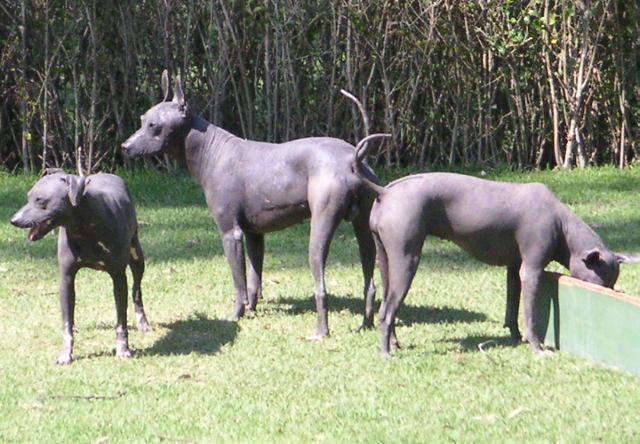
El xoloitzcuintle es uno de los nahuales del dios Quetzalcóatl. Bajo esta forma, ayuda a los muertos a cruzar el Chicnahuapan, un río que separa el mundo de los vivos del de los muertos.

#### Nahualismo
Se conoce como nagualismo o nahualismo la capacidad que tiene el ser humano de recubrirse con un aspecto animal, o la práctica del Nahual. Esta palabra se le da por un lado a la encarnación animal de un hombre y por el otro al hombre que tiene el poder de encarnarse en ese animal, pero lo que hay en el fondo de esta creencia es la afirmación de que se puede ser hombre y animal a la misma vez; además, es estrictamente individual no como en el totemismo que tiene un valor colectivo. Existen nahualli muy conocidos como el jaguar y el águila; también de animales más modestos como el perro, el armadillo, el tlacuache, etc.
Dentro del arte prehispánico, el nahualismo ha recibido diversas formas de interpretación, la primera forma es poco entendible para nosotros, ya que se tiene la impresión de estar frente a un armadillo o a un jaguar, pero en realidad lo que representa es un nahualli de un dios o un soberano. La segunda forma se presenta más directa, el hombre y su doble se representan juntos como una criatura antropozoomorfa, es decir, una parte de humano ya sea la cabeza, los brazos; y una parte de animal como pueden ser patas, pico, cola, etc. El nahualismo es una idea típica de Mesoamérica por la que se designa exclusivamente a la relación hombre-animal.

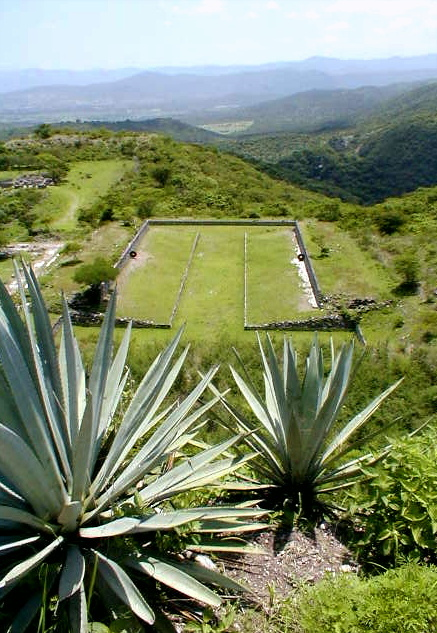
Juego de pelota de Xochicalco. El juego de pelota o tlachtli era una ceremonia ritual, que dramatizaba el movimiento de los astros. Los ganadores de la contienda eran sacrificados a los dioses, para ellos era un honor.

#### Juego de pelota
El juego de pelota es uno de los rasgos culturales más importantes de Mesoamérica. No se trata de un deporte aunque por su nombre la mayoría de las veces es asociado a este término. Hay que entenderlo como un rito y el terreno donde se juega está siempre ubicado entre centros ceremoniales. Este juego tenía una esencia cósmica, a este se le relacionaba con el movimiento solar y con el movimiento del universo; dicho movimiento se representaba con la ayuda de la pelota, la cual era de hule endurecido que lo sacaban de la savia de la higuera; utilizaban principalmente este material por la capacidad de rebotar.
En el juego existían muchas reglas, pero estas cambiaban según las regiones donde se practicaba. Había uno en donde solamente se podía jugar con las manos, otro en que empleaban las caderas y los codos, o bien uno en el que se utilizaba solamente un bastón o bate. Para cada tipo existían diferentes terrenos: uno con banquetas para que la pelota rebotara a la altura de la cadera, otro con el suelo removido. En general todos los campos tenían la forma de I y en los extremos se podía encontrar cabezas de aves como en Copán o grandes anillos por los cuales tenía que pasar la pelota, como en Xochicalco. El juego de pelota concluía con un sacrificio humano, lo que no se sabe es si el sacrificado era el capitán del equipo ganador o del perdedor.

### Medicina
En cuanto al saber mesoamericano, se lo puede encontrar en dos principales ejes: el espíritu mágico y el espíritu lógico, los cuales, a pesar de ser distintos, coexistían. En el ámbito de la medicina se tenían dos escuelas: una de tradición chamánica; entendiendo por chamán a un sacerdote curandero que se ocupaba de ciertas enfermedades, la más frecuente de ellas era la pérdida del alma. El chamán recurría para la recuperación de sus pacientes a los psicotrópicos (peyote, tabaco, frijoles rojos cargados de mezcalina) y a las manipulaciones mágicas (encantamientos, ofrendas).
La otra medicina consistía de un saber pragmático. En Mesoamérica había curanderos que sabían tratar las fracturas, curar y vendar heridas; e incluso se practicaban ciertas intervenciones obstétricas. Además, también curaban con plantas o bien utilizando el principio activo de la aspirina, que para este tiempo ya conocían y extraían de la corteza del sauce.

Numeración maya. Los sistemas de numeración mesoamericanos se basaban en el número veinte.
Se creía que cada número tenía una connotación mágica que influía en el destino de las personas.

### Matemáticas
Las matemáticas no eran entre los mesoamericanos simples números, sino que se les daba un valor y un contenido simbólico gracias al pensamiento dualista. El sistema matemático mesoamericano era vigesimal, es decir, constaba de una base 20 y los números se representaban por medio de puntos que valían una unidad y barras que le daban un valor de 5. Este tipo de representación se combinaba con una numerología simbólica: el 2 se relaciona con el origen, pues todo origen se toma como desdoblado; el 3 con el fuego doméstico; el 4 ligado a las cuatro esquinas del universo; el 5 expresando la inestabilidad; el 9 hace referencia al mundo subterráneo, y a la noche; el 13 es el número de la luz; el 20 de la plenitud y el 400 del infinito.
Una de las grandes contribuciones a las matemáticas, sobre todo de los mexicas, fue la invención del nepohualtzintzin que es un ábaco utilizado para realizar operaciones aritméticas de manera rápida. El dispositivo, fabricado con madera, hilos y granos de maíz, también es conocido como «computadora azteca». Los mayas fueron la primera civilización de Mesoamérica y de muchas otras regiones que tuvo el signo numérico cero como concepto matemático.

### Astronomía
Por lo que respecta a la astronomía, esta nace con la observación de los astros y de la construcción simbólica de la vida cósmica. Los mesoamericanos comprendieron que el cielo se organizaba mediante ciclos regulares originando una sucesión de estaciones y fenómenos astronómicos. Asociaban figuras como animales, plantas, con las diferentes constelaciones. Los conocimientos astronómicos se fueron acumulando a lo largo de milenios. Este proceso tiene su culminación con la invención del calendario (cuyas raíces se encuentran en el período Preclásico Medio), apoyado tanto en la observación de los astros, como en las matemáticas:

Los mesoamericanos prefirieron construir un calendario más abstracto, basado en las correlaciones entre los distintos cómputos, de estructura más aritmética que astronómica. Por ejemplo sorprende que hayan preferido el año de 360 días, 18 meses y 2 días al año de 365 días de la cuenta larga maya.
Duverger 1999: pág. 71.

### Espacio-tiempo simbólico
Estos dos términos lo asocian a los cuatro puntos cardinales, el espacio y el tiempo son ligados al calendario, asegurando así la rotación de cualidades que tiene el espacio. Es decir, en Mesoamérica, una fecha o un acontecimiento siempre estaba vinculado a una dirección del universo y el calendario expresa una topografía simbólica característica peculiar de este período. Los días estaban asociados, según su nombre, a un punto cardinal que les confería un significado mágico.
- Los signos del oriente son: cocodrilo, serpiente, agua, caña, movimiento. Al oriente se asocian la idea de fecundidad vegetal o, en otras palabras, la exuberancia tropical; también se le vincula con el mundo de los sacerdotes.
- Los signos del norte son: viento, muerte, perro, jaguar, pedernal. Este punto contrasta con el oriente porque simbólicamente es árido, frío y opresivo. Se le considera como la parte nocturna del universo, como la morada de los muertos. El perro (xoloitzcuintle) aquí tiene un significado muy singular, ya que es el que acompaña al difunto durante el viaje y le hace cruzar el río de ultratumba que lo conduce hacia la nada.
- Los signos del oeste son: casa, venado, mono, águila, lluvia. Es un rumbo asociado con el ciclo de vegetación, específicamente con el ecosistema de tierras altas templadas, con lluvia delgada y cambio de estaciones.
- Los signos del sur son: conejo, lagartija, hierba seca, zopilote, flor. Se relaciona por un lado con el Sol luminoso y caliente del mediodía, por el otro con la lluvia repleta de bebida alcoholizada. El conejo, símbolo principal, está asociado con los agricultores y el pulque.

Con esto se puede decir que una característica mesoamericana es la geografía simbólica, la cual se refiere a zonas imaginarias y no a lugares en específico; si no fuera así, entonces los signos no se aplicarían a Mesoamérica en general, sino que existirían un gran número para cada zona topográfica.[cita requerida]

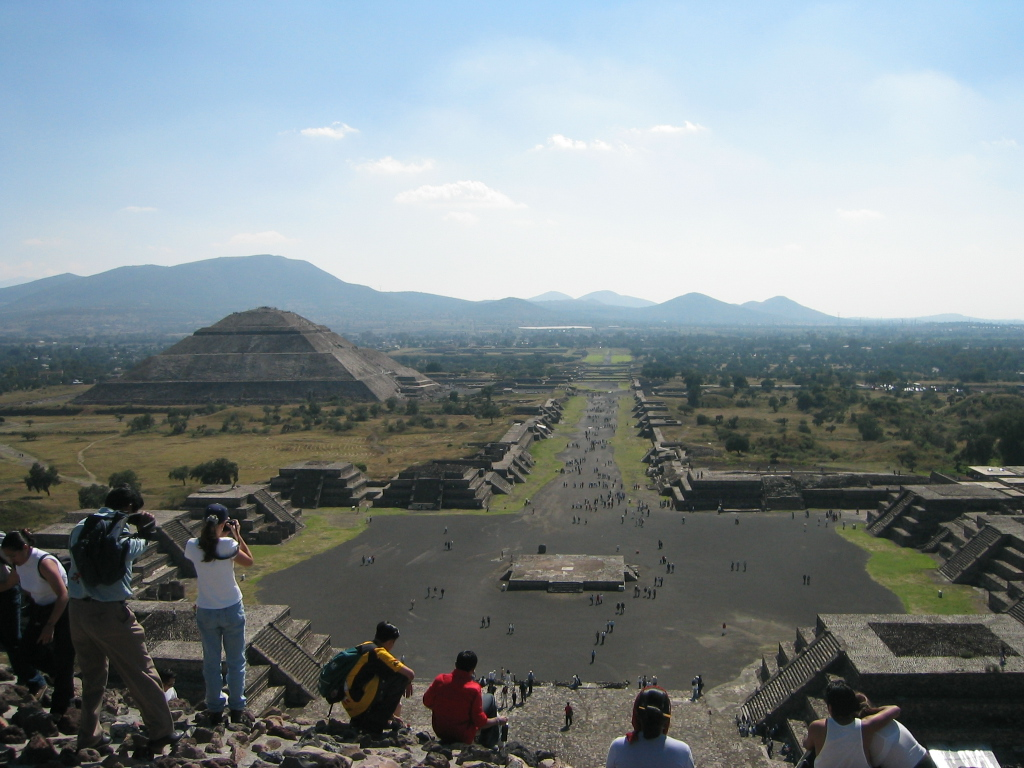
El Micaohtli, en Teotihuacán. Las ciudades mesoamericanas están orientadas con respecto a ciertos puntos notables de observación astronómica.

### Territorio y centros ceremoniales
Los centros ceremoniales son el eje de las poblaciones de Mesoamérica. Estos determinan la existencia del urbanismo, que no es más que una porción del espacio que caracteriza a los centros ceremoniales, que a su vez constituyen el corazón del espacio sagrado. Estos centros tienen como función orientar el espacio y transmitir la orientación al espacio que los rodea. Las ciudades con su centro ceremonial constituían siempre la entidad política y cada hombre se podía identificar según la ciudad en que vivía.

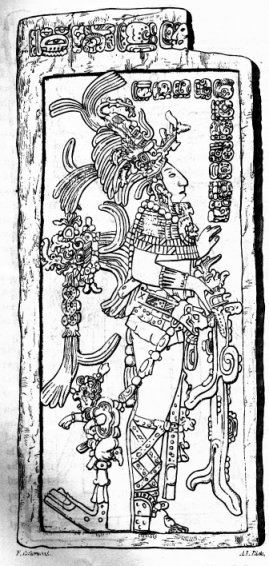
K'inich K'an B'alam II, en una estela de Palenque. Este tipo de monumentos públicos fue muy común en toda Mesoamérica, y tenían por objeto, conmemorar sucesos notables o hazañas de la clase dominante.

No hay hombre tribal, el etnocentrismo natural de los pueblos hace que prácticamente todos se autodesigna como los hombres. Por otra parte la pluralidad étnica de Mesoamérica no permite asociar una etnia y un territorio; así la ciudad es la que crea la identidad: ser mexica significa habitar en México; ser zapoteco en Zapotlán.
Duverger, 1996: pág. 77

Los centros ceremoniales siempre eran construidos para ser vistos. Las pirámides eran construcciones que sobresalían del resto de la ciudad, para manifestar a sus dioses y sus capacidades. Otro rasgo característico de los centros ceremoniales son los sedimentos históricos. Toda construcción ceremonial era construida en varias fases constructivas, una sobre la otra, de suerte que lo que se observa en la actualidad suele ser la última etapa de la construcción. En pocas palabras los centros ceremoniales son la traducción arquitectónica de la identidad de cada ciudad proyectada en la veneración a sus dioses y amos.

### Viaje al más allá
Se concebían en Mesoamérica varios tipos de más allá y por ende se practicaban varios tipos de funerales: simples o múltiples, fosas, cámaras mamposteadas, urnas, etc. Además de esto también practicaban la cremación, pero hoy se sabe que según el rango social que ocupara una persona, o el tipo de muerte que se tuviera, eran ambos factores los que determinaban el tipo de entierro. Con todo esto se llegaba a la idea de un viaje post mortem, en el que la tumba era el punto de partida al más allá.
Los mesoamericanos creían en tres destinos: el viaje celeste en el que solamente se encontraban los que habían muerto en el campo de batalla, en la piedra de sacrificios o las mujeres muertas en el parto. Este destino se conocía como Cincalco (casa del maíz). El segundo era el viaje al inframundo que consistía en una peregrinación subterránea que conduciría a los muertos al extremo norte del mundo. Este lugar se llamaba Mictlán (lugar de los muertos). El tercer destino era el viaje hacia el paraíso del sol, que se encontraba con dirección este. Se trataba de un sitio dominado por el sol, y en náhuatl se le daba el nombre de Tonatiuhichan (‘casa del Sol’).
En cada entierro se tenía que colocar alimento y bebidas depositados en utensilios de barro para que el muerto se pudiera alimentar durante el viaje; también se colocaban máscaras para protegerlos del frío. Una reminisencia de estas creencias se advierte en la actualidad en que todavía algunos indígenas colocan pesos entre los dedos del difunto para poder cubrir los viáticos durante el camino.[cita requerida].

### Arte político-religioso
La expresión artística estaba condicionada por la ideología, que mezclaba tanto la religión como el poder; gran parte de las obras que sobrevivieron a la conquista fueron monumentos públicos. Este tipo de arte fue hecho principalmente para ser visto, el cual constituía la clave para la cuenta del tiempo, la grandeza de la ciudad y la veneración de los dioses. Existe, además de este, otro tipo de arte prehispánico que tiene que ver con el aspecto oculto; se diferencia del primero en cuanto no puede ser observado sino que su valor está en lo que representa, por ejemplo, la vasijas de barro que eran utilizadas en los entierros o las caras invisibles de estatuas.
El arte quedaba en el anonimato, ya que nunca se encontró alguna firma del que lo realizaba; además, se decía que era un arte abstracto, pero no refiriéndose a la ausencia de la expresión figurativa, sino en el sentido de que está desconectado de cualquier referencia naturalista.
Aparte de todo esto, al arte precortesiano se le consideraba también hiperintelectual, capaz de liberarse de toda obligación realista. Siguiendo con esta idea surgen dos observaciones: la primera se refiere a la imagen austera que la arqueología le ha designado: por lo regular se tenía una preferencia hacia las cosas nobles, objetos de colección o atesoramiento; y a las piedras se les consideraba perecederas al tiempo por lo que no eran tan apreciadas, aunque si bien es cierto esto último es esencial para los centros ceremoniales mesoamericanos.[cita requerida]

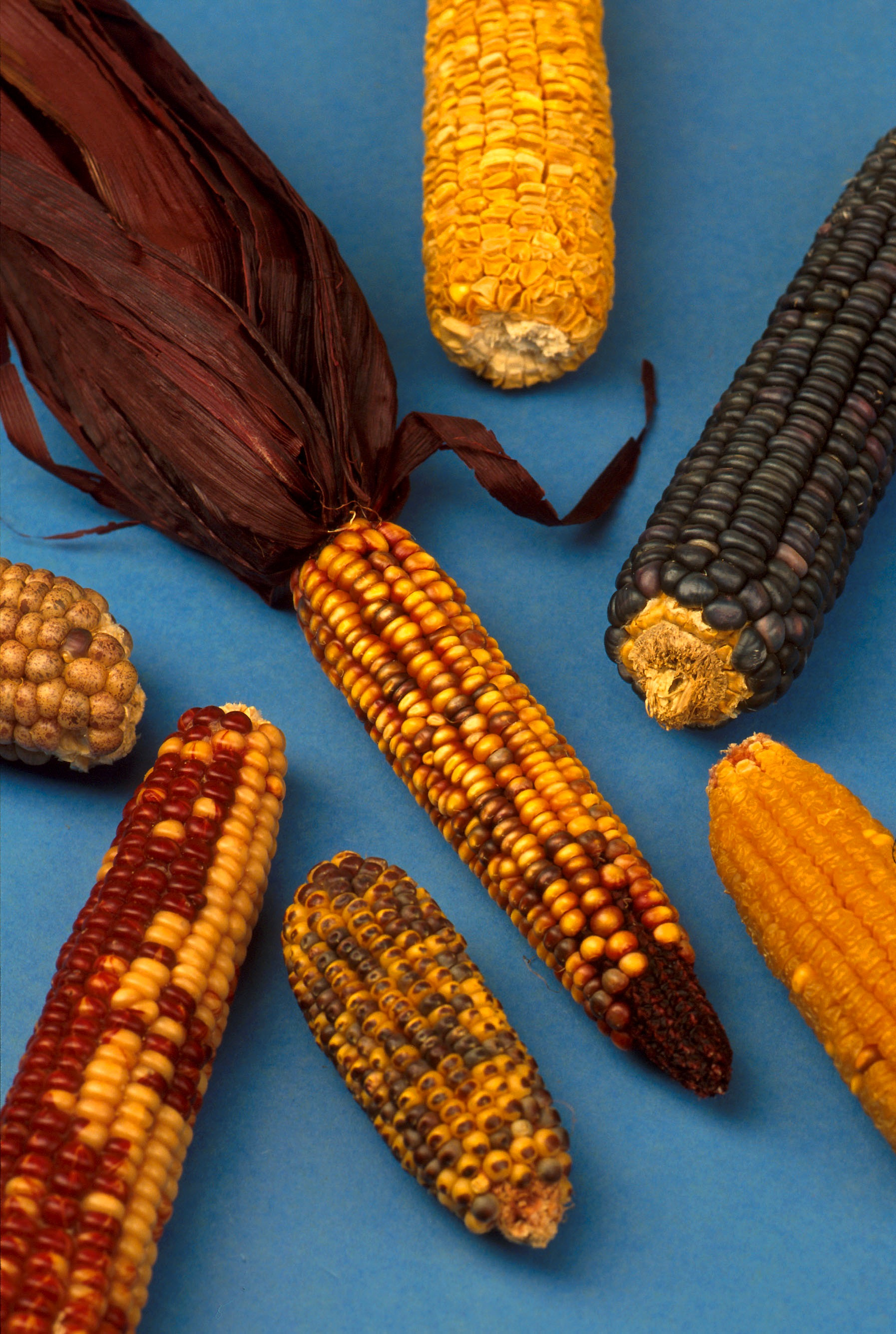
Diversas especies de maíz criollo. El Estado y toda la civilización mesoamericana se encuentran vinculados con el cultivo de este cereal, cuya mayor variedad de especies se ha encontrado en el área mesoamericana.

## Cronología
La complejidad de los desarrollos paralelos de los diversos pueblos mesoamericanos es un factor que ha llevado a los especialistas a plantearse la pertinencia de una única cronología para toda Mesoamérica. Esta realidad compleja, tanto en el tiempo como en el espacio, puede dar alguna luz acerca de la diversidad de cronologías que han aparecido para abordar diacrónicamente el devenir de la civilización mesoamericana.
Las primeras tentativas de periodización para la región aparecen en el siglo XIX, con el asombro de los viajeros estadounidenses y europeos ante los restos olvidados de las antiguas ciudades mesoamericanas —especialmente las del Área Maya—. La cronología más común para la historia mesoamericana divide a la historia precolombina de esta región del mundo en tres grandes períodos, el Preclásico, el Clásico y el Posclásico. Esta periodización ha sido criticada por varios autores, especialmente porque tiene su origen en una analogía entre la cronología empleada para la Antigua Grecia y el proceso civilizatorio que tuvo lugar en Mesoamérica antes de la llegada de los españoles.
A pesar de las críticas, la periodización tradicional para Mesoamérica es de amplio uso en el mundo académico, aunque las fechas y caracterizaciones de cada uno de los tres grandes períodos pueden variar un poco. Aquí se ha elegido la periodización que aparece en El pasado histórico, obra de Alfredo López Austin y Leonardo López Luján. Dicha cronología apunta al desarrollo de la cerámica más antigua como hito inicial de la civilización mesoamericana (siglo XXV a. C.) y señala como su conclusión la conquista de la América Media por parte de los españoles en la tercera década del siglo XVI. Hay que enfatizar que las fechas son aproximadas y no solo pueden tomarse como una aproximación. Cada una de las regiones que constituyen a Mesoamérica y cada uno de sus pueblos tuvo una historia particular cuyos procesos específicos difícilmente podrían ser captados por una cronología, que es solo un modelo interpretativo.

## Historia

### Período Preclásico

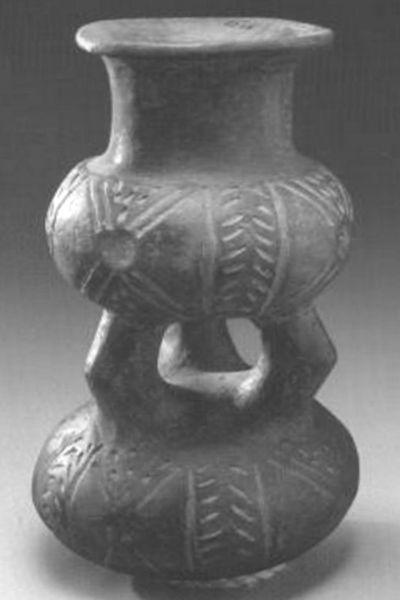
Vasija de la cultura Capacha, procede de Acatitán, Colima.

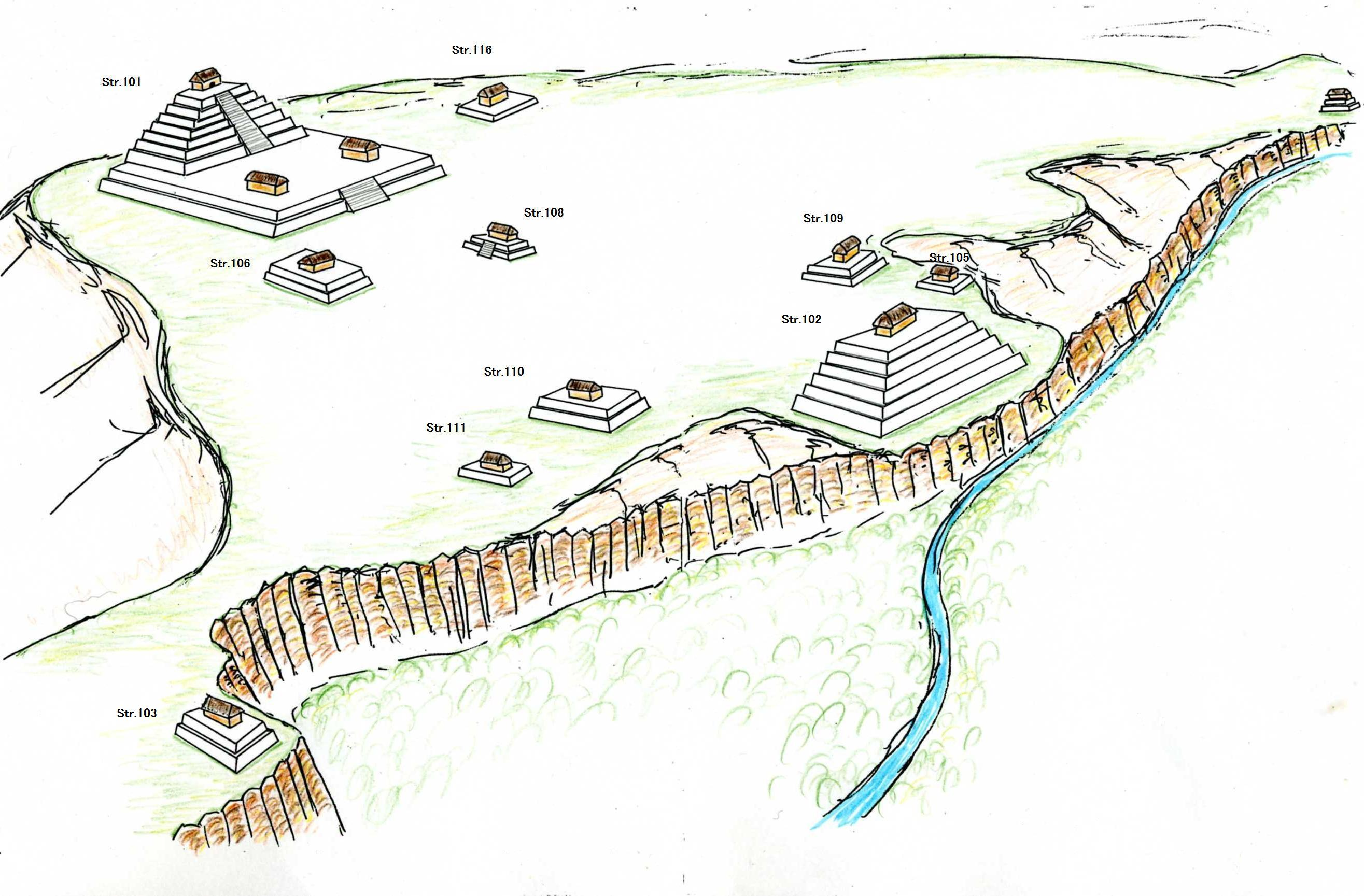
Ilustración que recrea las estructuras del yacimiento arqueológico de Yarumela o el Chircal en Honduras, dicho lugar refleja la influencia Olmeca que había en América central en el preclásico.

Mesoamérica comienza un prolongado proceso de sedentarización plena a partir del siglo XXVI a. C.(o hace aproximadamente 4,600 años), aunque la agricultura —que fue la base de la economía de todos los pueblos mesoamericanos y el factor principal que favoreció su sedentarismo— fue descubierta varios milenios antes. Se toma como comienzo de la civilización mesoamericana la aparición de la cerámica, cuyos vestigios más antiguos corresponden a los hallazgos de Puerto Marqués (en la costa de estado de Guerrero, siglo XXVI a. C.) y a la fase Purrón del Valle de Tehuacán (centro de México, siglo XXIV a. C.). Estos tempranos testimonios de la tecnología cerámica en Mesoamérica —que además son fuente de controversia entre los especialistas— concentrados solo en algunos sitios como los señalados, han motivado entre algunos autores la opinión de que la aparición de estos materiales se debe probablemente a un vínculo entre los pueblos de la costa del Ecuador y los primeros mesoamericanos.
De acuerdo con la cronología adoptada en este artículo, el período al que se hace alusión se divide en tres grandes etapas: Preclásico Temprano (ss. XXV-XV/XII a. C.), Preclásico Medio (ss. XII-IV a. C.)  y Tardío (ss. IV a. C.-II d. C.). Durante la primera etapa, se generaliza la manufactura de la cerámica en toda la región, se consolidó la agricultura del maíz y otras hortalizas y dio inicio un proceso de estratificación social que concluye con la aparición de las primeras sociedades estratificadas en la costa del golfo de México y el Pacífico de Guatemala. En el preclásico temprano, la cultura Capacha fue un motor importante en el proceso civilizador mesoamericano, y su alfarería alcanzó una amplia difusión.
Hacia el año 1500 a. C., las culturas de Occidente entraron en una fase recesiva, acompañada por su asimilación entre los pueblos que habían sostenido relaciones con ellas. De este modo, surgieron Tlatilco en el valle de México y la cultura Olmeca, en el Golfo. Tlatilco fue uno de los principales centros de población mesoamericanos de la época. Se especializaba en la explotación de los recursos del lago de Texcoco y la agricultura del maíz. Algunos autores suponen que Tlatilco fue fundada y habitada por los antepasados de los actuales otomíes. Por otro lado, los olmecas habían entrado en una fase expansiva, que los llevó a construir las primeras obras de arquitectura monumental en La Venta y San Lorenzo. Los olmecas intercambiaban productos tropicales de su área nuclear, y controlaban los yacimientos minerales de Guerrero y Morelos, donde establecieron varios enclaves como Teopantecuanitlán y Atlihuayán. Su influencia cultural se hizo sentir en el Reino de Yaruma, Honduras, Nicoya, Costa Rica, y toda el área Maya. El impulso de la cultura olmeca alcanzó a sus vecinos del sureste y Oaxaca, y contribuyó a las primeras fases culturales de Kaminaljuyú y San José Mogote. Esta última población cedió la hegemonía en el altiplano oaxaqueño a Monte Albán hacia final del preclásico medio. Por esa misma época, en el Bajío, florecía la cultura de Chupícuaro, mientras en el Golfo, los olmecas entraban en declive.
Entre lo grandes hitos culturales que marcaron el preclásico Medio se encuentra el desarrollo de los primeros sistemas de escritura y la numeración vigesimal en el área nuclear olmeca y Monte Albán. Durante este período, las sociedades mesoamericanas eran sociedades estratificadas. Los vínculos entre los diferentes centros de poder habían permitido la consolidación de élites regionales que controlaban la explotación de los recursos y el trabajo de las clases campesinas. La diferenciación social se basaba en la posesión de ciertos conocimientos técnicos, como la astronomía, la escritura, y el comercio. Además, en el preclásico medio, dio inicio el proceso de urbanización que definió a las sociedades del clásico. Algunos núcleos de población como Tlatilco, Monte Albán y Cuicuilco habrían de florecer en la última etapa del Preclásico, mientras que las poblaciones olmecas se contrajeron y dejaron de ser protagonistas en el área.

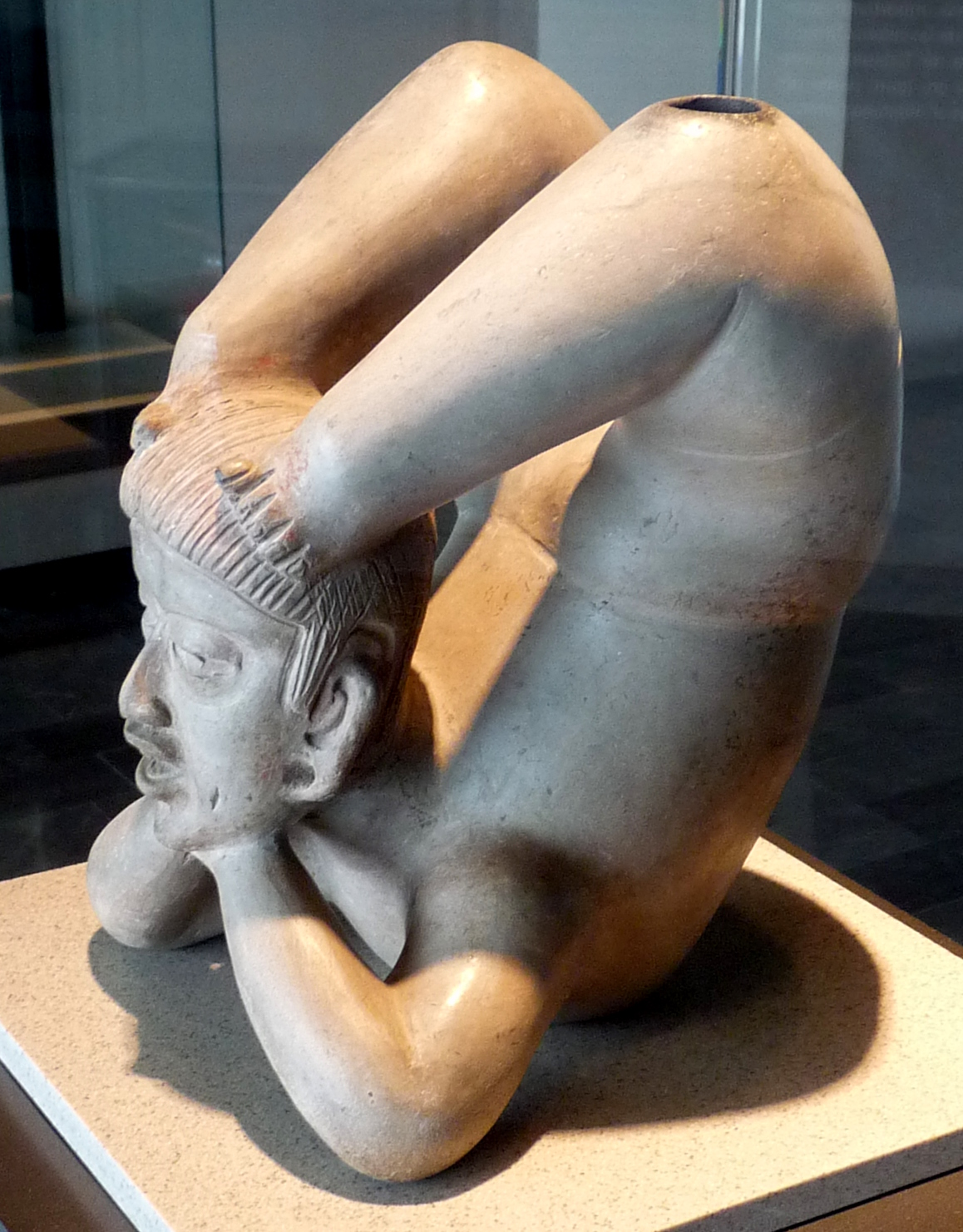
El Acróbata, pieza de cerámica procedente de Tlatilco (Estado de México).

Hacia el final del período preclásico, la hegemonía política y comercial de la región se trasladó a los núcleos de población localizados en el valle de México. Alrededor del lago de Texcoco existían varias aldeas que terminaron por convertirse en verdaderas ciudades, como las ya mencionadas Tlatilco y Cuicuilco. La primera se localizaba en la ribera norte del lago, mientras que la segunda se ubicaba en las faldas de la serranía del Ajusco. Tlatilco mantenía fuertes relaciones con las culturas del Occidente, en tanto que Cuicuilco controlaba el comercio con el Área Maya, Oaxaca y la costa del Golfo. La rivalidad entre ambas habría de concluir con la declinación de la primera. Por otro lado, en Monte Albán, en la zona oaxaqueña, los zapotecos habían comenzado un desarrollo cultural independiente de los olmecas, reelaborando los elementos de esa cultura y adquiriendo características propias. En el altiplano de Guatemala, Kaminaljuyú avanzaba también en dirección de lo que sería la cultura maya clásica, aunque sus vínculos con el Centro y el Golfo seguían marcando las pautas de los comienzos de esa cultura. En todas las regiones de Mesoamérica, con excepción de Occidente, donde había arraigado la tradición de las Tumbas de Tiro, las ciudades se enriquecieron con construcciones monumentales realizadas sobre planos urbanísticos que sorprenden por su complejidad. De esta fecha datan la pirámide circular de Cuicuilco, la plaza central de Monte Albán y la pirámide de la Luna en Teotihuacán.
Cerca del año 0, Cuicuilco había desaparecido, y la hegemonía en la cuenca de México había pasado a Teotihuacán. Los dos primeros siglos de la era cristiana fueron el período en el que la Ciudad de los Dioses habría de consolidarse como la mayor ciudad de la milenaria Mesoamérica y su principal centro político, económico y cultural en los siguientes siete siglos.

#### Olmecas

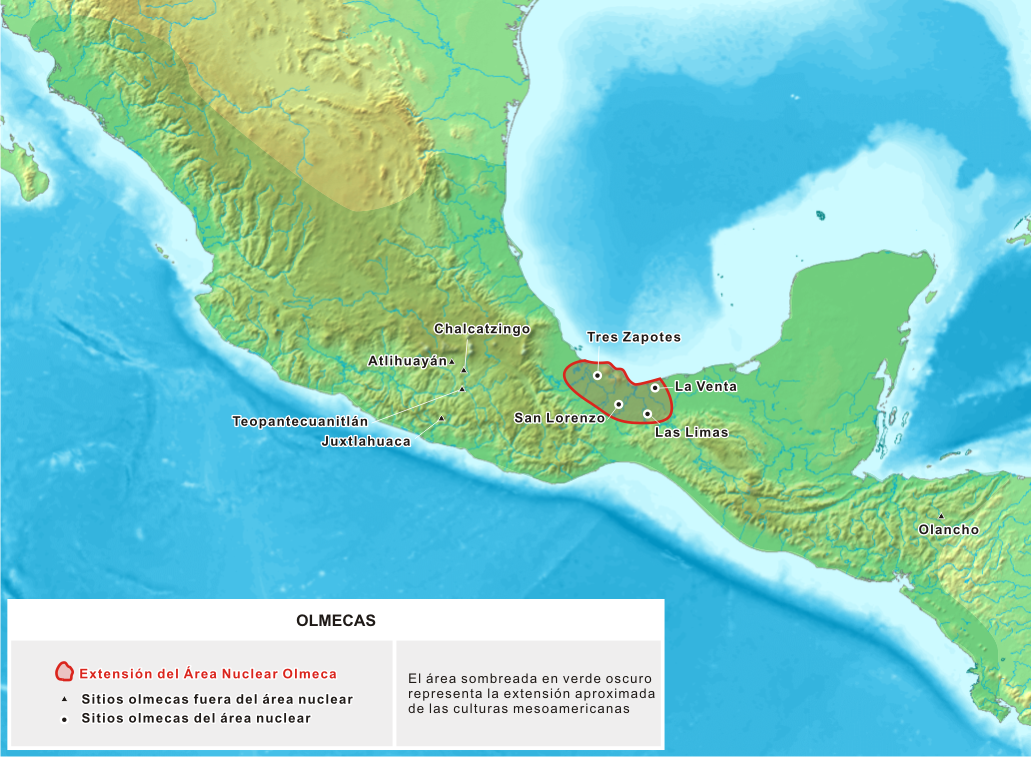
Principales sitios de la cultura olmeca

Durante muchos años, la cultura olmeca fue considerada la cultura madre de Mesoamérica, debido a la gran influencia que ejerció en toda la región. Sin embargo, desde las perspectivas más recientes, esta cultura es considerada más como un proceso al que contribuyeron todos los pueblos contemporáneos y que cristalizó en las costas de Veracruz y Tabasco. Aún es muy discutida la identidad étnica de los olmecas. Basados en las evidencias lingüísticas, los arqueólogos y antropólogos se inclinan a suponer que se trataba de un pueblo hablante de una lengua otomangueana; o más probablemente, de los antepasados del actual pueblo zoque que viven en el norte de Chiapas y Oaxaca. Según esta segunda hipótesis, los grupos zoqueanos habrían emigrado hacia el sur tras la ruina de los principales centros de población en la llanura del Golfo. Sea como sea, los portadores de la cultura olmeca llegaron al sotavento unos ocho mil años antes de Cristo, introduciéndose como una cuña en la franja de pueblos protomayas que habitaban la costa, hecho que explicaría la separación de los huastecos del norte de Veracruz del resto de los pueblos mayas localizados en la península de Yucatán y Guatemala.

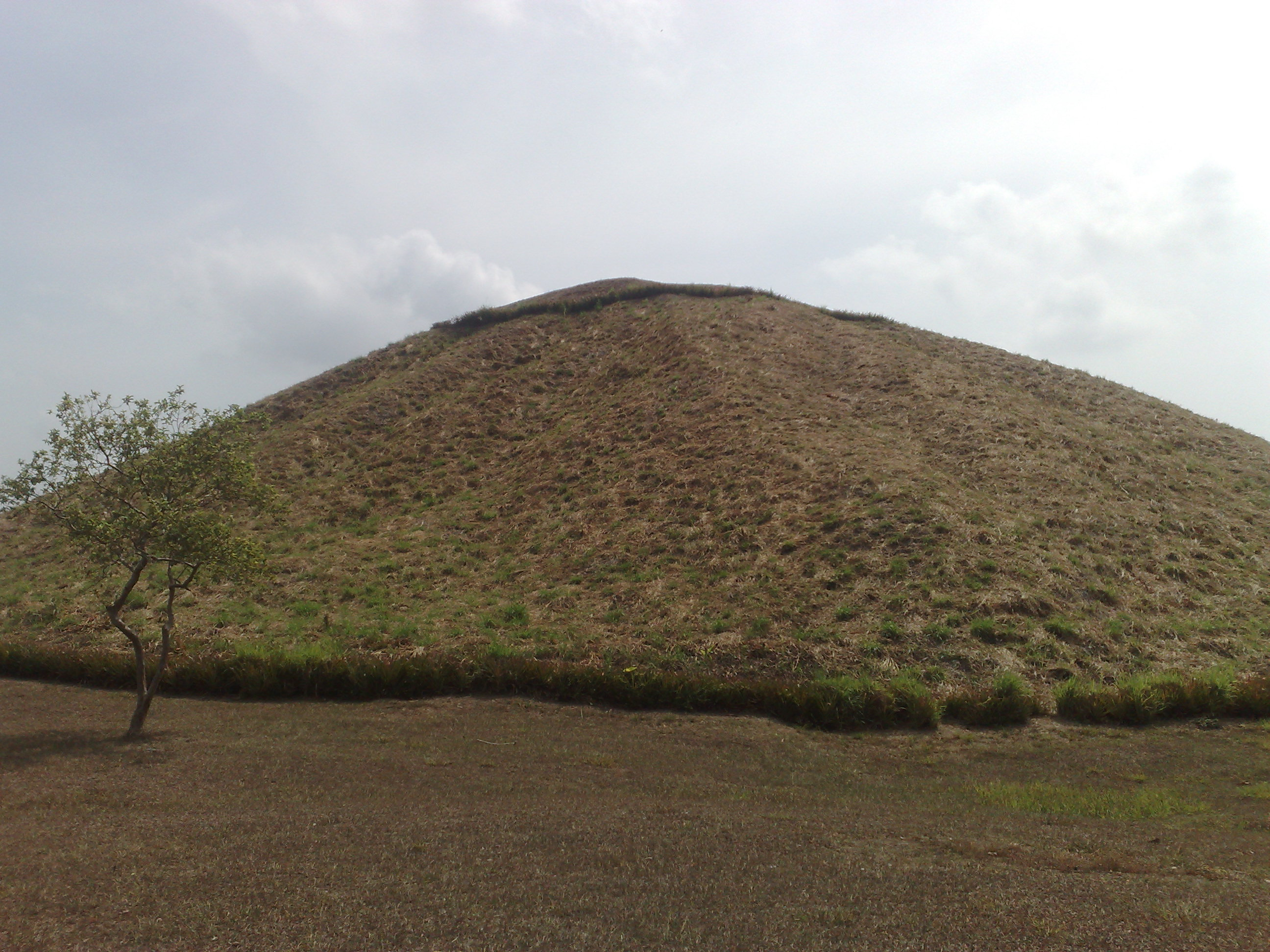
La pirámide de La Venta, Tabasco, posiblemente la más antigua de Mesoamérica.

La cultura olmeca representa un hito en la historia mesoamericana, en la medida en que varias de las características que definen a la región aparecen con esta cultura. Entre otros, se pueden citar la organización estatal, el desarrollo del calendario ritual de 260 días y el «civil» de 365, el primer sistema de escritura, la planificación urbana y el carácter multiétnico de sus poblaciones. El desarrollo de esta cultura comienza alrededor del siglo XIV a. C., aunque se consolida hasta el siglo XII a. C. Sus principales sitios fueron La Venta donde se encontraron las cabezas colosales, San Lorenzo y Tres Zapotes en el área nuclear. Sin embargo, en toda Mesoamérica numerosos sitios presentan evidencia arqueológica de ocupación olmeca, especialmente en la cuenca del río Balsas, donde se localiza Teopantecuanitlán. Este sitio es sumamente enigmático, pues está fechado varios siglos antes que las principales poblaciones del Golfo, hecho que no ha dejado de causar controversia y la hipótesis que sugiere que el origen de la cultura olmeca ocurrió en esta región.

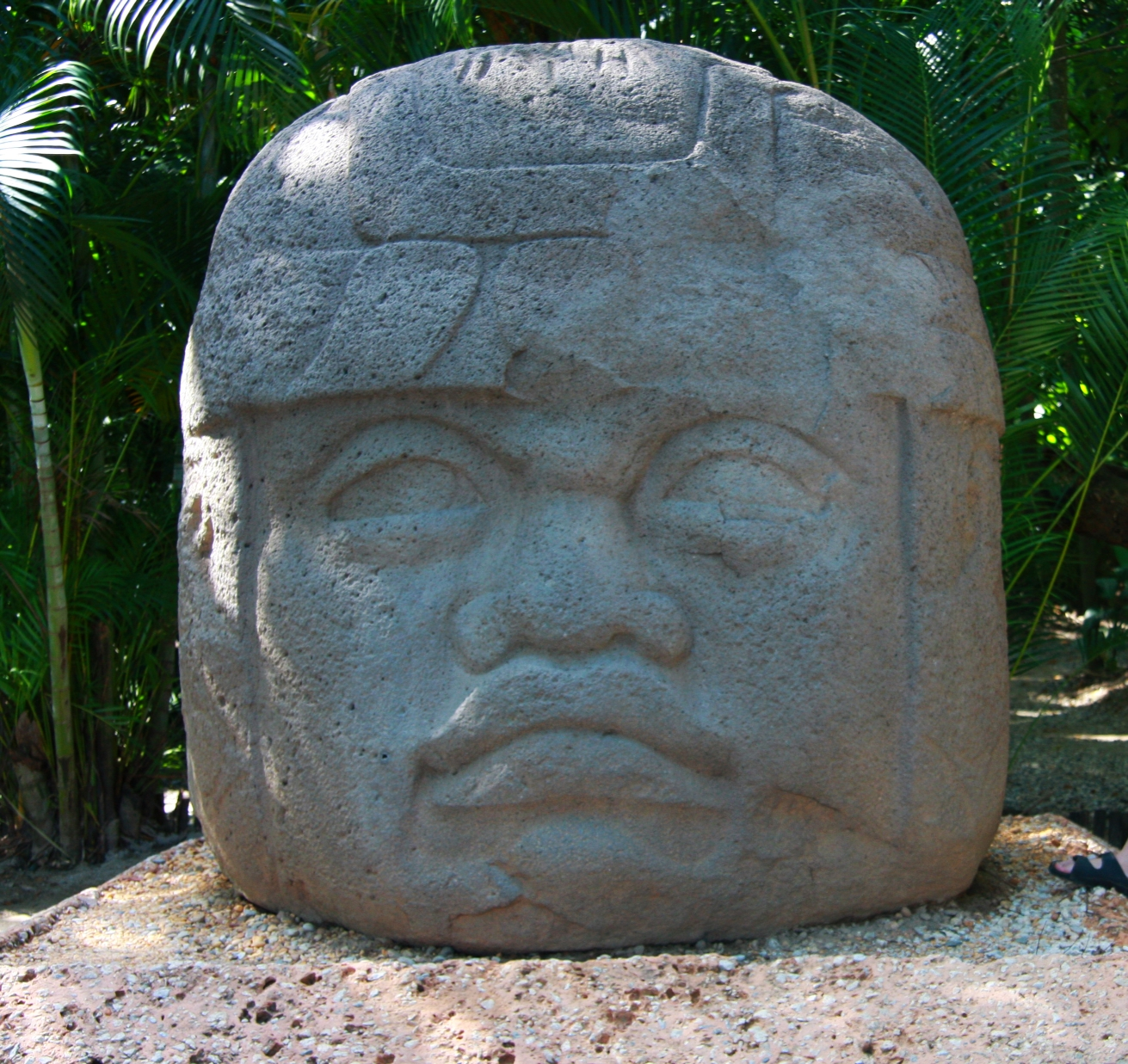
Cabeza olmeca, La Venta

Entre las expresiones culturales más conocidas de esta cultura se encuentran las cabezas colosales, esculpidas en monolitos de hasta tres metros de altura, con un peso de varias toneladas. Si se tiene en cuenta que los sitios en donde fueron localizados distan varias decenas de kilómetros de las canteras donde se obtiene el basalto, y que los pueblos mesoamericanos carecían de herramientas de fierro, la lapidaria olmeca es una verdadera proeza. Se desconoce cuál era la función de estos monumentos. Algunos autores proponen que se trataba de monumentos conmemorativos de jugadores de juego de pelota que habían sido excepcionalmente notables, o bien, que son retratos de miembros de la élite gobernante olmeca. Los olmecas también son conocidos por sus pequeñas tallas en jade (el material más apreciado de Mesoamérica), y otras tallas en basalto de dimensiones menores. Tanto las figurillas y la escultura olmeca abundan en representaciones del hombre-jaguar, que según José María Covarrubias, puede ser un antecedente del culto a la deidad de la lluvia, o quizá sea un ancestro del futuro Tezcatlipoca, en su advocación de Tepeyóllotl, el ‘corazón del monte’.
Se desconoce a ciencia cierta cuáles fueron los motivos de la decadencia olmeca. Se la asocia con conflictos políticos entre las élites de los principales centros de poder, y con la invasión de otros pueblos. Como se ha dicho, los zoques podrían ser descendientes de los olmecas, expulsados del área nuclear. Sin embargo, no se descarta que algunos grupos hayan llegado al valle de Oaxaca, a las tierras altas mayas o a la cuenca central de México, donde contribuyeron al desarrollo de las culturas zapoteca y maya, y al apogeo de Teotihuacán en el período clásico.

### Período Clásico

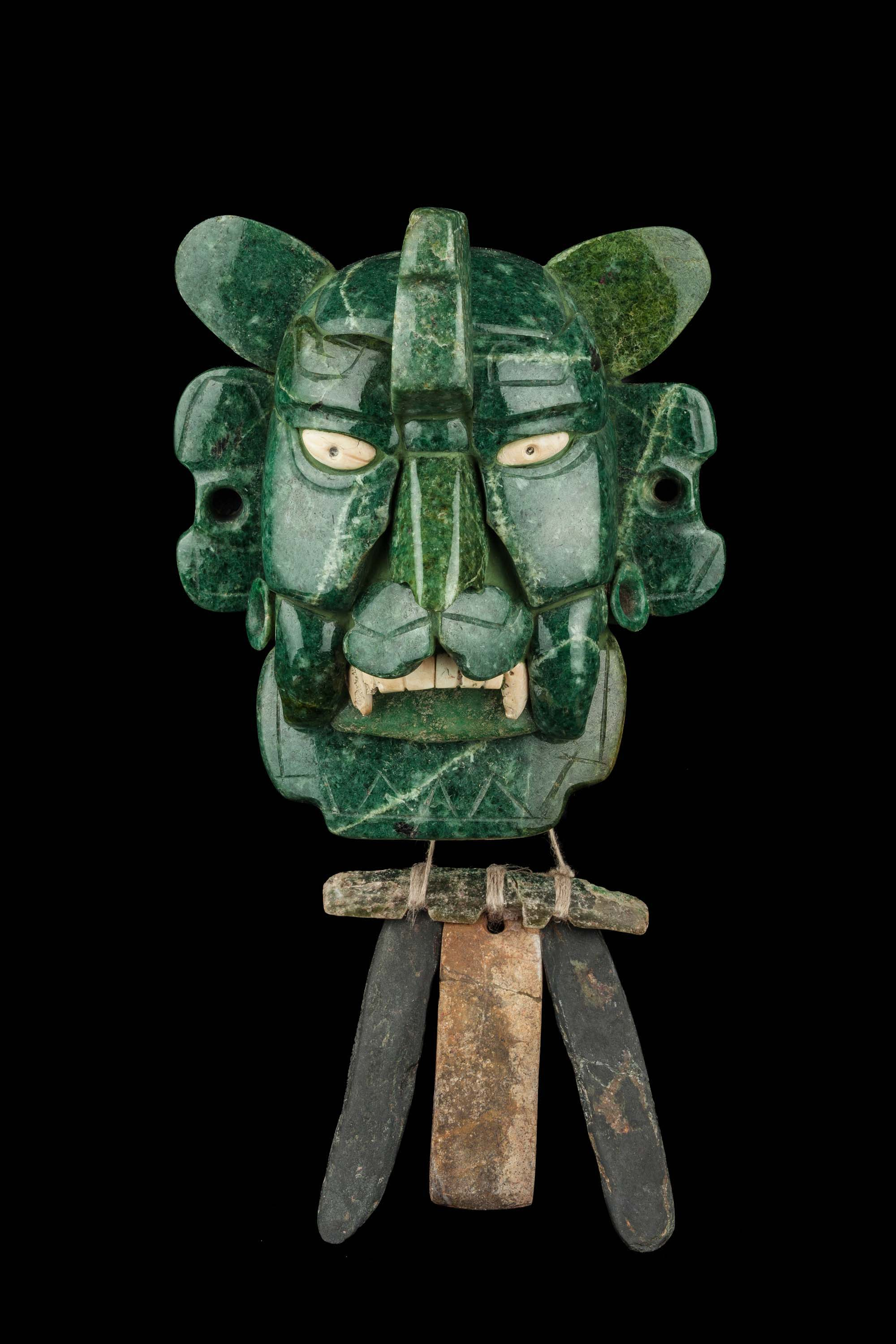
Máscara del Dios Murciélago

El período clásico de Mesoamérica abarca de los años 200 al 900 d. C. La fecha de conclusión puede variar en cada región: por ejemplo, en el Centro de México está relacionado con la caída de los centros regionales del período epiclásico, hacia el año 900; en el Golfo, con el declive de El Tajín, en el año 800; en el área Maya, con el abandono de las ciudades de las tierras altas en el siglo IX; y en Oaxaca, con la desaparición de Monte Albán hacia el año 850. Normalmente, el clásico mesoamericano es caracterizado como la etapa en que las artes, la ciencia, el urbanismo, la arquitectura y la organización social alcanzaron su cúspide. Esto es cierto, pero no lo es menos el hecho de que se trató de una época dominada por la presencia de Teotihuacán en toda la región, y que la competencia entre los diferentes estados mesoamericanos provocaba continuas guerras.
Esta etapa de la historia mesoamericana se divide en dos fases. La primera es conocida como Clásico Medio, y abarca del año 200 al 600 d. C. La segunda es el Clásico Tardío, que va del 600 al 800/900 d. C. La primera etapa estuvo dominada por Teotihuacán. De hecho comienza con la política expansionista de esta ciudad, que la llevó a controlar las principales rutas comerciales de Mesoamérica. Durante este tiempo, se consolida el proceso de urbanización que tiene su origen en los dos últimos siglos del período preclásico temprano. Los principales centros de la época son Monte Albán, Tikal y Calakmul, y desde luego Teotihuacán, que concentraba el 80 por ciento de los 200 000 habitantes de la cuenca del lago de Texcoco.

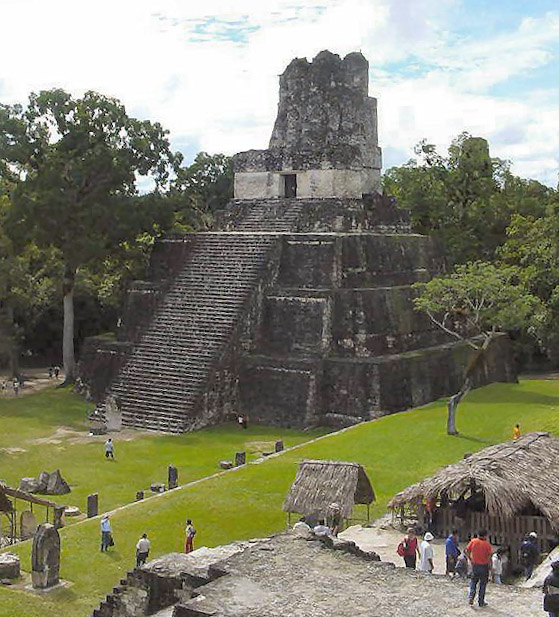
Templo 2 de Tikal, Guatemala.

Las ciudades de esta etapa se caracterizan por su carácter cosmopolita, es decir, por su composición multiétnica, que implicaba la convivencia en un mismo núcleo de población de varias lenguas, prácticas culturales y gente proveniente de las más diversas regiones. Se intensificaron las alianzas políticas entre las élites regionales, casi todas ellas aliadas a Teotihuacán. Asimismo, la diferenciación social se hizo más evidente, una pequeña clase dominante imperaba sobre la mayor parte de la población, que estaba obligada a pagar tributos y participar en la construcción de obras públicas, como los sistemas de riego, los edificios religiosos, y las vías de comunicación. El crecimiento de las ciudades no se puede explicar sin el avance de las técnicas agrícolas y la intensificación de las redes de comercio que involucraron no solo a los pueblos de Mesoamérica, sino a las lejanas culturas de Oasisamérica.

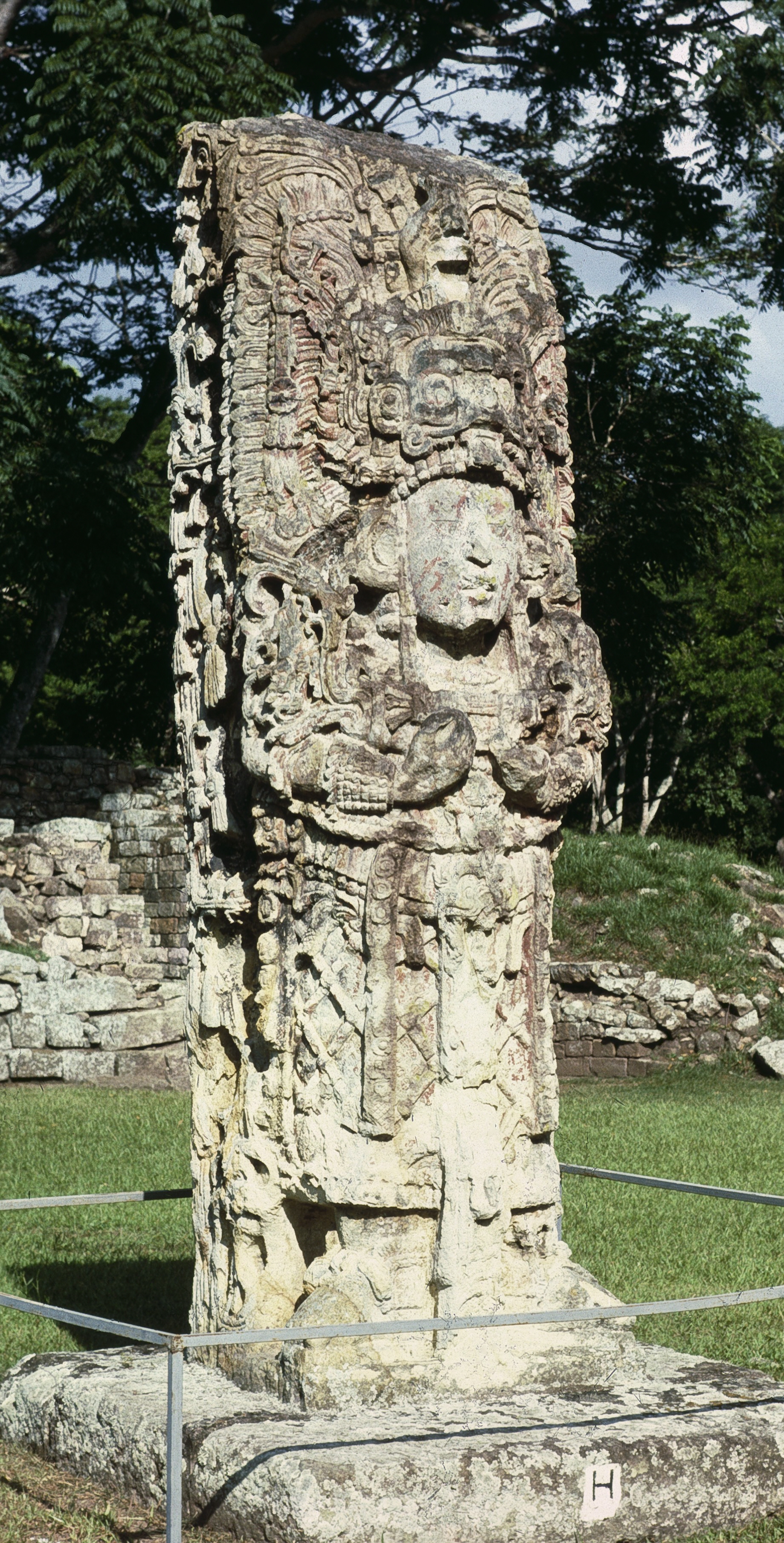
Estela H de Copán.

Las artes de Mesoamérica en este tiempo alcanzan algunos de sus picos más refinados. Especialmente notables son las estelas mayas, exquisitos monumentos conmemorativos de los sucesos relacionados con los linajes de las ciudades de las tierras altas. En Teotihuacán, por otro lado, la arquitectura hacía grandes avances: en esta ciudad se definió el estilo clásico de la construcción de basamentos piramidales, constituidos por unidades de talud-tablero. El estilo arquitectónico teotihuacano fue repetido y reelaborado en diferentes ciudades, a lo largo de toda Mesoamérica, los ejemplos más claros son la capital zapoteca de Monte Albán y la ciudad de Tikal, en el Petén guatemalteco. Siglos más tarde, mucho tiempo después del abandono de Teotihuacán, los pueblos del posclásico seguirían los patrones constructivos de Teotihuacán, especialmente en Tollan-Xicocotitlan, Tenochtitlan y Chichén Itzá.
Fueron muchos los avances científicos en esta etapa. Los mayas habían llevado a su máxima expresión el calendario y la numeración que habían heredado de los olmecas. El uso de la escritura se generalizó en toda Mesoamérica, aunque era una actividad sagrada y solo practicada por los sacerdotes. Sobre la base del viejo sistema de escritura olmeca, otros pueblos desarrollaron la suya propia, siendo los casos más notables los de la cultura ñuiñe y los zapotecos de Oaxaca. La observación astronómica se convirtió en un asunto de la más vital importancia por su relación con la agricultura, base económica de la sociedad mesoamericana.
El período clásico temprano concluye con el declive de Teotihuacán. Este hecho permitió el florecimiento de centros regionales de poder que competían por el dominio de las rutas comerciales y la explotación de los recursos del medio ambiente. De esta manera dio inicio el período Clásico Tardío, que algunos autores llaman Epiclásico. Como se ha dicho, se trata de un período de fragmentación política, en el que ninguna ciudad tenía la hegemonía total. En este período ocurren varios reacomodos de población, derivados de las incursiones de grupos aridoamericanos y norteños, que empujaron a los viejos pobladores de Mesoamérica hacia el sur. A esto, hay que sumar las migraciones de pueblos sureños que terminarían por establecerse en el Centro de México, como los Olmeca-xicalanca, procedentes de la península de Yucatán y fundadores de Cacaxtla y Xochicalco.

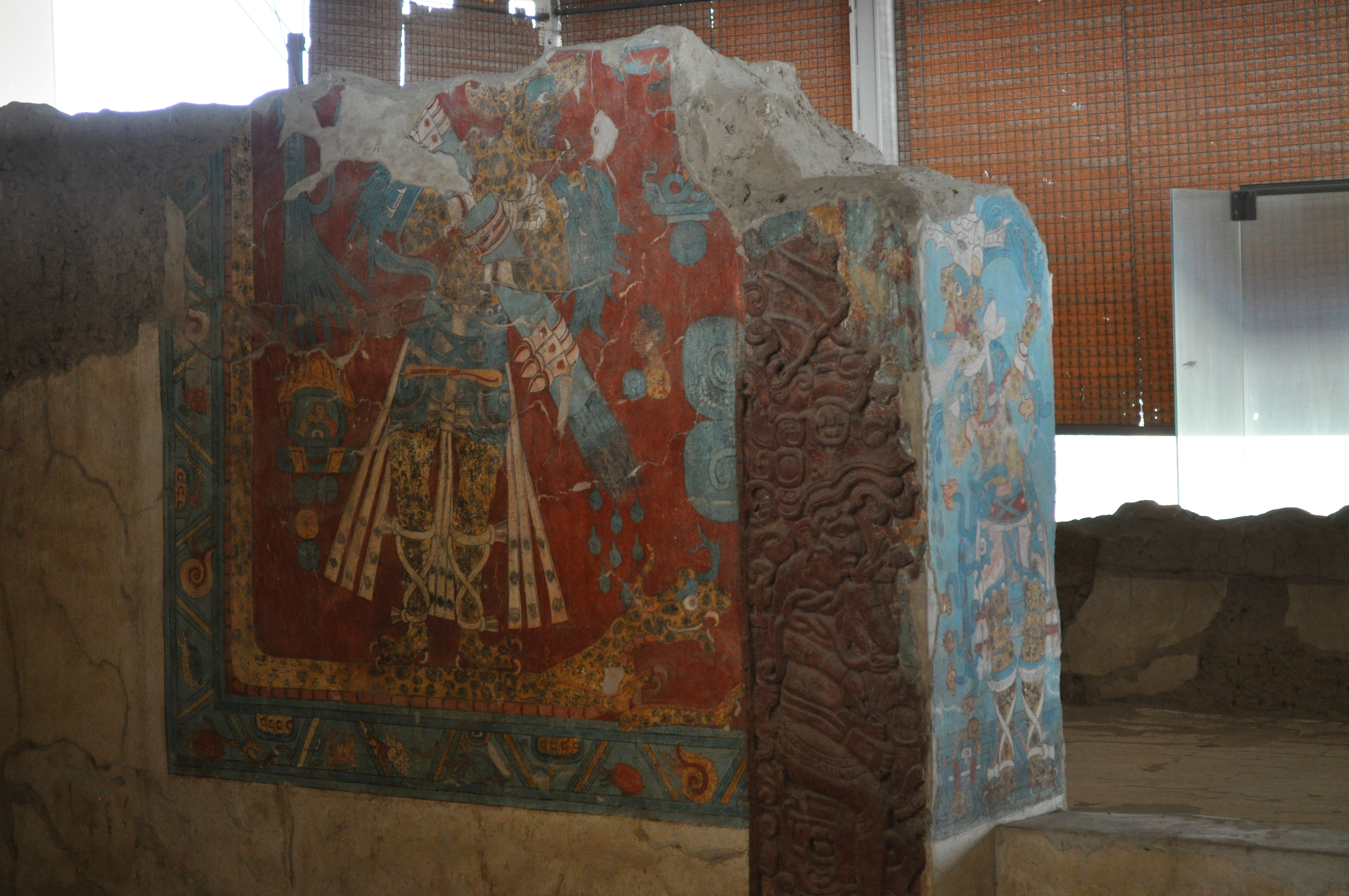
Mural del Pórtico A, en Cacaxtla, Tlaxcala.

En el área Maya, Tikal, la ciudad que había sido aliada de Teotihuacán, acompañó a la metrópoli en su decadencia. Lo mismo aconteció con Calakmul. En su lugar, emergieron las ciudades de Palenque, Copán y Yaxchilán. Estas y otras ciudades-estado de la región se enfrentaron en sangrientas guerras que serían la ruina de la civilización maya clásica. Hacia el final del período tardío, los mayas habían abandonado la cuenta del tiempo en el calendario de Cuenta Larga, y muchas de sus ciudades fueron incendiadas y abandonadas a la selva. Mientras tanto, en Oaxaca, Monte Albán conocía su período de mayor esplendor, aunque finalmente sucumbiría hacia el siglo IX, por razones que todavía son desconocidas. Su suerte no fue muy diferente de otras ciudades como La Quemada o en el norte, Teotihuacán en el centro: fue incendiada y abandonada. En el último siglo del período clásico, la hegemonía en el valle de Oaxaca se había trasladado a Lambityeco, unos kilómetros al oriente.
Como queda dicho, hacia el final del clásico tardío numerosos pueblos del norte penetraron en el corazón de Mesoamérica, y habían llegado para quedarse. Entre estos pueblos venían los nahuas, que serían fundadores de las ciudades de Tollan-Xicocotitlan y Tenochtitlan, las dos capitales más importantes del período posclásico.

#### Teotihuacán

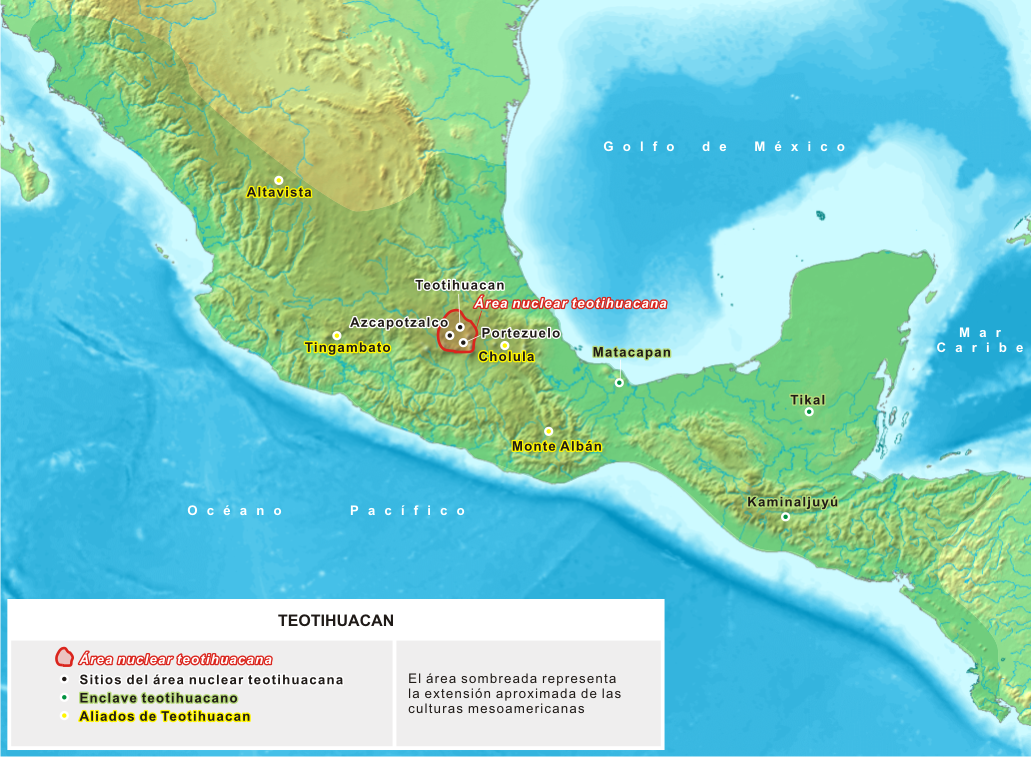
Principales sitios asociados a la ciudad de Teotihuacán.

La ciudad de los dioses, tal cual es el significado de Teotihuacán en lengua náhutal, tuvo sus inicios hacia el final del período preclásico. De sus fundadores no se sabe nada a ciencia cierta, aunque se supone que los otomíes tuvieron un papel importante en el desarrollo de la ciudad, como en la cultura arcaica del valle de México, representada por Tlatilco. En sus inicios, Teotihuacán compitió con Cuicuilco por la hegemonía en la cuenca. Para esta batalla política y económica, Teotihuacán se apoyaba en su control de los yacimientos de obsidiana de la sierra de las Navajas, en el actual estado de Hidalgo. Tampoco se ha determinado la causa de la declinación de Cuicuilco, pero se sabe, en cambio, que buena parte de sus antiguos pobladores se trasladaron a Teotihuacán unos años antes de la erupción del Xitle, que sepultó la aldea sureña bajo la lava.
Una vez sin competencia en la ribera sur del lago, Teotihuacán pasó por una fase de expansión que la llevó a ser una de las mayores ciudades de su tiempo, no solo en Mesoamérica, sino en el mundo entero. En su crecimiento, atrajo a la inmensa mayoría de los habitantes del valle en la época. Los teotihuacanos eran sumamente dependientes de la actividad agrícola, principalmente del maíz, el frijol y la calabaza, la tríada agrícola mesoamericana. Sin embargo, su hegemonía política y económica estaba basada en dos productos extranjeros, sobre los cuales tenía el monopolio: la cerámica Anaranjado, producida en el valle Poblano-Tlaxcalteca, y los yacimientos minerales de la sierra hidalguense. Ambos eran artículos muy apreciados en toda Mesoamérica, y eran intercambiados por mercancía suntuaria y de primera necesidad, proveniente de lugares tan lejanos como Nuevo México o Guatemala. Por ello, Teotihuacán se convirtió en el nodo de la red comercial mesoamericana. Como aliados tenía a Monte Albán y Tikal en el sureste, Matacapan en la costa del golfo, Altavista en el norte, y Tingambato en el occidente.

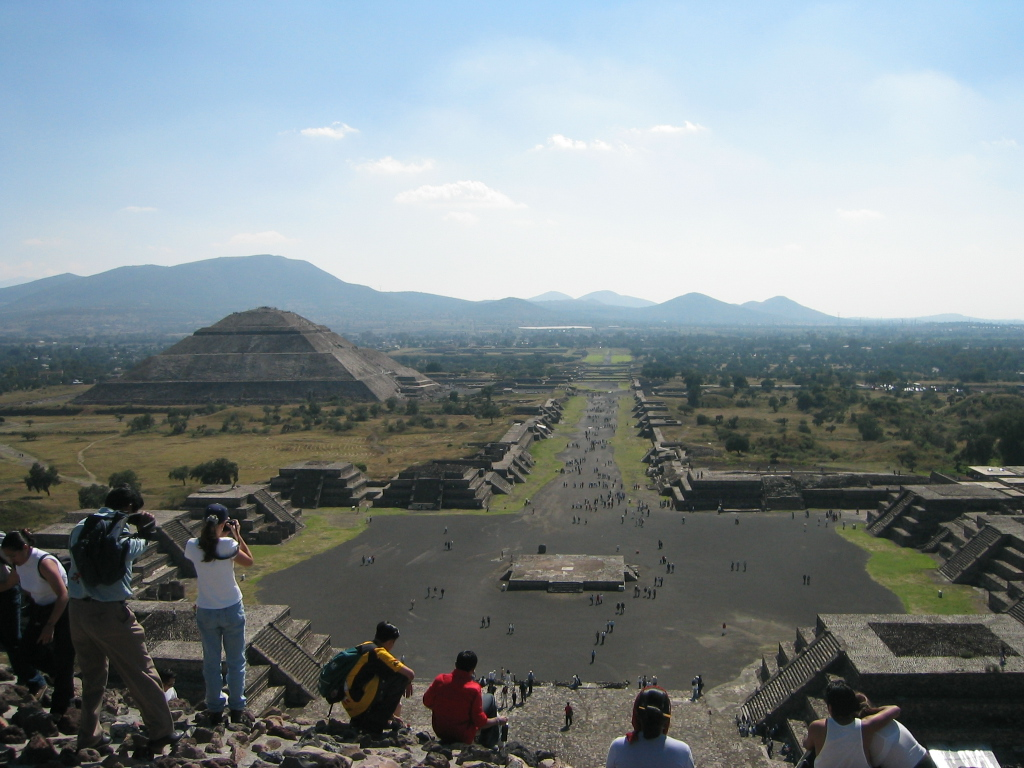
Vista de la Calzada de los Muertos desde la Pirámide de la Luna. Teotihuacán, Estado de México.

Los teotihuacanos refinaron el panteón mesoamericano, cuyos orígenes datan de los tiempos olmecas. especial importancia tuvieron los cultos de Quetzalcóatl y Tláloc, deidades agrícolas. Los intercambios comerciales propiciaron la difusión de estos cultos entre las sociedades mesoamericanas, que los retomaron para reelaborarlos luego. Se pensaba que la sociedad teotihuacana desconocía la escritura, pero como demuestra Duverger, la escritura teotihuacana lleva a un punto extremo la pictografía, que provoca una confusión entre escritura y pintura.
La caída de Teotihuacán está asociada a la emergencia de ciudades-estado en los confines del área Centro de México. Se sospecha que estas florecieron debido al declive de Teotihuacán, aunque es muy posible que haya ocurrido lo contrario: que las ciudades de Cacaxtla, Xochicalco, Teotenango y El Tajín hayan cobrado fuerza primero, y luego estrangularan a Teotihuacán, atrapada en el centro de la cuenca y sin acceso a las rutas comerciales. Esto ocurrió hacia el año 600 d. C., y aunque la población siguió ocupada un siglo y medio más, finalmente fue destruida y abandonada por sus pobladores, que se refugiaron en sitios como Culhuacán y Azcapotzalco, en las orillas del lago de Texcoco.

### Mayas del Clásico

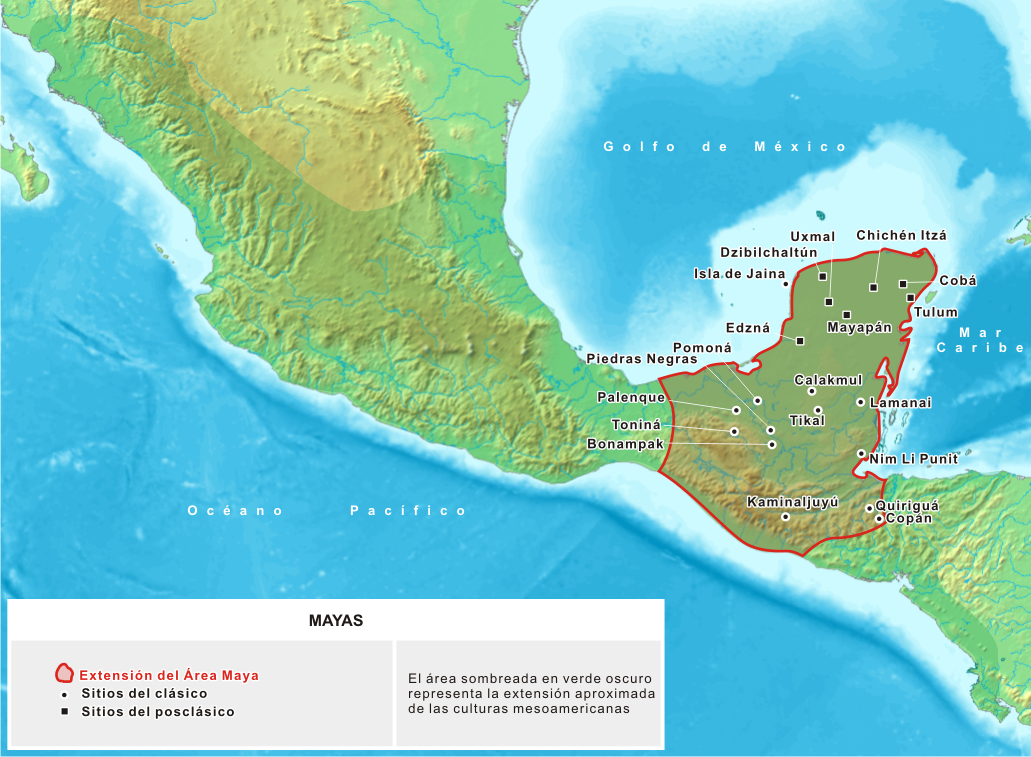
Mapa de ubicación del pueblo maya y sus principales sitios

Los mayas fueron creadores de una de las culturas mesoamericanas más conocidas y estudiadas. Algunos autores como Michael D. Coe opinan que la cultura de los mayas es por completo diferente del resto de los pueblos mesoamericanos. Sin embargo, muchos de los elementos culturales presentes en los mayas son comunes al resto de Mesoamérica, como el uso de dos calendarios, la numeración vigesimal, el cultivo de maíz, los sacrificios humanos y ciertos mitos como el Quinto Sol, o cultos, como del de la Serpiente Emplumada y la deidad de la lluvia, que en maya se llama Chaac.

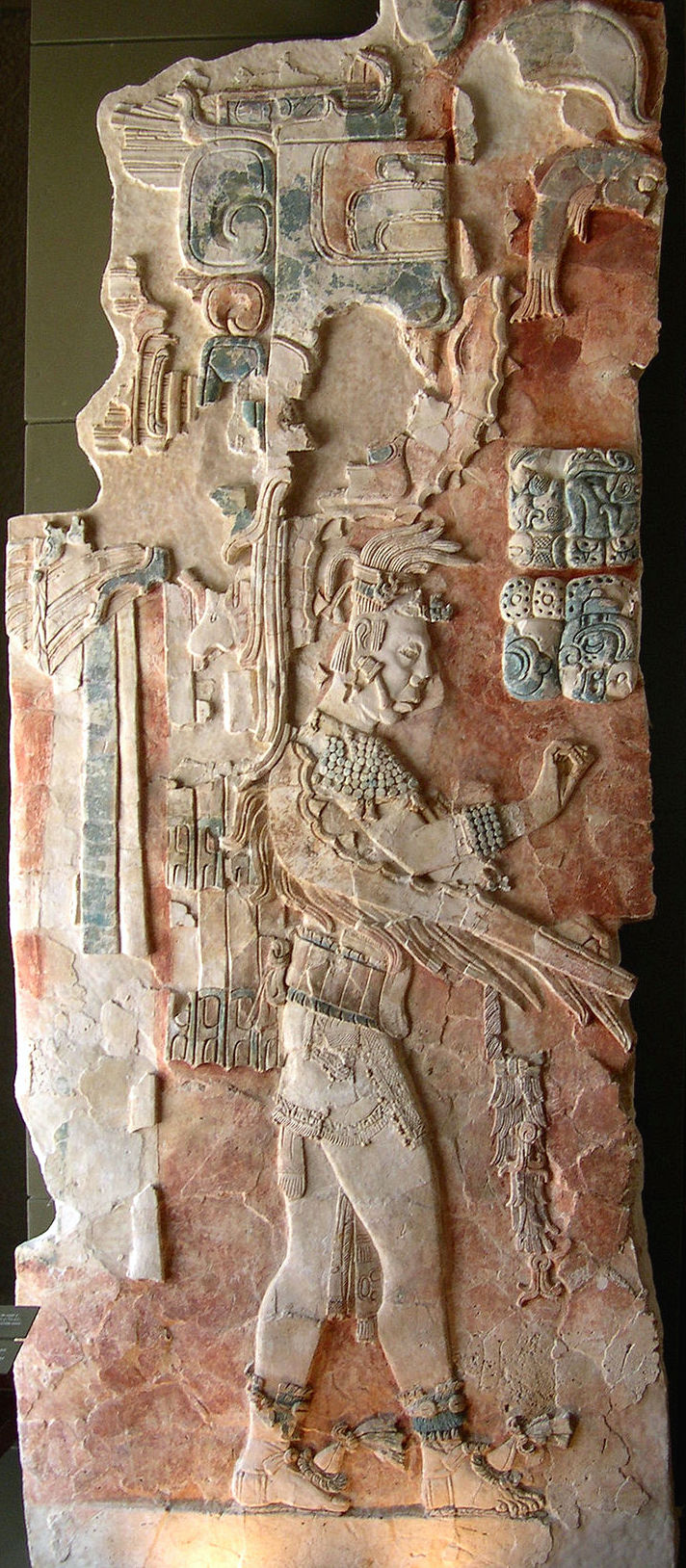
Bajorrelieve en el museo de Palenque, Chiapas

Los inicios de la cultura maya se remontan al desarrollo de Kaminaljuyú, en el período preclásico medio. Sin embargo, sus rasgos más conspicuos no surgen sino hasta el primer siglo de la era cristiana, y aparecen —según algunos autores— como herederos de los olmecas del golfo que habían emigrado hacia las tierras altas de Chiapas y Guatemala. La evidencia arqueológica indica que los mayas no formaron nunca un Estado unido; más bien, estaban organizados en pequeños cacicazgos que se hacían la guerra mutuamente. De hecho, López Austin y López Luján señalan que si algo caracterizó a los mayas del clásico fue su gran belicosidad. Probablemente fueron un pueblo con mayor vocación guerrera que lo teotihuacanos, y esto vendría a echar por tierra la imagen de una sociedad pacífica y entregada a la contemplación religiosa que se tiene corrientemente de los mayas. Desde luego, practicaron el sacrificio humano y el canibalismo ritual, como lo confirman los murales de Bonampak, una de sus ciudades más importantes en el período clásico.
La aparición de las grandes ciudades mayas fue tardía en comparación con el resto de Mesoamérica. En contraste, el desarrollo de la escritura y el calendario fueron bastante precoces, y algunos de los monumentos conmemorativos más antiguos proceden de sitios localizados en la región. Hace algunos años, los arqueólogos suponían que las zonas arqueológicas de los mayas solo habían fungido como centros ceremoniales, y que la población llana vivía en aldehuelas ubicadas alrededor de ellos. Sin embargo, las excavaciones más recientes indican que los sitios mayas contaban con servicios urbanos tan complejos como los de Teotihuacán (drenaje, acueductos, pavimentos). La construcción de estos sitios se realizó sobre la base de una sociedad altamente estratificada, dominada por la clase sacerdotal, que al mismo tiempo era la élite política.

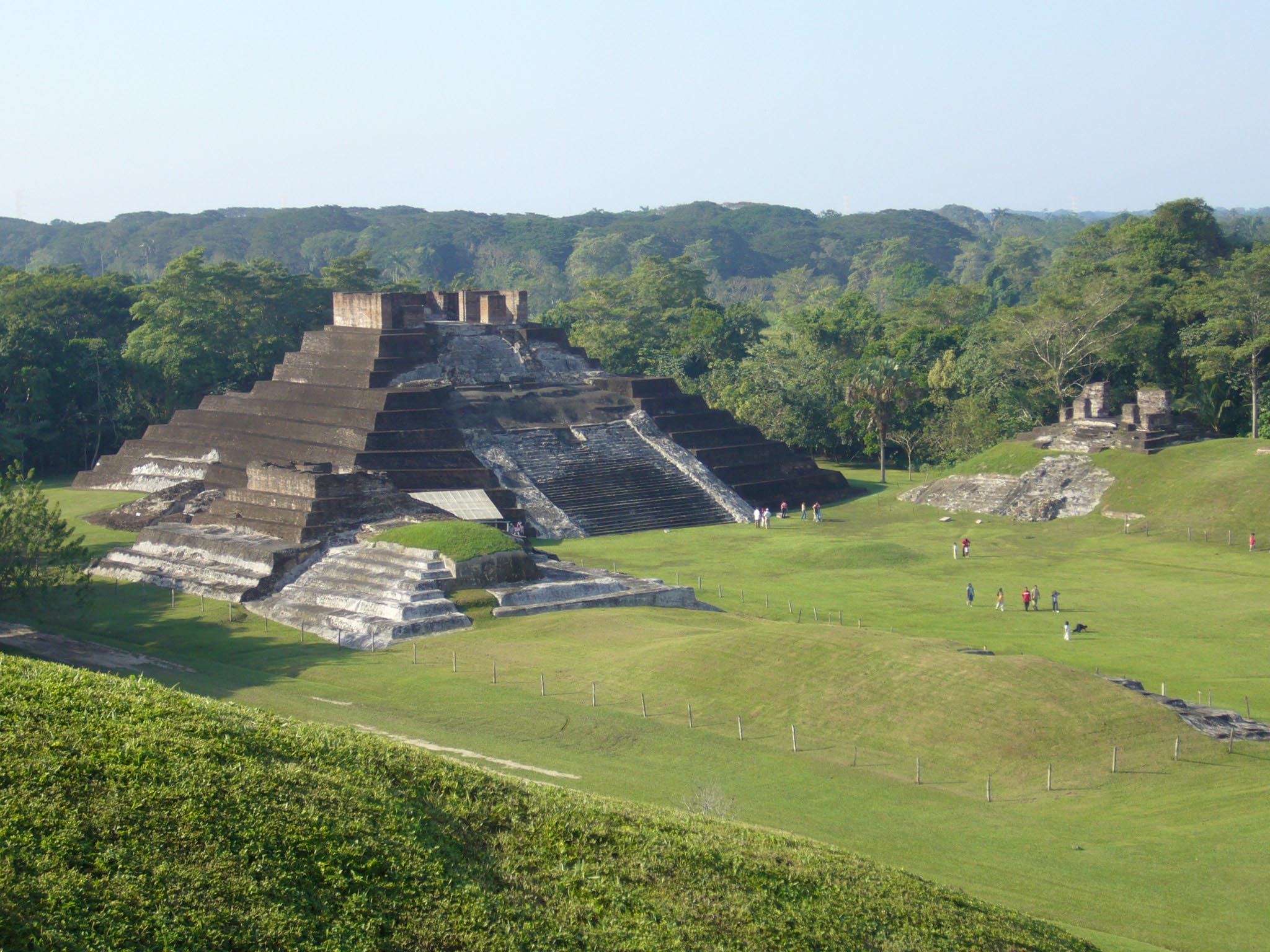
Comalcalco, Tabasco. Construcciones mayas en ladrillo cocido del período clásico.

Esta élite controlaba la agricultura, que se practicaba mediante el sistema de roza —tumba y quema— y, como en el resto del área mesoamericana, imponía a los estratos más bajos de la población impuestos en especie y en mano de obra, que permitieron concentrar recursos suficientes para la construcción de los monumentos públicos que legitimaban el poder y la estratificación de la sociedad. Durante el período clásico, la élite política maya sostuvo fuertes lazos con Teotihuacán, Tras la caída de Teotihuacán, Tikal también entró en recesión, y su poderío pasó a manos de otras ciudades localizadas en la ribera del río Usumacinta, como Piedras Negras, Palenque. Sin embargo, algo que contradice el dominio militar teotihuacano en Tikal, es el hecho de que el apogeo de construcción en Tikal, es después del 700 d. C., cuando Teotihuacán cayó. Finalmente, parece que la gran sequía que azotó Centroamérica en el siglo IX dio al traste con el sistema político maya, hecho que ocasionó revueltas populares y el derrocamiento de los grupos dominantes. Muchas ciudades fueron abandonadas y de ellas no se volvió a saber hasta el siglo XIX, cuando se intensificó la exploración arqueológica y, en buena medida, los descendientes de los mayas condujeron a los arqueólogos estadounidenses y europeos hasta las ciudades que la selva se había tragado.

### Periodo Epiclásico
Luego del ocaso de Teotihuacán se originó una fuerte inestabilidad política entre las diversas sociedades del centro de México, las cuales de forma directa o indirecta estaban controladas e influenciadas por Teotihucan. Entre el 650 y el 1000 hubo un periodo de transición de centros regionales de poder de índole militarista que dominaron entidades políticas menores y que consolidaron las características posteriores del Posclásico. En este periodo se configuran en definitiva algunas sociedades eminentemente hostiles, militaristas, que rompen la estabilidad impuesta por la hegemonía teotihuacana con el resultado de movimientos demográficos de importancia en la región. En este periodo se desarrollaron urbes como Cacaxtla, Xochicalco, Tula Chico, Cantona y Cholula.

### Período Posclásico

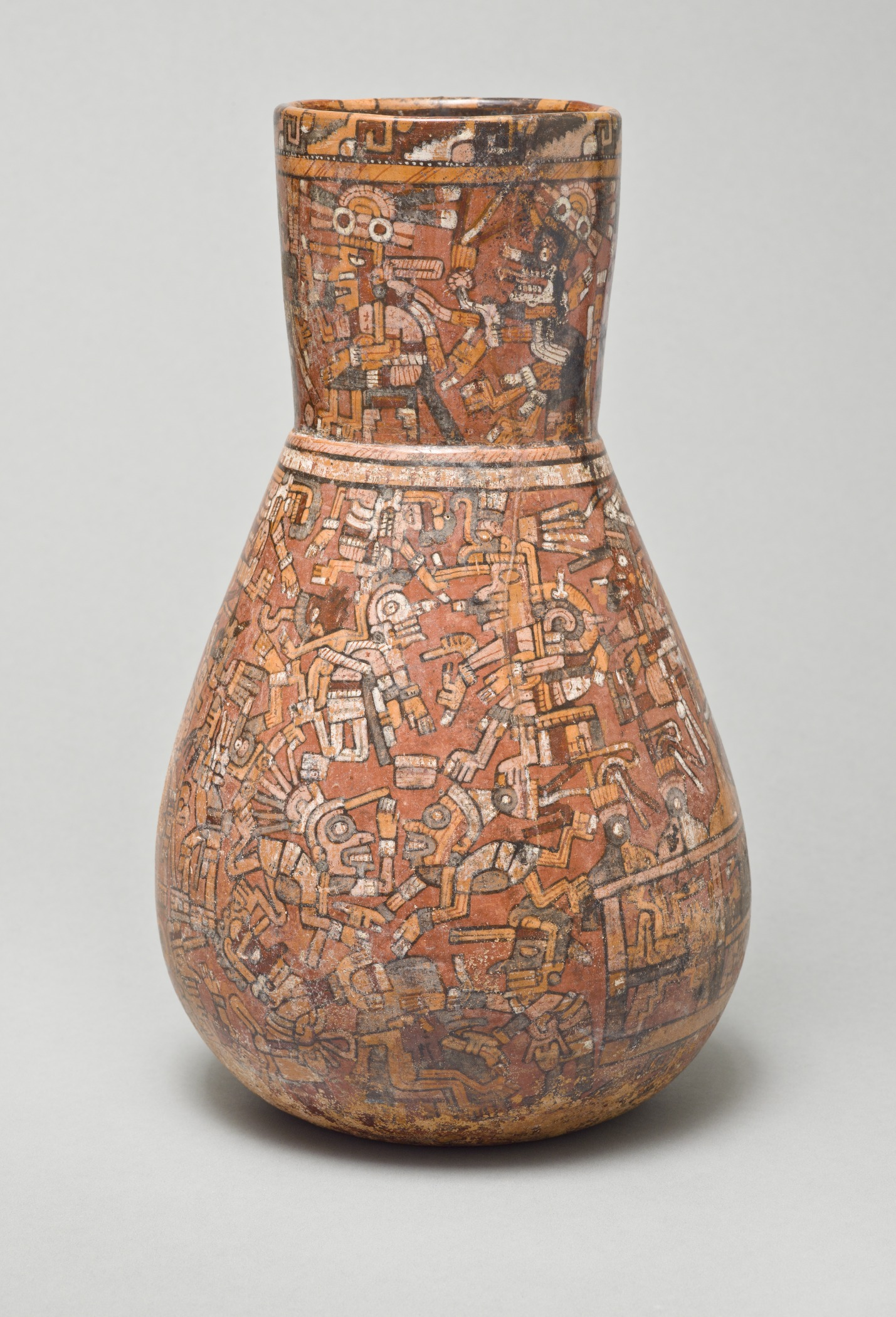
Vasija tipo códice, de la cultura mixteca. Actualmente en el LACMA.

El período Posclásico abarca el período comprendido entre el año 900 y la conquista de Mesoamérica por los españoles, ocurrida entre 1521 y 1697. Se trata de un período donde la actividad militar cobra gran importancia. Las élites políticas asociadas a la clase sacerdotal fueron relevadas de su cargo por los grupos guerreros. A su vez, por lo menos medio siglo antes de la llegada de los españoles, los guerreros iban cediendo sus posiciones de privilegio a un grupo muy poderoso que nada tenía que ver con la estructura nobiliaria, los pochtecas, comerciantes que se hicieron con gran poder político en virtud de su poder económico.
El período posclásico se divide en dos partes. La primera es el posclásico temprano, que abarca los siglos X al XIII, y es caracterizado por la hegemonía tolteca de Tollan-Xicocotitlan (Tula). El siglo XII marca el inicio de la etapa tardía del posclásico, que inicia con la llegada de los pueblos chichimecas, emparentados lingüísticamente con los toltecas y los mexicas que llegaron a establecerse en el valle de México en el año 1325, luego de una larga peregrinación de dos siglos desde Aztlán, un sitio del que se desconoce su ubicación precisa. Muchos de los cambios sociales que se observan en este período final de la civilización mesoamericana están relacionados con los movimientos migratorios de los pueblos norteños. Estos pueblos provenían de Oasisamérica, Aridoamérica y la zona Norte de Mesoamérica, empujados por un cambio climático que amenazaba su subsistencia. Las migraciones de los norteños provocaron a su vez, el desplazamiento de pueblos asentados desde siglos en el área nuclear mesoamericana; algunos de ellos llegaron hasta Centroamérica.
Fueron numerosos los cambios culturales que ocurrieron en este tiempo. Uno de ellos fue la generalización de la metalurgia, que llegó importada desde Sudamérica, y cuyos restos más antiguos proceden, como los de la cerámica, del Occidente. El conocimiento de los metales por parte de los pueblos mesoamericanos no alcanzó un gran desarrollo. Más bien, su uso fue muy limitado (algunas pocas hachas de cobre, agujas, y sobre todo adornos corporales). Las técnicas más refinadas de la metalurgia mesoamericana fueron desarrolladas por los mixtecos, que produjeron artículos suntuarios exquisitamente trabajados.

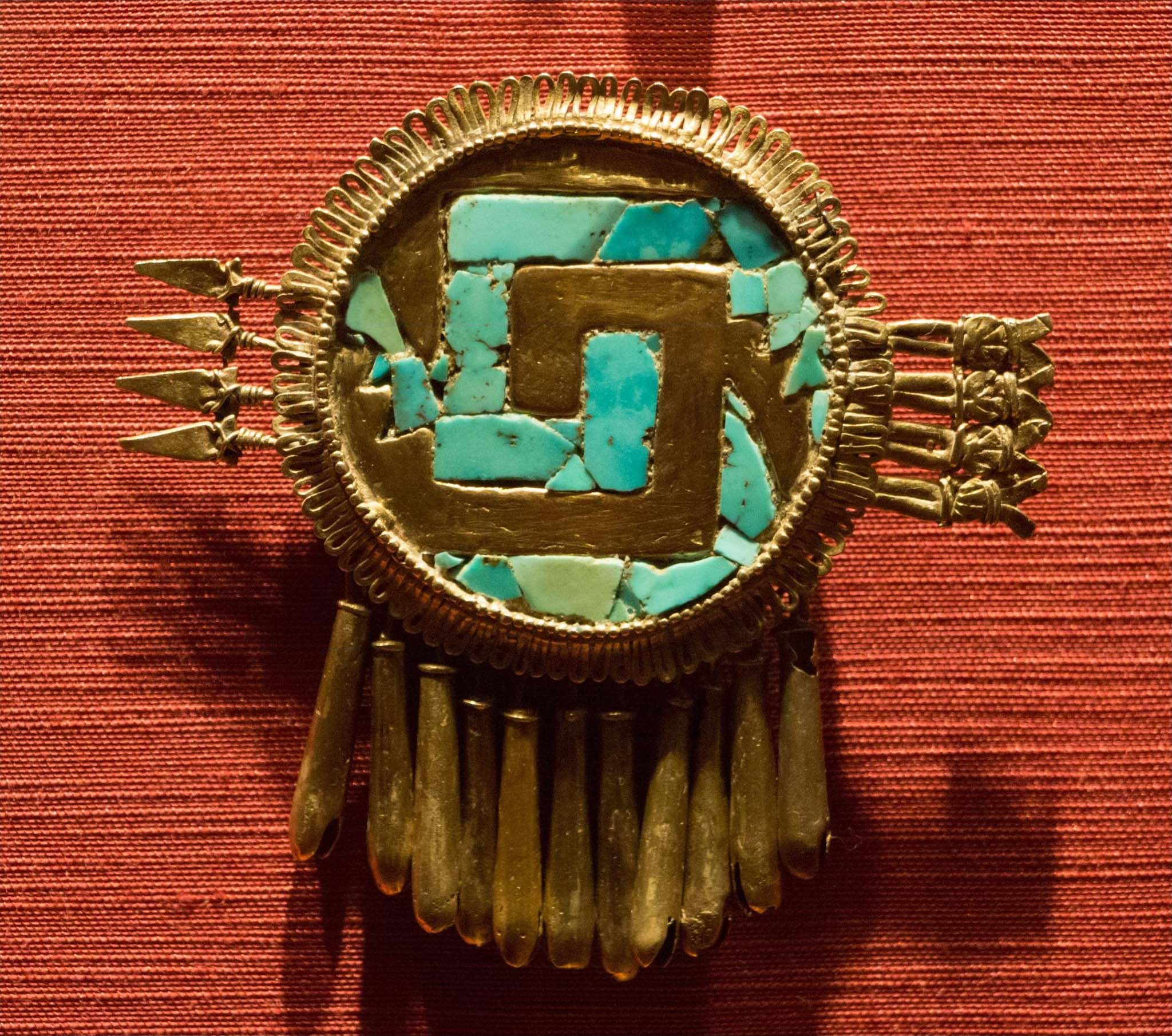
Escudo de Yanhuitlán

También la arquitectura vio notables avances. Se introdujo el uso de clavos arquitectónicos para sostener los recubrimientos de los templos, fue mejorado el mortero para la construcción, se introdujo el uso de columnas y techos de piedra, que solo habían sido empleados en el área Maya durante el clásico.
En la agricultura, los sistemas de riego se hicieron más complejos; y en el valle de México, en especial, la técnica de las chinampas fue llevada a su máxima expresión por los mexicas, que construyeron sobre ellas una ciudad de 200 000 habitantes.
El sistema político enfrentó también transformaciones importantes. Durante el posclásico temprano, las élites políticas con vocación guerrera se legitimaban por medio de su adhesión a un complejo de creencias religiosas que López Austin llama «zuyuanidad». Según esto, las clases dirigentes se proclamaban a sí mismas descendientes de la Serpiente Emplumada, una de las potencias creadoras y héroe cultural en la mitología mesoamericana. Asimismo, se declaraban herederas de una ciudad no menos mítica, llamada Tollan en nahua, y Zuyuá en maya (de donde toma el nombre el complejo descrito por López Austin). Muchas de las capitales importantes del período se identificaban con este topónimo (como Tollan-Xicocotitlan, Tollan Chollollan, Tollan Teotihuacán).
Aunque por mucho tiempo se identificó a la Tollan del mito, con la Tula de Hidalgo, Enrique Florescano y López Austin señalan que no hay razón para ello. El primero dice que la Tollan mítica es Teotihuacán, y el segundo argumenta que Tollan es parte del imaginario religioso de los mesoamericanos. Otra de las características del complejo zuyuano es la formación de alianzas entre diferentes ciudades-estado, dominadas por grupos afines a la ideología zuyuana; tal es el caso de la Liga de Mayapán en Yucatán, o la confederación mixteca de Ocho Venado en la sierra oaxaqueña. Estas sociedades del posclásico temprano se caracterizaron por su carácter militar y por su composición multiétnica.

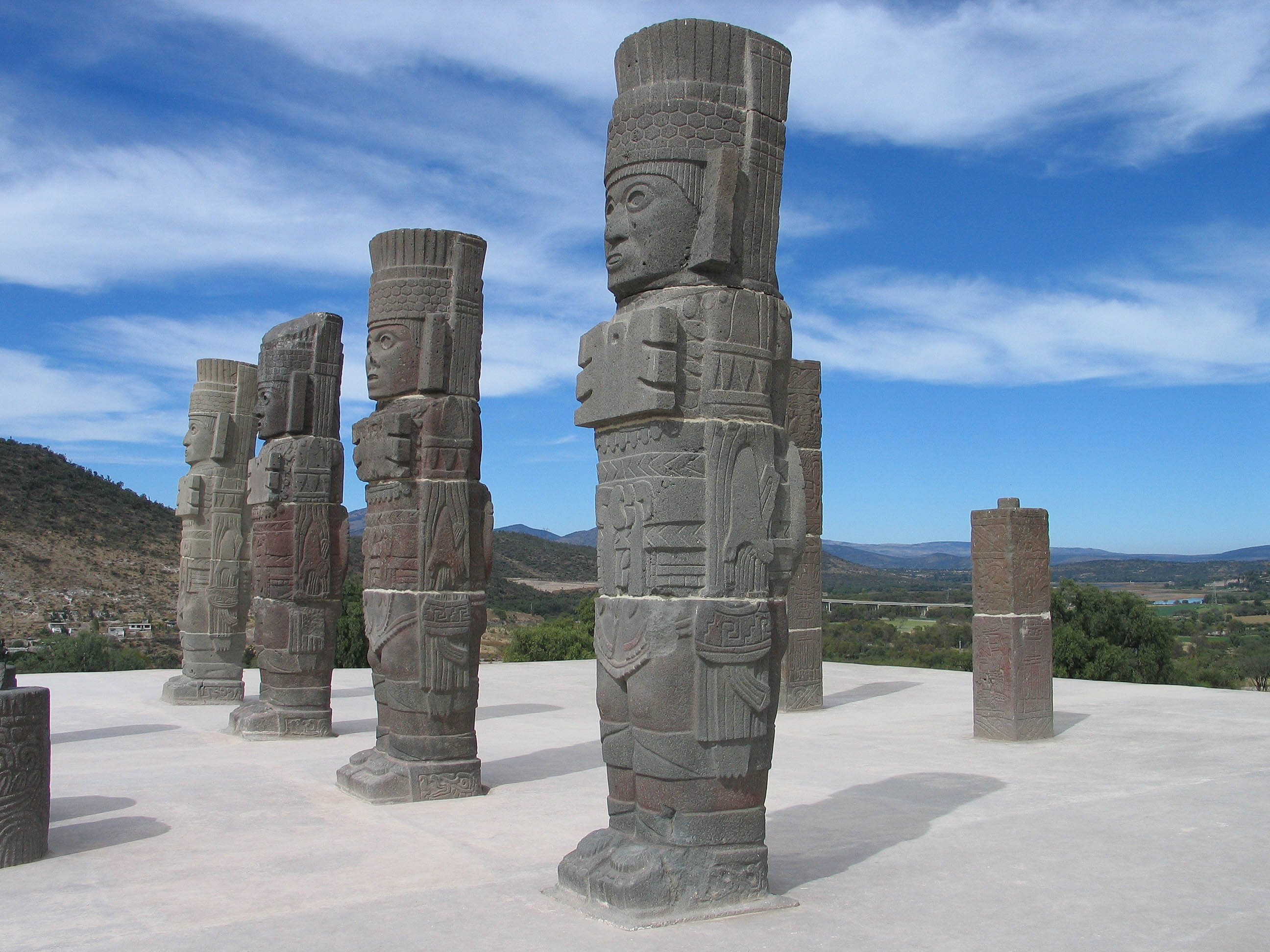
Atlantes de Tula, en Hidalgo

Sin embargo, la caída de Tollan-Xicocotitlan puso en jaque el sistema zuyuano, que finalmente concluyó con la disolución de la Liga de Mayapán, el Estado mixteco y el abandono de Tula. Mesoamérica recibió nuevas migraciones del norte, y aunque los grupos recién llegados estaban emparentados con los antiguos toltecas, tenían una ideología por completo diferente. Los últimos en llegar fueron los mexicas, que se establecieron en un islote del lago de Texcoco bajo dominio de los tecpanecas de Azcapotzalco. Este grupo habría de sojuzgar en las décadas siguientes una buena parte de Mesoamérica, conformando un Estado unitario y centralizado que solo tuvo como rival a los tarascos de Michoacán. Nunca unos pudieron vencer a los otros, y parece que hubo una especie de pacto de no agresión entre ambos pueblos.

Mesoamérica y Centroamérica en el antes de la llegada de los españoles.

A la llegada de los españoles, muchos pueblos sometidos a los mexicas ya no deseaban seguir bajo su dominio. Por ello, aprovecharon la oportunidad propuesta por los europeos y los apoyaron, pensando que de esta manera quedarían en libertad.

#### Mexicas
Quizá, junto con la maya, la más conocida de las culturas mesoamericanas de la época precolombina sea la mexica. Esto se debe, entre otras cosas, a que su Estado era el más poderoso y rico de la región, a costa de la explotación de los pueblos periféricos. Cuando los españoles consumaron la conquista de México, muchos misioneros se preocuparon en rescatar el testimonio cultural de los pueblos nahuas, y por ello el cúmulo de información que se tiene de ellos es el más importante en extensión y calidad.
Los mexicas eran un pueblo que procedía del norte o el occidente de Mesoamérica: Aztlán. Los nayaritas dicen que la mítica Aztlán está ubicada en la isla de Mexcaltitán. Algunas hipótesis señalan que pudo haber estado localizada en algún punto del estado de Zacatecas, otras señalan que Aztlán está ubicado en las inmediaciones del Cerro Culiacán en el Bajío, e incluso se ha propuesto que se encuentra en Nuevo México. De cualquier manera, no parece probable que los mexicas fueran un pueblo ajeno a la tradición mesoamericana clásica. De hecho, compartían muchas características con los pueblos del área nuclear. Se trataba de un pueblo de habla náhuatl, la misma lengua que, según es generalmente aceptado, hablaban los toltecas que los antecedieron en su llegada.

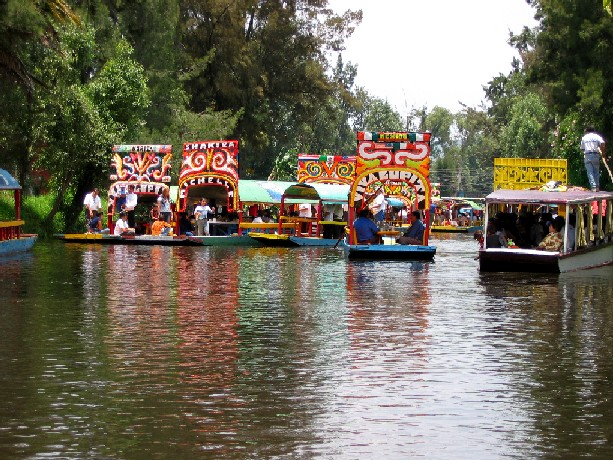
Vista actual de las chinampas de Xochimilco, en el Distrito Federal

Se calcula que la salida de Aztlán debió ocurrir en las primeras décadas del siglo XII, esto con base en el documento conocido como Tira de la Peregrinación, un códice donde se señalan los hechos notables de la migración, con fechas en calendario nahua. Tras mucho peregrinar, llegaron a la cuenca del valle de México en el siglo XIV. Se establecieron en varios puntos de la ribera del lago (Culhuacán, Tizapán) antes de establecerse en el islote de México, protegidos por Tezozómoc, rey de los tecpanecas. La ciudad de Tenochtitlan fue fundada en el año de 1325, como una ciudad aliada de Azcapotzalco. Sin embargo, apenas un siglo más tarde (1430), los mexicas, aliados con Texcoco y Tlacopan, hicieron la guerra a Azcapotzalco y la derrotaron. Fue así como nació la Triple Alianza, que sustituyó a la antigua confederación regida por los tecpanecas (que incluía a Coatlinchan y Culhuacán).
Al frente de la Triple Alianza, los mexicas dieron inicio a una fase expansionista que los llevó a controlar buena parte de Mesoamérica. Solo quedaron libres los señoríos de Tlaxcala (nahua), Meztitlán (otomí), Teotitlán del Camino (cuicateco), Tututepec (mixteco), Tehuantepec (zapoteca), el área maya y el Occidente (regido por sus rivales los tarascos).
Las provincias sometidas tenían la obligación de pagar un tributo a Tenochtitlan, que está registrado en otro códice conocido como Matrícula de los tributos. Este documento especifica la cantidad y el género de productos que cada provincia debía entregar a los mexicas.

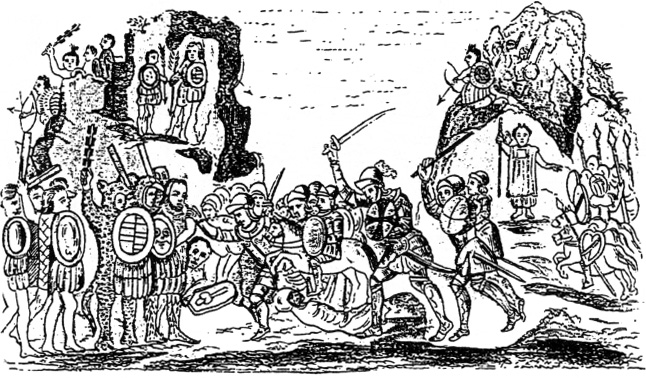
Escena de la conquista de México, ocurrida en el año de 1521

El Estado mexica fue conquistado por los españoles de Hernán Cortés y sus aliados tlaxcaltecas y zempoaltecas en 1521. La caída total de Mesoamérica se consumó en 1697, cuando Tayasal, en el Petén, fue tomada tardíamente por los españoles.
La conquista española vino a interrumpir abruptamente el desarrollo de todas las culturas mesoamericanas, destruyendo los testimonios más importantes de aquellos pueblos indígenas: templos, estatuas, códices y obras de arte. Tras la destrucción de las soberanías y religiones mesoamericanas en forma, los sobrevivientes de estas culturas se mezclaron con los invasores tanto a nivel humano como cultural, dando origen al mestizaje. En la actualidad solo una porción de la cultura de aquellos pueblos cuenta con testimonios materiales para hablar de sí mismos ante el mundo contemporáneo, ya sea en forma de restos arqueológicos o fundida en el sincretismo cultural de los países que actualmente ocupan la región.

## Aportaciones

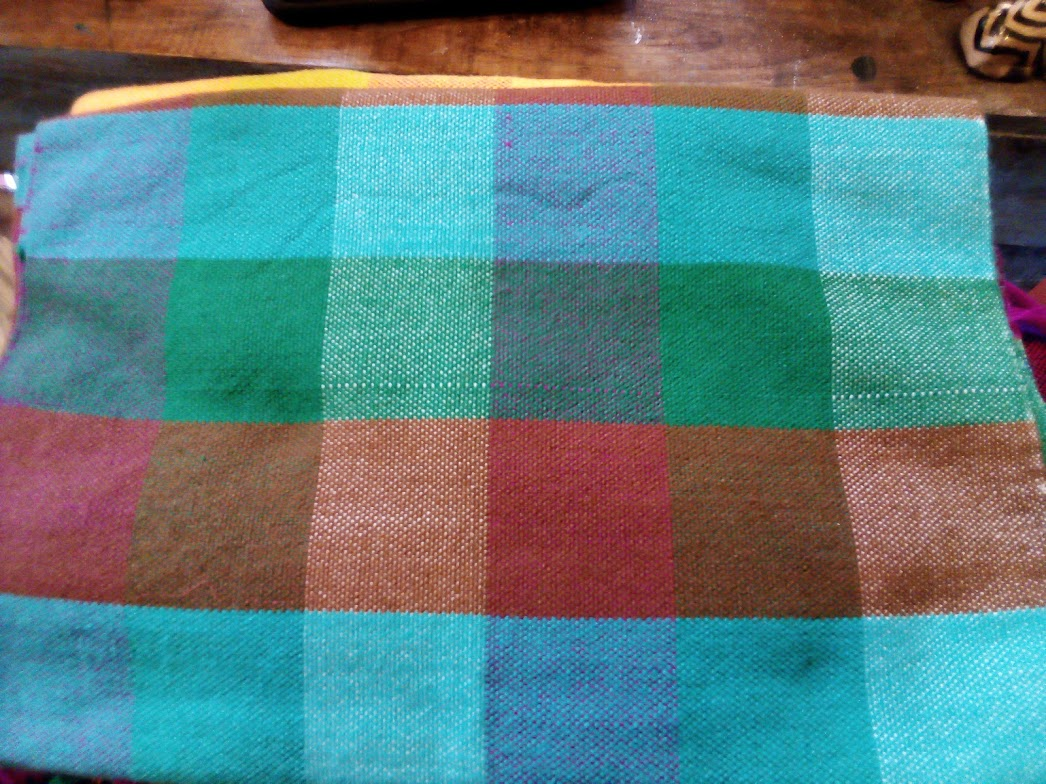
Las telas Lencas aun son bastante utilizadas en Honduras.

Los mesoamericanos inventaron distintas formas de escritura, destacando los glifos de los mixtecos y nahuas, estos representaban ideas y cosas. En ellos se registraban fechas, lugares, personas, números y conocimientos sobre el hombre y la naturaleza. Una escritura más avanzada fue creada por los mayas, sus glifos representaban palabras, sonidos y números.
Los mesoamericanos fueron grandes observadores, estudiaron los astros y sus movimientos, el sol y las estaciones, el tiempo de lluvias, los días, los meses y años en que ocurrián los acontecimientos astrales, esto les permitió elaborar dos tipos de calendarios: el solar y el Tonalpohualli. Los mayas crearon el Códice Dresde, escrito en el siglo XIII, es el libro astronómico más importante sobreviviente de la cultura mesoamericana.
Cultivaron ciencias como la medicina, la botánica, la zoología, matemáticas, geografía, astronomía y ecología. Desarrollaron habilidades en las artesanías como la orfebrería.
Pero el legado más importante que dejaron a la humanidad las culturas mesoamericanas fueron tal vez sus tradiciones agro-gastronómicas: el cultivo y uso del maíz, tomate, frijol, calabaza, chile, cacao, aguacate, amaranto y otros productos que hoy conoce el mundo entero.
Descubrieron los mesoamericanos muchas plantas curativas que todavía en la actualidad se usan. A esta parte de la medicina se le llama herbolaria.
En las artesanías, se distinguen en nuestros días los tejidos y los bordados utilizados para decorar los vestidos; y, todavía en nuestros días, podemos encontrar sombreros, bolsas y tapetes que son tejidos con ramas de la palma y del henequén.